# Jüdische Opfer des Nationalsozialismus (Nettetal)
Der Kreis der Jüdischen Opfer des Nationalsozialismus umfasst in Nettetal etwa 200 Personen jüdischen Glaubens, die zu Beginn der 1930er Jahre in einer Beziehung zur heutigen Stadt, das heißt zu den Orten Breyell, Hinsbeck, Kaldenkirchen, Leuth, Lobberich oder Schaag standen, da sie hier geboren wurden oder lebten, mit einem der Bürger verheiratet oder dessen Sohn oder Tochter waren. Von ihnen kehrten nach dem Ende der NS-Diktatur nur zwei aus den Konzentrationslagern zurück; die übrigen waren zum größten Teil von den Nationalsozialisten ermordet worden, eine Minderheit hatte sich durch Flucht nach Amerika retten können.
Für 66 der jüdischen Bürger, die Opfer des Nationalsozialismus wurden und ihren letzten freiwilligen Wohnsitz im Gebiet der Stadt Nettetal hatten, wurden hier in den vergangenen Jahren Stolpersteine verlegt (siehe Liste der Stolpersteine in Nettetal).

## Novemberpogrom
Die unter dem Begriff Reichspogromnacht zusammengefassten Übergriffe und Verbrechen begannen in der Kreisstadt Kempen am Morgen des 10. November 1938. Die in der Nacht zuvor über die Kommandostrukturen in NSDAP und SA einerseits sowie der Sicherheitspolizei (bestehend aus Kriminalpolizei und Gestapo) andererseits verschickten Anordnungen waren bereits am frühen Morgen umgesetzt worden, so dass der konkrete Befehl zum Niederbrennen der Synagoge gegen 8 Uhr 45 erfolgte und dann auch aufgrund einer lokalen Besonderheit rasch umgesetzt werden konnte: Das Kempener Arbeitsamt diente seit langem als inoffizieller Stützpunkt der SA, deren Führung den Leiter des Arbeitsamtes aufsuchte, der wiederum die Nachricht als Anweisung verstand und wie gewünscht reagierte: er befahl alle im Arbeitsamt beschäftigten SA-Männer zu sich, schickte sie nach Hause, ihre Uniformen anzuziehen und sich dann zu einer Judenaktion auf der Polizeistation im Bürgermeisteramt einzufinden.
In den Orten, die die heutige Stadt Nettetal bilden, begann das Pogrom erst am Abend des 10. November. Als Ursache gilt die fehlende Zentralisierung der SA, was ein Handeln wie in Kempen verhinderte. Es gab eine genügende Zahl von SA-Männern – entgegen Berichten, die in der Nachkriegszeit aufkamen und auch heute noch kolportiert werden, brauchte für den Pogrom nicht das Eintreffen von auswärtigen Schlägertrupps abgewartet werden. Ab 1948 mussten sich alleine aus der Stadt Kaldenkirchen 14 Männer vor dem Landgericht Krefeld verantworten; neun von ihnen wurden zu Haftstrafen verurteilt.
Die Ziele der SA-Schlägertrupps waren vorgegeben: die Synagoge in Breyell und die Synagoge in Kaldenkirchen (die niedergebrannt werden sollten), die jüdischen Wohnungen (die mit Unterstützung der Polizei „durchsucht“ werden sollten) und Ladengeschäfte, von denen es allerdings nicht viele gab, da die regionalen Juden zumeist als Viehhändler gearbeitet hatten (und der Viehhandel waren ihnen seit Anfang 1937 durch Schikanen faktisch und seit wenigen Monaten auch juristisch untersagt worden). Lediglich in Kaldenkirchen konnte man mehr als ein Ladenlokal antreffen, das von Juden geführt wurde.
Die Breyeller Synagoge, die im Oktober 1910 eingeweiht worden war, brannte an diesem Abend nieder. Wie die Zerstörung abgelaufen ist, ist kaum bekannt, sicher ist lediglich, dass sie in Brand gesteckt wurde. Nach dem Krieg wurde im Rahmen der Wiedergutmachung festgehalten: „Auf Anordnung der staatlichen Stellen mußte die Gemeinde für die Beseitigung der Trümmer sorgen; die Kosten der Aufräumung, welche 398,01 RM betragen, waren dem Grundstückseigentümer in Rechnung zu stellen. Da Klaber [gemeint sind hier die Erben von Jacob Klaber, der das Grundstück für die Synagoge zur Verfügung hatte] den Betrag kaum würde zahlen können, wurde er im Jahre 1939 mehrfach unter Androhung zwangsweiser Betreibung aufgefordert, das Grundstück unter Aufrechnung mit den Kosten an die Gemeinde Breyell abzutreten. Der Kaufakt wurde am 20.3.1940 … getätigt und ein Kaufpreis von 300,- RM festgesetzt, welcher durch die der Gemeinde entstandenen Unkosten abgegolten war.“
Die Synagoge in Kaldenkirchen war im Juli 1873 eingeweiht worden und 1923 renoviert worden; sie wurde ebenfalls während des Novemberpogroms zerstört. Zeitgenössische Berichte zur Zerstörung der Kaldenkirchener Synagoge gibt es nicht. Erst nach dem Krieg wurde aktenkundig, was hier im November 1938 geschehen war. Ein ehemaliger SA-Mann gab 1948 vor dem Entnazifizierungsausschuss zu Protokoll: „Am 10.11.1938 erhielt ich von dem Sturmführer H[] … den Auftrag, die Synagoge in Kaldenkirchen zu zerstören. Von dem SA-Heim, begaben wir uns … zur Synagoge hin. Das Werkzeug hierfür wurde mitgenommen. Dort angekommen, erhielt ich den Befehl, die Leiter zu besteigen und aufs Dach zu steigen. Wir warfen dann einige Dachziegel herunter, um den Dachstuhl freizubekommen. Die Tragebalken habe ich dann mit durchgesägt. Der Dachstuhl wurde dann zum Einsturz gebracht. Die ganze Aktion dauerte von 19.15 bis 21.45 Uhr. Nach dieser Zerstörung gingen wir geschlossen zum SA-Heim zurück. Es wurden dort vier Trupps eingeteilt, die dann die jüdischen Geschäfte zerstören mußten, welches auch durchgeführt wurde…“
Zur Zerstörung der jüdischen Geschäfte und Wohnungen gibt es eine zwei Jahre zuvor gemachte Aussage: „Nach dem Abbruch der Synagoge sind alle Beteiligten zum SA-Heim gegangen. Hier wurden die Trupps von dem Sturmbannführer J[] und dem Sturmführe H[] neu eingeteilt mit dem Auftrag, bei den Juden die Einrichtungen zu zertrümmern. Ich bekam diesen Auftrag für die jüdischen Wohnungen von Jakob H[] und Gustav S[]. Vom SA-Heim sind wir zuerst nach H[] gegangen. Dort haben wir einen Teil der Möbel zerschlagen. Den Juden ist nichts passiert. Von dort gingen wir zu S[] in der Steylerstr. Dort wurde die ganze Geschäftseinrichtung zertrümmert. Ich weiß noch ganz genau, dass ich eine Nähmaschine zertrümmert habe. Bemerken möchte ich noch, daß ich besonders darauf geachtet habe, daß nichts gestohlen wurde. Nachdem wir unseren Auftrag ausgeführt hatten, führte ich meine Leute wieder zum SA-Heim…“
Entgegen den Darstellungen der Täter gab es bei den Überfällen nicht nur zertrümmerte Einrichtungsgegenstände, sondern tatsächlich auch Verletzte und in der Folge sogar Todesfälle, deren Häufung und Ursachen in der systematischen Verfolgung in den Wochen zuvor zu sehen sind:
- Eine Woche nach dem Pogrom wurde die Familie Lion in der Fährstraße noch einmal von der SA überfallen. Mit den Worten „Ihr habt nichts abgekriegt, jetzt wollen wir mal hier aufräumen!“ stürmten sie die Wohnung und zerstörten die Einrichtung. Bei diesem Überfall sprang die 76-jährige Bertha Lion aus einem Fenster im Obergeschoss ihres Hauses und brach sich den Oberschenkel, seitdem war sie gehbehindert.
- Eine Woche nach diesem Überfall, am 28. November 1938, erlag der in der gleichen Wohnung lebende 74-jährige Gustav Sanders einem Herzinfarkt.
- Seine Schwester Julia Hoffstadt, 79 Jahre alt, starb am 4. Dezember 1938.
- Die 87-jährige bettlägerige Witwe Eva Sanders wurde beim Überfall auf die Wohnung ihres Stiefsohns Sally in Lobberich von einem Stein am Kopf getroffen, den SA-Männer geworfen hatten, um die Fensterscheiben zu zertrümmern; sie starb am 23. Dezember 1938 an den Folgen der dabei erlittenen Verletzungen.
- Der Metzgermeister Simon Defries, 83 Jahre alt, der beim Pogrom eine Treppe hinuntergestürzt war, starb am 2. Januar 1939.

## Internierungen in Dachau
Während des Pogroms waren die meisten männlichen und unter 65-jährigen Juden wie angeordnet in „Schutzhaft“ genommen worden. Am darauffolgenden Tag, Freitag, den 11. November, brachte man die Verhafteten in die Strafanstalt Anrath bei Krefeld. Am Mittwoch darauf, am 16. November 1938, fuhr man die unter 55-Jährigen auf Lastkraftwagen zum Duisburger Hauptbahnhof (die Älteren wurden nach Hause entlassen), wo sie einen Sonderzug der Reichsbahn bestiegen, dessen Ziel das KZ Dachau war. „Als Bewacher kommen Gestapo-Beamte mit, vorsorglich für 12 Stunden mit Verpflegung versehen. Was die jüdischen Insassen angeht, lautet die Gestapo-Anweisung jedoch: Für die Häftlinge ist keine Marschverpflegung mitzunehmen.“
Unter den Internierten waren 17 Nettetaler Juden; sie wurden nach einigen Wochen oder Monaten wieder entlassen, sofern sie die KZ-Haft überlebt hatten, und nachdem ihnen deutlich gemacht worden war, dass es bei dieser Verhaftungswelle vor allem um die Einschüchterung, Ausplünderung und schließlich die Vertreibung der Juden aus dem Reich gegangen war.
1. Siegfried Bamberger, geboren am 7. Juni 1884 in Neidenstein, Arbeiter in Mönchengladbach, Ehemann von Regina Rebekka Levy aus Breyell, vom 17. November 1938 bis zum 1. Dezember 1938 in Dachau inhaftiert
2. Abraham Cohen, geboren am 30. Oktober 1889 in Kaldenkirchen, Viehhändler in Kaldenkirchen, vom 17. November 1938 bis zum 22. Dezember 1938 in Dachau inhaftiert
3. Simon Harf, geboren am 3. November 1905 in Beckrath, Arbeiter in Kaldenkirchen, vom 17. November 1938 bis zum 11. Februar 1939 in Dachau inhaftiert
4. Kurt Höflich, geboren am 20. September 1902 in Breyell, Kaufmann in Breyell, vom 17. November 1938 bis zum 9. Februar 1939 in Dachau inhaftiert
5. Fritz Klaber, geboren am 6. November 1904 in Breyell, Gehilfe in Breyell, vom 17. November 1938 bis zum 16. Februar 1939 in Dachau inhaftiert
6. Hermann Levy, geboren am 9. Dezember 1909 in Breyell, Viehhändler in Korschenbroich, vom 17. November 1938 bis zum 29. Dezember 1938 in Dachau inhaftiert
7. Emil Levy, geboren am 6. März 1909 Breyell, Landwirt in Breyell, ab dem 17. November 1938 in Dachau inhaftiert, dort am 9. Februar 1939 gestorben
8. Max Levy, geboren am 27. August 1907 in Breyell, Viehhändler in Breyell, vom 17. November 1938 bis zum 23. Februar 1939 in Dachau inhaftiert
9. Max Lion, geboren am 4. Februar 1905 in Kaldenkirchen, Kaufmann in Kaldenkirchen, vom 17. November 1938 bis zum 10. Januar 1939 in Dachau inhaftiert
10. Berthold Mosheim, geboren am 25. Mai 1904 in Adorf, Rechtsanwalt in Düsseldorf, vom 17. November 1938 bis zum 5. Dezember 1938 in Dachau inhaftiert
11. Albert Sanders, geboren am 17. Juni 1895 in Kaldenkirchen, Metzger in Kaldenkirchen, vom 17. November 1938 bis zum 18. Januar 1939 in Dachau inhaftiert
12. Isaak Sanders, geboren am 19. Juli 1895 in Kaldenkirchen, wohnte in Süchteln, vom 17. November 1938 bis zum 15. Dezember 1938 in Dachau inhaftiert
13. Sally Sanders, geboren am 7. Februar 1885 in Lobberich, Metzger in Lobberich, ab dem 17. November 1938 in Dachau inhaftiert, die Entlassung ist nicht verzeichnet
14. Siegfried Sanders, geboren am 24. Januar 1903 in Kaldenkirchen, Kaufmann in Kaldenkirchen, vom 17. November 1938 bis zum 22. Dezember 1938 in Dachau inhaftiert
15. Sally Simon, geboren am 7. März 1907 in Kaldenkirchen, Arbeiter in Kaldenkirchen, vom 17. November 1938 bis zum 4. Februar 1939 in Dachau inhaftiert
16. Arthur Zanders, geboren am 8. Januar 1884 in Lobberich, Landwirt in Lobberich, vom 17. November 1938 bis zum 29. Dezember 1938 in Dachau inhaftiert
17. Otto Zanders, geboren am 21. September 1886 in Lobberich, landwirtschaftlicher Arbeiter in Lobberich, vom 17. November 1938 bis zum 29. Dezember 1938 in Dachau inhaftiert

„Die Maßnahme soll den Auswanderungsdruck auf die deutschen Juden verstärken. Das wird besonders dadurch deutlich, dass ein Teil der Verhafteten erst nach Vorlage ihrer Auswanderungspapiere freigelassen werden wird. Die Entlassung aus dem KZ muss von außen, in der Regel von der Angehörigen betrieben werden… Wenn ihr Antrag Erfolg gehabt hat, müssen sie das Geld für die Rückreise des Entlassenen an das KZ überweisen.“
- Der Familie Klaber gelang es, Fritz Klaber ein gefälschtes Visum für die Dominikanische Republik zu besorgen, das in Dachau akzeptiert wurde, worauf man ihn frei ließ. Er floh in die Niederlande, wo er später interniert wurde, nach einer zweiten Flucht untertauchte und den Krieg überlebte; seine Familie lebt in Israel
- Hermann Levy floh im Februar 1939 nach England und von dort in die USA, seine Familie lebt in New York
- Max Lions Ehefrau legte für ihren Mann eine Bescheinigung vor, dass er ein Visum für die Einwanderung in die USA hatte – allerdings trug dieses Visum eine so hohe Nummer, dass er aufgrund einer Quotenregelung vorläufig nicht nach New York konnte; tatsächlich kam das Visum dann auch niemals zum Tragen, so dass er später in das Ghetto Riga deportiert wurde
- Berthold Mosheim wanderte mit seiner Familie im Mai 1939 nach England aus. Seine Familie lebt in London
- Albert Sanders gelang 1939 die Flucht nach Haiti, er lebte später in New York
- Siegfried Sanders floh 1939 nach Haiti und lebte später in Kalifornien

Einer der Dachau-Häftlinge (Emil Levy) wurde bereits dort ermordet, fünf flohen nach der Freilassung ins Ausland (Fritz Klaber, Hermann Levy, Berthold Mosheim, Albert Sanders, Siegfried Sanders), einer wurde in das Ghetto Litzmannstadt (bis April 1940 Łódź) deportiert (Isaak Sanders), einer in das Vernichtungslager Sobibor (Siegfried Bamberger), und neun wurden 1942 ins Ghetto Riga deportiert (Abraham Cohen, Simon Harf, Kurt Höflich, Max Levy, Max Lion, Sally Sanders, Sally Simon, Arthur Zanders, Otto Zanders) – von ihnen kehrte nur einer, Sally Sanders, nach Ende des Krieges wieder zurück.

## Deportationen in das Ghetto Litzmannstadt
In der zweiten Oktoberhälfte 1941 wurden Deportationen aus der Rheinprovinz (inklusive des Saargebiets und Luxemburgs) in das Ghetto Litzmannstadt durchgeführt: am 16. Oktober ab Trier und Luxemburg (512/560 Personen), am 22. Oktober ab Köln (1018), am 27. Oktober 1941 ab Düsseldorf (1011/983) und am 30. Oktober erneut ab Köln (973/1011). Diese Transporte gelten als „Beginn der systematischen Deportation der jüdischen Bevölkerung aus dem Deutschen Reich“.
Die Juden, die von Düsseldorf aus deportiert werden sollten, mussten sich am Vortag, am Sonntag, den 26. Oktober 1941, im Schlacht- und Viehhof Düsseldorf einfinden, in dem sie die Nacht verbrachten. Am Tag darauf, am Montag, den 27. Oktober 1941, wurden sie vom nahe gelegenen Bahnhof Düsseldorf-Derendorf aus in das Ghetto Litzmannstadt deportiert. Hier kamen sie am 28. Oktober 1941 an.
Unter diesen Juden war auch eine Familie, die bis 1936 in Kaldenkirchen, dann in Süchteln und ab 1939 in Düsseldorf gewohnt hatte:
1. Isaak Sanders, geboren am 19. Juli 1895 in Kaldenkirchen[14]
2. Sophia Sanders geborene Baum, geboren am 26. November 1901 in Süchteln[14]
3. Erich Sanders, geboren am 29. Mai 1930 in Kaldenkirchen[14]

Isaak Sanders verhungerte am 8. Juli 1942 in Litzmannstadt, Sophia Sanders starb hier am 7. September an „Herzversagen“, der 12-jährige Erich Sanders wurde vier Tage später ins Vernichtungslager Kulmhof gebracht und dort vergast.

## Deportationen nach Minsk 1941
Zwischen dem 11. November und 5. Dezember 1941 wurden in sieben Zügen aus Hamburg, Düsseldorf, Frankfurt am Main, Berlin, Brünn, Bremen und Wien rund 7000 Juden in das Ghetto Minsk deportiert.
Die Deportation von 993 Juden von Düsseldorf aus begann am Montag, den 10. November 1941, vom Bahnhof Düsseldorf-Derendorf aus und endete nach vielen Unterbrechungen am Samstag, den 15. November 1941 im Ghetto Minsk. Der Hauptmann der Ordnungspolizei Wilhelm Meurin (1906–1944) notierte: „Die Juden waren um diese Zeit ziemlich weich, da der Zug vielfach unbeheizt liegengeblieben war und vor allem seit Einfahrt ins russische Gebiet keine Möglichkeit mehr gegeben war, Wasser zu fassen…“
Von den Nettetaler Juden waren fünf betroffen, die in Düsseldorf lebten:
1. Eva Cohen, geboren am 20. August 1887 in Kaldenkirchen, Arbeiterin[16]
2. Karolina Isaac geborene Moses, geboren am 24. September 1884 in Kaldenkirchen, Schneiderin[17]
3. Fritz Isaac, geboren am 6. Februar 1896 in Düsseldorf, wohl ihr Ehemann[17]
4. Sally Moser, geboren am 24. September 1884 in Kaldenkirchen, Polsterer[18]
5. Jenny Moser geborene Heidt, geboren am 17. Juni 1892 in Warburg[18]

Die Schicksale dieser fünf Personen sind nicht bekannt, sie sind verschollen und wurden mit an Sicherheit grenzender Wahrscheinlichkeit ermordet.
Am Freitag, den 14. November 1941, ging ein Transport vom Bahnhof Berlin-Grunewald nach Minsk, der 5. „Osttransport“ (DA 54), mit dem die in Berlin lebende Johanna Wreschinski geborene Rose, geboren am 20. Juli 1896 in Kaldenkirchen, deportiert wurde. Mit ihr wurden Heinrich Wreschinski und Helga Wreschinski deportiert, ihr Ehemann und ihre Tochter. Der Transport erreichte Minsk am Dienstag, den 18. November. Auch ihr Schicksal ist nicht bekannt, auch bei ihnen ist davon auszugehen, dass sie ermordet wurden.

## Deportation nach Riga
Im Dezember 1941 wurden in zwei Transporten knapp 2000 unter 65-jährige Juden aus dem Rheinland nach Riga deportiert. Der erste Transport ging am 7. Dezember mit 1011 Juden von Köln ab, der zweite am 11. Dezember mit 1007 Juden von Düsseldorf.
Am 10. Dezember 1941 wurden die unter 65-jährigen Juden aus dem heutigen Nettetal auf den Straßen abgeführt, da sie die Bürgersteige nicht mehr betreten sollten. Auch sie wurden nach Düsseldorf zum Schlachthof gebracht; 124 Juden aus dem Kreisgebiet Kempen wurden hier zusammengeführt: „Wir standen in der nassen Halle, ca. 24 Stunden. Jeder einzelne wurde einer Leibesvisitation unterzogen, und es wurden ihm alle wertvollen Sachen, doppelte Leibwäsche und das gesamte Reisegepäck abgenommen, ebenso alle Papiere. Am anderen Morgen standen wir stundenlang an einem Düsseldorfer Güterbahnhof. Die Kinder lagen im Schnee und weinten. Endlich fuhr unser Extrazug ab nach Riga. Wir waren 3 Tage [vom 11. bis zum 13. Dezember] unterwegs in einem ungeheizten Zuge ohne Wasser und Verpflegung. Abends kamen wir in Riga an und wurden bei 40° Kälte erst am anderen Morgen ausgeladen – Skirotava Güterbahnhof.“
43 Nettetaler Juden wurden nach Riga deportiert:
1. Jakob Cahn, geboren am 3. November 1877 in Sindorf, Hilfsarbeiter[24]
2. Rosa Cahn geborene Sanders, geboren am 11. Juni 1891 in Kaldenkirchen[24]
3. Walter Cahn, geboren am 28. September 1924 Kaldenkirchen, Gärtner[24]
4. Else Cohen geborene Levy, geboren am 8. April 1900 in Breyell, ohne Beruf[24]
5. Abraham Cohen, geboren am 31. Oktober 1889 in Kaldenkirchen, Melker[25]
6. Johanna Devries, geboren am 9. Januar 1880 in Goch[26]
7. Emil Goldbach, geboren am 22. November 1892 in Brackel bei Dortmund, Bauhilfsarbeiter[27]
8. Selma Goldbach geborene Strauß, geboren am 4. April 1890 in Herschbach[27]
9. Simon Harf, geboren am 3. November 1905 in Beckrath, Hilfsarbeiter (in dem Transport befanden sich 22 Personen mit Namen Harf, die wohl alle der Familie Simons zuzuordnen sind)[28]
10. Lina Harf geborene Sanders, geboren am 18. November 1906 in Kaldenkirchen, Hausfrau[28]
11. Ruth Harf, geboren am 1. März 1938 in Kaldenkirchen[28]
12. Albert Harf, geboren am 7. Juni 1887 in Beckrath, ohne Beruf[29]
13. Adele Harf geborene Zanders, geboren am 19. Oktober 1888 in Lobberich, ohne Beruf[29]
14. Erich Hoffstadt, geboren am 1. April 1923 in Straelen, Viehwärter (mit seinen Eltern Samuel (1886) und Helene geborene Simon (1887), sowie seinen Geschwistern Emil (1928) und Frieda (1931))[30]
15. Ernst Höflich, geboren am 20. September 1902 in Breyell, Hilfsarbeiter (richtig: Curt Höflich)[30]
16. Irma Höflich geborene Marx, geboren am 11. Juni 1906 in Rachtik, Hausfrau[30]
17. Regina Höflich, geboren am 8. Juni 1898 in Breyell, Näherin[30]
18. Grete Kaufmann, geboren am 13. November 1885 in Dortmund (Margarete Kaufmann geborene Kahn)[31]
19. Ilse Klaber geborene Kaufmann, geboren am 29. Juni 1911 in Kornelimünster, Näherin[32]
20. Gerda Klaber, geboren am 17. Dezember 1936 in Aachen (richtig: Werner Klaber)[32]
21. Jettchen Levy, geboren am 5. März 1904 in Breyell, Näherin[33]
22. Erna Levy geborene Bloch, geboren am 6. April 1912 in Dortmund[33]
23. Max Levy, geboren am 17. August 1907 in Breyell, Tiefbauarbeiter[33]
24. Hilde Levy geborene Klein, geboren am 4. Januar 1911 in Korschenbroich, ohne Beruf[34]
25. Max Lion, geboren am 4. Februar 1905 in Kaldenkirchen, Arbeiter[35]
26. Elisabeth Lion geborene Jaffé, geboren am 27. Dezember 1909 in Aachen, ohne Beruf[35]
27. Hedwig Lion, geboren am 14. Mai 1932 in Kaldenkirchen, ohne Beruf[35]
28. Max Rosenthal, geboren am 18. November 1885 in Waltrop, Bauarbeiter[36]
29. Martha Rosenthal geborene Stern, geboren am 31. Januar 1889 in Lobberich, ohne Beruf[36]
30. Helene Rothenstein geborene Hoffstedt, geboren am 24. Dezember 1874 in Kaldenkirchen, ohne Beruf[36]
31. Sally Sanders, geboren am 18. Januar 1904 in Lobberich, Zigarrenmacher[37]
32. Henny Sanders geborene Leven, geboren am 24. November 1904 in Wickrath, ohne Beruf[37]
33. Sally Sanders, geboren am 7. Februar 1885 in Lobberich, Arbeiter[37]
34. Minna Sanders geborene Sanders, geboren am 12. April 1898 in Straelen, ohne Beruf[37]
35. Sally Simon, geboren am 7. März 1907 in Kaldenkirchen, Arbeiter[38]
36. Otto Zanders, geboren am 21. November 1886 in Lobberich, Arbeiter[39]
37. Johanna Zanders geborene Strauß, geboren am 29. April 1891 in Herschbach, ohne Beruf[39]
38. Bruno Zanders, geboren am 13. April 1931 in Lobberich, ohne Beruf[39]
39. Arthur Zanders, geboren am 8. Januar 1884 in Lobberich, Arbeiter[40]
40. Thekla Zanders, geboren am 18. Oktober 1893 in Kirchseiffen, ohne Beruf[40]
41. Ilse Zanders, geboren am 31. Oktober 1921 in Lobberich, Hausgehilfin[40]
42. Helga Zanders, geboren am 25. April 1927 in Lobberich, Näherin[40]
43. Helene Zanders, geboren am 7. November 1892 in Lobberich, Näherin[40]

Der Transport vom 11. Dezember 1941 wurde vom Polizeibeamten Paul Salitter begleitet und aus Sicht der Behörden beschrieben („Salitter-Bericht“).
Am 2. November 1943 wurde das Ghetto in Riga aufgelöst, die Überlebenden wurden ab Juni 1943 in das KZ Riga-Kaiserwald gebracht, das im März 1943 errichtet worden war, um jüdische Einwohner der besetzten baltischen Gebiete gefangen zu halten.
34 der 43 Nettetaler Juden wurden in Riga ermordet, darunter alle Kinder, Jugendliche und jungen Erwachsenen (Walter Cahn, Ruth Harf, Erich Hoffstadt, Werner Klaber, Hedwig Lion, Bruno Zanders, Ilse Zanders und Helga Zanders). Sechs überlebten Riga und wurden ins KZ Stutthof gebracht und dort ermordet (Else Cohen, Adele Harf, Irma Höflich, Erna Levy, Minna Sanders und Helene Zanders). Arthur Zanders wurde in Auschwitz ermordet, Max Lion starb auf der Flucht, nur Elisabeth Lion überlebte sowohl Riga als auch Stutthof und kehrte zurück.

## Deportationen nach Izbica
Am 24. März 1942 wurden 989 Juden von Nürnberg in das Ghetto Izbica deportiert, einem Durchgangsghetto für die Vernichtungslager, insbesondere Belzec und Sobibor. Der Zug erreichte Izbica am 27. März. Unter den Deportierten waren Selma Männlein geborene Sander, geboren am 13. Januar 1889 in Hinsbeck, sowie Max Männlein und Therese Männlein, wohl ihr Ehemann und ihre Tochter.
Am 22. April 1942 verließ ein Zug mit 942/842 Juden aus dem Rheinland Düsseldorf mit dem Ghetto Izbica als Ziel, das am 24. April 1942 erreicht wurde.
Unter den Deportierten vom 22. April waren acht Nettetaler Juden, die zuletzt in Essen, Krefeld oder Mönchengladbach gewohnt hatten:
1. Regine Rebekka Bamberger geborene Levy, geboren am 11. Januar 1877 in Breyell
2. Siegfried Bamberger, geboren am 7. Juni 1884 Neidenstein
3. Günther Grunewald, geboren am 3. März 1923 in Kaldenkirchen
4. Charlotte Rollmann geborene Sanders, geboren am 26. Oktober 1885 in Boxmeer
5. Salomon Rollmann, geboren am 15. Juni 1884 in Herzebrock
6. Siegmund Zanders, geboren am 4. August 1882 in Lobberich
7. Maria Anna Zanders geborene Bähr, geboren am 18. Juli 1886 in Heinsberg
8. Helmut Hermann Zanders, geboren am 21. März 1923 in Lobberich

Die im April 1942 nach Izbica deportierten Juden wurden im gleichen Jahr nach Sobibor oder Belzec gebracht und dort ermordet.
Am 15. Juni 1942 wurden 1003 Juden ab Koblenz, Köln und Düsseldorf mit dem Transport „Da 22“ Richtung Izbica deportiert, das am 19. Juni erreicht wurde: „Nach der „Selektion“ auf einem Nebengleis in Lublin wurden zunächst etwa 100 Männer aus dem Transport „Da 22“ in das Lager Majdanek gebracht. Vermutlich wurde der Zug anschließend direkt nach Sobibor geleitet, ohne zuvor noch das Durchgangsghetto von Izbica zu berühren.“ Hier wurden die Deportierten dann wohl sofort ermordet.
Unter den Opfern waren drei jüdische Familien mit Bezug zu Nettetal, die zuletzt in Essen, Kaldenkirchen oder Krefeld gewohnt hatten:
1. Wilhelmine Ehrenbaum geborene Sanders, geboren am 2. November 1893 in Kaldenkirchen
2. Hermann Ehrenbaum, geboren am 13. April 1886 in Tessin (bei Rostock)
3. Ernst Grunewald, geboren am 5. September 1894 in Kaldenkirchen
4. Johanna Grunewald geborene Servos, geboren am 2. Mai 1892 in Anrath
5. Hans Grunewald, geboren am 13. Juni 1926 in Kaldenkirchen
6. Emil Simon, geboren am 16. Juli 1876 in Krefeld
7. Friederika Simon geborene Sanders, geboren am 24. April 1878 in Kaldenkirchen

## Deportationen nach Minsk 1942
„Im Anschluss an die Deportationswelle zwischen März und Mai 1942 in die Durchgangslager des Distrikts Lublin im Generalgouvernement wurden im Juni und Juli 1942 sämtliche Transporte aus Deutschland, die nicht nach Theresienstadt gingen, mit hoher Wahrscheinlichkeit direkt in die Vernichtung geleitet, in der ersten Junihälfte nach Sobibor, dann nach Auschwitz und Minsk. So verließ nur wenige Tage nach den beiden Sammeltransporten vom 11. 7. und 13.7. mit jüdischen Menschen aus ganz Deutschland in Richtung Auschwitz am 20.7. ein dritter Transport Köln in Richtung Minsk, um die darin verschleppten Menschen unmittelbar nach der Ankunft am Zielort zu ermorden. […] Die Ankunft des Transportzuges, bestehend aus einem Personenwagen und 31 Güterwagen, wird durch die Bahn am 24.7. um 5.45 Uhr bestätigt. […] Noch am gleichen Tag, am 24. 7. 1942, wurden die Menschen aus dem Kölner Transport [in der nahe Minsk gelegenen Tötungsstätte Maly Trostinez] ermordet. Dies geht aus dem ‚Tätigkeitsbericht‘ der Gruppe des SS-Unterscharführers Arlt vom 3.8. hervor, in dem es heißt: ‚Am 21., 22. und 23.7. werden neue Gruben ausgehoben. Am 24.7. trifft bereits wieder ein Transport mit 1000 Juden aus dem Reich hier ein. Vom 25.7. bis 27.7. werden neue Gruben ausgehoben. Am 28.7. Großaktion im Minsker russ. Ghetto. 6000 Juden werden zur Grube gebracht. Am 29.7. 3000 deutsche Juden werden zur Grube gebracht. Die nächsten Tage waren wieder mit Waffenreinigen und Sacheninstandsetzen ausgefüllt.‘“
Unter den Opfern war Helene Herz geborene Sanders, geboren am 7. Juni 1890 Kaldenkirchen, mit ihrem Ehemann Alexander und den Kindern Frieda und Günther.

## Deportation nach Theresienstadt
Am 15. Juni 1942 begannen die Deportationen der über 65 Jahre alten Juden aus der Rheinprovinz ins Ghetto Theresienstadt. Bis Ende Juli wurden in vier Transporten mehr als 4000 Juden deportiert: Am 15. Juni ab Köln (963), am 21. Juli ab Düsseldorf (965), am 25. Juli ab Aachen und Düsseldorf (980) und am 27. Juli ab Luxemburg, Trier, Koblenz und Köln (1165); die Transporte erreichten Theresienstadt am gleichen, spätestens am nächsten Tag. Die letzten Nettetaler Juden stiegen in Düsseldorf in den Transport vom 25. Juli ein, der sie am 26. Juli in Theresienstadt einlieferte.
Das Ghetto Theresienstadt war 1940 als Gefängnis eingerichtet und Ende 1941 zum Sammel- und Durchgangslager erweitert worden. Auf der Wannseekonferenz im Januar 1942 war Theresienstadt als „Altersghetto“ für über 65 Jahre alte Juden aus Deutschland bestimmt worden.
1. Robert Grunewald, geboren am 31. Juli 1867 in Kaldenkirchen, Krefeld, Neußer Str. 63[48]
2. Jacob Hoffstadt, geboren am 14. März 1871 in Kaldenkirchen, Straelen, Adolf-Hitler-St. 24
3. Karl Höflich, geboren am 1. Juni 1872 in Breyell, Breyell
4. Lisette Höflich, geboren am 23. Juli 1864 in Bracht, Breyell
5. Babette Klaber geborene Lichtenfeld, geboren am 27. Februar 1872 in Hochhausen, Breyell, Gier 29[49]
6. Abraham Levy, geboren am 25. Oktober 1871 in Breyell, Breyell, Vorbruch[50]
7. Josef Levy, geboren am 28. März 1866 in Breyell, Breyell, Gier[50]
8. Berta Levy geborene Levy, geboren am 2. Januar 1872 in Meiningen, Breyell, Gier 29[50]
9. Emma Levy geborene Sassen, geboren am 21. Februar 1869 in Anrath, Breyell, Gier 19 (richtig: Gier 29)[50]
10. Friederike Levy, geboren am 23. Juli 1860 in Breyell, Breyell, Vorbruch[50]
11. Ida Levy geborene Krebs, geboren am 1. Juli 1881 in Reichenberg, Breyell, Vorbruch 3[51]
12. Karl Levy, geboren am 12. März 1870 in Breyell, Breyell, Gier 29[51]
13. Pauline Levy geborene Kleemann, geboren am 6. April 1872 in Theilheim, Breyell, Gier 29[51]
14. Rosina Levy geborene Krebs, geboren am 24. Mai 1869 in Reichenberg, Breyell, Vorbruch 3[51]
15. Salomon Levy, geboren am 19. November 1869 in Bracht, Grefrath, Bahnstr. 14[52]
16. Samuel Levy, geboren am 19. Juli 1869 in Breyell, Breyell, Vorbruch 3[52]
17. Bertha Lion geborene Sanders, geboren am 14. Dezember 1861 in Kaldenkirchen, Kaldenkirchen, Adolf-Hitler-Platz 3[52]
18. Jakob Lion, geboren am 28. Oktober 1865 in Kaldenkirchen, Kaldenkirchen, Adolf-Hitler-Platz 3[53]
19. Johanna Sanders, geboren am 15. April 1887 in Boxmeer, Kaldenkirchen, Adolf-Hitler-Platz 3[54]
20. Josef Sanders, geboren am 23. Februar 1867 in Kaldenkirchen, Straelen, Adolf-Hitler-Str. 24[54]
21. Johanna Sanders geborene Abraham, geboren am 28. März 1870 in Worpswede, Straelen, Adolf-Hitler-Str. 24[54]

Die nach Theresienstadt deportierten 21 Nettetaler Juden wurden alle in Theresienstadt (4), Treblinka (14) oder schließlich Auschwitz (3) ermordet, niemand von ihnen kehrte zurück:
- Am 21. September 1942 wurden mit dem Transport „Bp“ 2020 Menschen aus Theresienstadt nach Treblinka gebracht, der Transport erreichte das Vernichtungslager wohl am 23. September. Die Gefangenen wurden unmittelbar nach ihrer Ankunft ermordet. Unter ihnen waren: Jacob Hoffstadt, Josef Sanders, Johanna Sanders geborene Abraham, Abraham Levy, Rosina Levy geborene Krebs, Salomon Levy, Jacob Lion und Bertha Lion geborene Levy.
- Am 26. September 1942 wurden mit dem Transport „Br“ 2004 Menschen aus Theresienstadt nach Treblinka gebracht, der Transport erreichte das Vernichtungslager wohl am 28. September. Die Gefangenen wurden unmittelbar nach ihrer Ankunft ermordet. Unter ihnen waren: Lisette Höflich, Josef Levy, Emma Levy geborene Sassen, Carl Levy, Samuel Levy und Ida Levy geborene Krebs[55]
- In Theresienstadt wurden ermordet: Berta Levy geborene Levy (am 6. August 1942), Friederike Levy (am 12. September 1942), Robert Grunewald (am 4. Februar 1943) und Babette Klaber geborene Lichtenfeld (am 13. März 1944).
- In Auschwitz wurden ermordet: Johanna Sanders (Deportation von 2000/2929 Menschen am 23. Januar 1943 mit dem Transport „Cr“, Ankunft in Auschwitz am 24. Januar) sowie Carl Höflich und Pauline Levy geborene Kleemann (Deportation von 2503 Menschen am 15. Mai 1944 mit dem Transport „Dz“, Ankunft in Auschwitz am 16. Mai).[56]

Emanuel Hofstadt aus Straelen, der am 5. Mai 1864 in Kaldenkirchen geboren wurde, und zuletzt am Adolf-Hitler-Str. 24 wohnte, sollte ebenfalls mit diesem Transport deportiert werden, er starb aber eine gute Woche vorher, am 16. Juli 1942 wohl eines natürlichen Todes.

## Internierung der in die Niederlande geflohenen Juden
Die niederländischen und die in die Niederlande geflohenen deutschen Juden wurden – soweit sie nicht (erneut) geflohen waren oder sich erfolgreich verstecken konnten – in einem von fünf Konzentrationslagern in den Niederlanden interniert, um sie in die Vernichtungslager zu deportieren. Darunter waren 23 Juden mit Beziehungen zu Nettetal, von denen 22 im Durchgangslager Westerbork, und eine im KZ Herzogenbusch gefangen gehalten wurden. Zwei starben bereits vor der Deportation, 15 wurden deportiert und in Auschwitz oder Sobibor ermordet, einer konnte fliehen und überlebte, drei wurden in Theresienstadt befreit, und einer überlebte Auschwitz, starb aber drei Jahre nach Kriegsende an den Nachwirkungen, einer überlebte Auschwitz und das KZ Mittelbau-Dora und kehrte zurück.
1. Emmy Bonn geborene Leyens, geboren am 11. August 1888 in Schwanenberg, ermordet in Sobibor
2. Walter Bonn, geboren am 5. Juni 1912 in Kaldenkirchen, ermordet in Auschwitz
3. Hermine Bonn geborene Hertz, geboren am 13. Dezember 1918 in Voorburg, ermordet in Auschwitz
4. Hans Günter Bonn, geboren am 30. Juli 1921 in Kaldenkirchen, 1942 von Westerbork nach Auschwitz deportiert, Überlebender, 1948 an den Folgen von Experimenten, die an ihm vorgenommen wurden, gestorben
5. Henriette Defries geborene Holländer, geboren am 15. September 1865 in Eschweiler, ermordet im Durchgangslager Vught
6. Johanna Hirsch geborene Levy, geboren am 8. Dezember 1874 in Breyell, ermordet in Auschwitz
7. Max Hirsch, geboren am 8. Februar 1873 in Rommerskirchen, ermordet in Auschwitz
8. Jacques Keizer, geboren am 25. März 1878 in Venlo, ermordet in Westerbork
9. Regina Keizer geborene Bonn, geboren am 1. März 1880 in Bracht, ermordet in Auschwitz
10. Paul Simon Keizer, geboren am 29. Juni 1909 in Kaldenkirchen, 1944 von Westerbork nach Theresienstadt deportiert, Überlebender
11. Mira Keizer geborene Glücks, geboren am 3. Mai 1923 in Slunj, 1944 von Westerbork nach Theresienstadt deportiert, Überlebende
12. Nada Keizer, geboren am 24. Dezember 1942 in Amsterdam, 1944 von Westerbork nach Theresienstadt deportiert, Überlebende
13. Rosetta Keizer, geboren am 23. Juli 1911 in Kaldenkirchen, ermordet in Auschwitz
14. Fritz Klaber, geboren am 6. November 1904 in Breyell, in Westerbork interniert, geflohen, Überlebender
15. Julius Sanders, geboren am 18. Mai 1898 in Kaldenkirchen, ermordet in Auschwitz
16. Frieda Sanders geborene Goldschmitt, geboren am 6. September in 1910 Essen, ermordet in Auschwitz
17. Hermann Sanders, geboren am 17. Oktober 1885 in Kaldenkirchen, ermordet in Auschwitz
18. Jenny Sanders, geboren am 1. Juni 1892 in Grefrath, ermordet in Westerbork
19. Rolf Sanders, geboren am 11. September 1920 in Grefrath, ermordet in Auschwitz
20. Helga Sanders, geboren am 8. November 1923 in Grefrath, ermordet in Auschwitz
21. Walter Sanders, geboren am 7. Oktober 1925 in Lobberich, 1944/45 in Auschwitz und im KZ Mittelbau-Dora, Überlebender
22. Edith Sanders, geboren am 5. März 1928 in Lobberich, ermordet in Auschwitz
23. Egon Sanders, geboren am 5. März 1928 in Lobberich, ermordet in Auschwitz

Mit dem Transport vom
- 10. August 1942 wurden 559 Menschen – 288 Männer und Jungen, 271 Frauen und Mädchen – nach Auschwitz gebracht, darunter Frieda Sanders; sie kamen am 11. August in Auschwitz an. Nach der "Selektion" wurden 164 Männer und 131 Frauen als Häftlinge registriert; die anderen 264 Menschen werden in den Gaskammern getötet.[58] Frieda Sanders überstand wohl die erste Selektion und wurde erst später ermordet, sie wurde zum 27. September 1942 für tot erklärt.
- 28. September 1942 wurden 610 Menschen nach Auschwitz gebracht, unter ihnen Ralf und Helga Sanders; sie kamen am 30. September 1942 in Auschwitz an. 119 Frauen und 37 Männer werden als Häftlinge übernommen; die anderen 454 Menschen werden in den Gaskammern getötet.[59] Ralf und Helga Sanders wurden sofort ermordet und später zum 30. September 1942 für tot erklärt.
- 19. Oktober 1942 wurden 1327 Menschen nach Auschwitz gebracht, darunter Max und Johanna Hirsch, Edith und Egon Sanders; sie kamen am 21. Oktober 1942 in Auschwitz an. Nach der ""Selektion"" werden 497 Männer als Häftlinge registriert; die anderen 830 Menschen werden in den Gaskammern ermordet.[60] Max und Johanna Hirsch, sowie Edith und Egon Sanders waren unter denjenigen, die umgehend ermordet wurden; sie wurden später zum 22. Oktober 1942 für tot erklärt.
- 25. Mai 1943 wurden 2862 Menschen ins Vernichtungslager Sobibor deportiert (darunter Emmy Bonn); sie kamen am 28. Mai 1943 dort an. Emmy Bonn wurde sofort ermordet und später zum 28. Mai 1943 für tot erklärt.
- 18. Januar 1944 wurden 870 Menschen nach Theresienstadt deportiert, darunter Hermann Sanders; sie kamen am 20. Januar 1944 dort an.[61] Hermann Sanders wurde am 16. Mai 1944 nach Auschwitz deportiert, dort ermordet und später zum 7. Juli 1944 für tot erklärt.[62]
- 5. April 1944 wurden 289 Menschen ins Ghetto Theresienstadt deportiert; sie kamen am 7. April 1944 an. Unter ihnen befanden sich Paul Simon, Mira und Nada Keizer. Alle drei wurden am 5. Mai 1945 von der Roten Armee befreit.

Bei sechs Deportierten (Walter, Hermine und Hans Günther Bonn, Regina und Rosetta Keizer sowie Julius Sanders) ist nur das Jahr der Deportation bekannt, bei Walter Sanders nicht einmal das.

## KZ Riga-Kaiserwald, die Krebsbachaktion und das KZ Stutthof
Das KZ Riga-Kaiserwald wurde im März 1943 errichtet, um jüdische Einwohner der besetzten baltischen Gebiete gefangen zu halten. Insbesondere wurden hier ab Juni 1943 die Überlebenden des Ghettos Riga und der Ghettos in Liepāja, Daugavpils und Vilnius interniert.
Wegen des Vorrückens der Roten Armee auf die baltischen Länder, wurde im Sommer 1944 damit begonnen, die Gefangenen ins KZ Stutthof im Gau Danzig-Westpreußen zu „evakuieren“. Hinter diesem Tarnwort können aus Sicht der NS-Täter zwei Vorgänge stehen: Abtransport oder Massenmord der Häftlinge, bevor alliierte Truppen das Lagergebiet erreichen. Diejenigen, von denen man annahm, dass sie die Fahrt nicht überstehen werden, wurden erschossen.
„Am 28. Juli 1944 fand die sogenannte Krebsbachaktion statt. Die bei dieser Aktion federführenden SS-Angehörigen Krebsbach und Wisner ließen die Häftlinge in Kolonnen antreten […] Die Männer erhielten den Befehl, vor dem SS-Personal hin und her zu laufen. Wer nicht schnell genug lief, wurde ausgesondert. Per Handzeichen bestimmten Wisner und Krebsbach die zum Tode bestimmten.[…] Der Selektion, die den ganzen Tag andauerte, fielen bis zu 1000 Männer und Frauen, überwiegend Ältere und Schwache, zum Opfer.“
Unter den an diesem Tag ermordeten Häftlingen war vermutlich auch die 33-jährige Hilde Klein, die Ehefrau von Hermann Levy
„Bald darauf, Sonntag früh den 6. August 1944, mussten wir plötzlich alle antreten. Man brachte uns zum Hafen, und wir sahen einen großen Ostseedampfer, einen Truppentransporter, in den wir hineingetrieben wurden. Nach dreitägiger Fahrt kamen wir in Danzig an. Dort wurden wir mit Stockhieben ausgeladen und in Kähne verfrachtet bis Stutthof. Nachdem wir auch hier mit Stockhieben ausgeladen wurden, ging der Weg in das KZ-Stutthof, eine Welt für sich, unübersehbar groß. …“
1. Irma Höflich geborene Marx, geboren am 11. Juni 1906 in Rachtik, ermordet in Stutthof
2. Erna Levy geborene Bloch, geboren am 6. April 1912 in Dortmund, ermordet in Stutthof
3. Else Cohen geborene Levy, geboren am 8. April 1900 in Breyell, ermordet in Stutthof
4. Elisabeth Lion geborene Jaffé, geboren am 27. Dezember 1909 in Aachen, überlebte
5. Adele Harf geborene Zanders, geboren am 19. Oktober 1888 in Lobberich, ermordet in Stutthof
6. Rudi Harf, geboren am 17. Januar 1924, ermordet in Stutthof
7. Helene Zanders, geboren am 7. November 1892 in Lobberich, ermordet in Stutthof
8. Wilhelmine Sanders geborene Sanders, geboren am 12. April 1898 in Straelen, ermordet in Stutthof

## Breyell
„Seit Mitte des 18. Jahrhunderts lassen sich vergleidete Juden in Breyell nachweisen“, darunter in erster Linie die Familie Levy Samuel Benjamin, der wohl 1730 als Sohn von Benjamin Sanders in Breyell geboren wurde und 1813 im Alter von 83 Jahren in Kaldenkirchen jetzt mit dem 1808 angenommenen Familiennamen Sanders starb. „In der statistischen Erfassung der Juden des Roerdepartements 1806 sind dagegen für Breyell keine Juden genannt. […] In der Liste der stimmberechtigten Juden der Kempener Synagoge tauchen erst am 18. April 1887 [wieder] Juden aus Breyell auf. Es sind: Care Levy, Levy Höflich (beide Metzger) und Abraham Levy (Viehhändler). 1895 sind dann unter 5.823 Breyeller Einwohnern 18 Juden (elf männlich, sieben weiblich), 1899 ebenfalls 18 und 1939 sind es 26 (zehn männlich, 16 weiblich).“
„In Breyell hatte die Gemeinschaft der dortigen Juden immerhin eine solche Größe erreicht, dass sie 1910 eine relativ stattliche Synagoge errichten konnten, die nur 28 Jahre später, am 9. November 1938 auf „höheren Befehl“ in Brand gesetzt wurde. […] Als Vorsteher unterzeichnete Abraham Levy sen. am 27. Juni 1910 die öffentliche Verdingung der Erd-, Maurer- und Zimmerarbeiten für den „Neubau des Betsaales“ der israelischen Gemeinde in Breyell. […] Der „Brachter Volksbote“ vom 15. Oktober 1910 berichtet über die bevorstehende Einweihung der Breyeller Synagoge“, wobei „die weitgehende Akzeptanz und dörfliche Integration der Juden“ dokumentiert wird. Die Einweihung der Synagoge erfolgte dann am 21. Oktober.
Die Synagoge stand auf einem Grundstück von Jakob Klaber (gestorben 1931) bzw. dessen Erben. Sie wurde am 10. November 1938 im Rahmen der sogenannten Reichspogromnacht zerstört, die Trümmer mussten von der Gemeinde beseitigt werden, die die Kosten wiederum der Familie Klaber in Rechnung stellte. „Da Klaber den Betrag kaum würde zahlen können, wurde er im Jahr 1939 mehrfach […] aufgefordert, das Grundstück unter Aufrechnung mit den Kosten an die Gemeinde Breyell abzutreten.“ Die Abtretung erfolgte am 20. März 1940. Die nach der Deportation der letzten Breyeller Juden von diesen zurückgelassenen Gegenstände wurden weitgehend von der Gemeinde übernommen, die dafür 2000 Reichsmark an die Finanzkasse überwies; die übrigen Gegenstände (2 Fahrräder, 1 Schreibmaschine, Silbersachen) behielt das Oberfinanzamt Düsseldorf ein.
Die für die 26 im März 1939 in Breyell wohnenden Juden ausgestellten Kennkarten blieben erhalten, so dass zu 25 erwachsenen Breyeller Opfern der Nationalsozialisten Bilder vorhanden sind.

### Ehepaar Cohen
- Der Kaldenkirchener Viehhändler Abraham Cohen und seine Ehefrau Else Cohen geborene Levy mussten zwischen Mai 1939 und Dezember 1941 aufgrund der nationalsozialistischen Gesetzgebung[71] nach Breyell in das bereits von Verwandten Elses bewohnte Haus Vorbruch 3a ziehen; von hier aus wurden sie nach Riga deportiert (siehe unter Kaldenkirchen).

### Erich Hoffstadt
- Erich Hoffstadt wurde am 1. April 1923 in Straelen als Sohn des Viehhändlers Samuel Hoffstadt (geboren am 14. Februar 1886 in Köln) und seiner Ehefrau Helene Hoffstadt geborene Simon (geboren am 28. August 1887 in Krefeld-Linn) geboren. 14-jährig meldete er sich am 31. Mai 1937 in Straelen ab und am 2. Juni 1937 in Breyell an, wo er eine Arbeit als Landwirtschaftsgehilfe bei den Geschwistern Levy in Gier 30 (heute Gier 3, siehe unten) angenommen hatte; am 10. März 1939 wohnte er noch hier, und es ist davon auszugehen, dass er spätestens, als die Geschwister Levy das Haus Ende 1939 verlassen mussten, ebenfalls weggezogen ist. Am 11. Dezember 1941 wurde er (mit der Berufsangabe „Viehwärter“) gemeinsam mit seinen Eltern und seinen jüngeren Geschwistern Emil (geboren am 8. Januar 1928 in Straelen) und Frieda (geboren am 3. September 1931 in Straelen) ab Düsseldorf nach Riga deportiert, wo sie später ermordet wurden.[72]

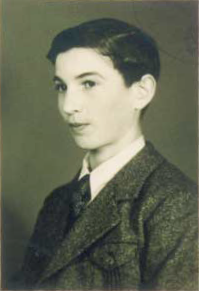
Erich Hoffstadt

Die sechs Stolpersteine für Emil Hoffstadt, seine Eltern und seine drei Geschwister wurden am 11. Dezember 2013 in Straelen vor dem Haus Walbecker Str. 29 verlegt.

### Familie Höflich
Der 1766 in Berleburg geborene Schagen Levi lebte seit 1790 in Sinzenich und nahm 1808 für sich und seine Nachkommen den Familiennamen „Höflich“ an. Sein Sohn Hirz Schagen/Michael Höflich ließ sich in Müddersheim nieder, mit dessen Sohn, dem Händler und Metzger Levi Höflich kam ein Teil der Familie nach Bracht und dann nach Breyell bzw. Schaag
- Carl Höflich, geboren am 1. Juni 1872 in Breyell, Sohn von Levi Höflich, 46 Jahre alt [geboren 1826 Vettweiß-Müddersheim], Metzger in Breyell, und Anna Höflich geborene Levi, 38 Jahre alt [* 1832 wohl in Wickrath], sowie Bruder von Lisette Höflich (siehe Schaag), war Textilhändler in Breyell und führte bis 1938 ein Weiß-, Wollwaren- und Wäschegeschäft auf der Bahnstr./SA-Str. 4 (heute Josefstr. 24). Er war verheiratet mit Henrietta Höflich geborene Levy, genannt Jettchen, die am 1. Mai 1866 in Bracht als Tochter von Bernard Levy, 35 Jahre alt [d. h. geboren 1830/31], Handelsmann in Bracht, und Johanna Levy, geborene Zanders, 41 Jahre alt [d. h. geboren 1824/25], geboren wurde. Am 10. März 1939 wohnten Carl und Henrietta bei ihrem Sohn Curt einige Häuser weiter, auf der Bahnstr./SA-Str. 46 (heute Josefstr. 48). Hier starb Henrietta Höflich am 12. Februar 1941 im Alter von 74 Jahren. Vermutlich nach der Deportation seines Sohnes und seiner Schwiegertochter am 11. Dezember 1941 (siehe unten) musste Carl Höflich in das Haus Vorbruch 3a umziehen, von hier wurde er am 24. Juli 1942 nach Düsseldorf gebracht und am 25. Juli 1942 ab Düsseldorf nach Theresienstadt deportiert (Transport VII/2 Zug DA 71, Häftlingsnummer 539), wo er mehr als 21 Monate gelang, zu überleben; am 15. Mai 1944 wurde er nach Auschwitz deportiert (Transport Dz, Häftlingsnummer 1852) und dort ermordet.[75]

Josefstr. 24: Carl und Henriette Höflich betrieben im Erdgeschoss des Hauses Josefstr. 24 ein Weiß- und Wollwaren, Wäschegeschäft, das 1938 aufgegeben werden musste; das Ehepaar hatte bis dahin die obere Etage bewohnt und zog nach der Geschäftsaufgabe in die Josefstr. 48 zu ihrem Sohn Curt und dessen Ehefrau Irma. Zum Umzug beigetragen hat wohl ein Anschlag auf die Bewohner, denen Nationalsozialisten brennende Lappen durch den Briefkastenschlitz in den Hausflur geworfen hatten.
- Curt Höflich, geboren am 20. September 1902 in Breyell, Sohn von Carl Höflich und Jettchen Höflich, geborene Levy. Er arbeitete als Kaufmann in Breyell und war mit Irma Höflich geborene Marx verheiratet, die am 11. Juni 1906 in Rachtig als Tochter von Eduard Marx (1877 Rachtig – 1944/45 Auschwitz) und Pauline Marx geborene Wassermann (1881 Hüttenbach – 1944/45 Auschwitz)[77] geboren worden war. Curt lebte bis zuletzt mit seiner Ehefrau ohne Kinder – und zeitweise gemeinsam mit seinen Eltern – zur Miete im Haus Bahnstr./SA-Str. 46 (heute Josefstr. 48); vom 17. November 1938 bis zum 9. Februar 1939 war Curt Höflich in Dachau in „Schutzhaft“, wobei er noch Kaufmann als Beruf angab. Am 11. Dezember 1941 wurden Curt und Irma Höflich ab Düsseldorf nach Riga deportiert (er jetzt mit der Berufsbezeichnung Hilfsarbeiter); Curt wurde in Riga ermordet, Irma überlebte Ghetto und KZ Riga und wurde am 9. August 1944 nach Stutthof deportiert, wo sie ebenfalls ermordet wurde.[78]

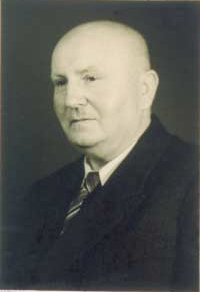
Carl Höflich
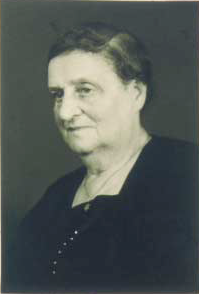
Henriette Höflich
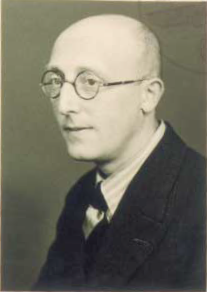
Curt Höflich
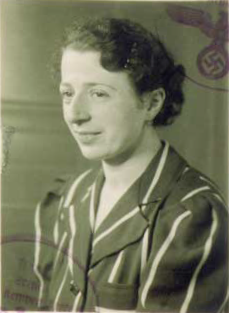
Irma Höflich

Josefstr. 48: Das Haus Bahnstr. 46 (heute Josefstr. 48) gehörte Samuel Levy und seiner Ehefrau Ida Levy geborene Krebs (siehe unten). Es wurde nach der Deportation der Bewohner von den Nationalsozialisten in Beschlag genommen und diente als lokaler Stützpunkt der NSDAP; nach dem Krieg ging es in Staatsbesitz über und wurde später an Privatpersonen verkauft; noch heute heißt das Gebäude im Volksmund „braunes Haus“.
Die Stolpersteine für Carl, Curt und Irma Höflich wurden am 10. Dezember 2013 vor dem Haus Josefstr. 48 verlegt.

### Familie Klaber
Hermann Claber (1843–1896) aus Zülpich heiratete 1868 in Sinzenich Friederica Zanders (1835–1896) aus Bracht. Friederica war eine Tochter des Metzgers Salomon Zanders und von Veronica Schnucks und damit eine Schwester des Gemeindevorstehers Samuel Zanders (1822–1867). Die Tochter Clara (1878–1907) siedelte 1896 nach Brüggen in die Nähe der Familie ihrer Mutter über, sie heiratete 1901 in Breyell, der zweite Sohn Jacob (1872–1931) folgte ihr um die Jahrhundertwende.
- Jacob Klaber wurde am 18. August 1872 in Sinzenich als Sohn von Hermann Klaber und Friederica Klaber geborene Zanders, geboren. Er war mit Bernhardine (Babette) Klaber, geborene Lichtenfeld verheiratet, die am 27. Januar 1872 in Hochhausen/Tauber als Tochter von David Lichtenfeld (1840–1902) und Johanna (Hanche) Lichtenfeld, geborene Hermann (1835–1924), geboren wurde; das Ehepaar lebte in Breyell, wohnte in Felderend 25 und bekam vier Kinder: Hermann (1902), Fritz (1904), Felix (1908) und Max Klaber (1917). Er starb am 24. Juni 1931 in Breyell. Babette Klaber musste im Januar 1940 in das Judenhaus Vorbruch 3a umziehen, wohnte zuletzt aber (laut Deportationsliste) bei der Familie Levy in Gier 29 (heute Gier 2). Babette Klaber wurde am 25. Juli 1942 ab Düsseldorf nach Theresienstadt deportiert (Transport VII/2 Zug Da 71, Häftlingsnummer 600), dort ist sie am 13. März 1944 verhungert.

Jacob Klaber hatte für den Bau der 1910 eingeweihten Breyeller Synagoge das benötigte Grundstück zur Verfügung gestellt; dies nahm die Gemeinde Breyell zum Anlass, die Familie Klaber – wahrscheinlich die Witwe Babette und deren Schwiegertochter Ilse Klaber – nach der Zerstörung der Synagoge im Zuge der Reichspogromnacht mit den Kosten für die Aufräumarbeiten, die bei der Gemeinde angefallen waren, belastet. Da die Familie aber nicht in der Lage war, die geforderte Summe zu bezahlen, wurde sie 1939 mehrfach aufgefordert, zum Ausgleich das Synagogengrundstück der Gemeinde zu überlassen. Die Abtretung erfolgte am 20. März 1940. Das Grundstück wurde im Zuge des Wiedergutmachungsverfahrens dem Sohn Fritz Klaber im Jahr 1953 zurückgegeben.

Jacob Klaber war 1931 als erster und dann auch einziger Jude auf dem Gemeindefriedhof bestattet worden. Das Grab wurde von den Nationalsozialisten geschändet, der Grabstein entfernt. Unmittelbar nach seiner Rückkehr hat Fritz Klaber das Grab seines Vaters besucht und festgestellt, dass der Grabstein fehlt. Man hat ihn dann informiert, dass der Stein im Garten des Hauses Gier 29 „auf der Jauchegrube“ liege. Fritz Klaber hat den Stein wieder auf das Grab legen lassen; 1999 wurde er aufgrund einer kommunalen Planung mit Erlaubnis eines Rabbiners auf dem Friedhof umgesetzt (um 180 Grad gedreht).
- Margarete (Grete) Kaufmann, geborene Kahn, geboren am 13. November 1885 in Dortmund, war die Tochter von Moses Kahn (um 1854–1916), Viehhändler, und Cäcilie Kahn geborene Beermann (um 1864–1927). Sie heiratete 1910 Jacob Kaufmann (geboren am 30. April 1882 in (Aachen-)Forst) als Sohn von Norbert Kaufmann, Viehhändler, und Henriette Kaufmann geborene Sanders (gestorben 1935) geboren; Jacob und Grete Kaufmann lebten in Aachen und wurden die Eltern von Ilse Klaber, geborene Kaufmann. Jacob Kaufmann starb am 18. April 1936. Als Witwe wohnte Grete Kaufmann seit Juni 1938 in Breyell, am 10. März 1939 in Breyell, Bahnstr./SA-Str. 62a (heute Josefstr. 66); zuletzt wohnte sie in Breyell, Vorbruch 3a. Am 11. Dezember 1941 wurde sie ab Düsseldorf nach Riga deportiert und später dort ermordet;[82]
- Hermann Klaber wurde am 12. Oktober 1902 in Breyell als Sohn von Jacob Klaber und Babette Klaber, geborene Lichtenfeld, geboren. Er floh mit den Papieren seines Bruders Max in die Niederlande, nachdem er Probleme mit der SS bekommen hatte, und erreichte New York auf der SS Île de France von Le Havre kommend (jetzt mit seinen eigenen Papieren) am 16. März 1938. Er heiratete am 24. März 1940 in New York Erna Emanuel (geboren am 14. Juni 1902 in Frankfurt am Main), Tochter von David Emanuel und Rosa Seligmann, die am 28. Februar 1938 als Erna Emanuel Pilcer auf der MS St. Louis von Hamburg in New York angekommen war und dabei ihren Familienstand als „geschieden“ angegeben hatte.[83] Hermann Klaber starb am 27. März 1980 in New York durch Selbsttötung; Erna Klaber starb am 12. September 2004 im Alter von 102 Jahren, sie wohnte zuletzt in Bronx/NYC[84]
- Fritz Klaber wurde am 6. November 1904 in Breyell als Sohn von Jacob Klaber und Babette Klaber, geborene Lichtenfeld, geboren; er heiratete am 31. Dezember 1935 Ilse Kaufmann (geboren am 29. Juni 1911 in Kornelimünster, Tochter von Jacob Kaufmann und Margarethe Kaufmann, geborene Kahn), beider Sohn Werner Erich Klaber wurde ein Jahr später, am 17. Dezember 1936 in Aachen geboren. Fritz Klaber betrieb ein Viehhandlung und verkaufte Landesprodukte, hatte auch eine Landwirtschaft, bis ihm diese Tätigkeiten untersagt wurden[85]; am 9. November 1938 lebte er als „Gehilfe“ in Breyell, unmittelbar nach der Pogromnacht wurde er verhaftet und nach Dachau in „Schutzhaft“ gebracht, wo er am 17. November eingeliefert wurde. Hier schloss er Freundschaft mit dem Juristen Henry Ormond (damals noch Hans Ludwig Oettinger)[86]. Ilse Klaber und Fritz‘ Bruder Felix gelang es, ihm ein gefälschtes Visum für die Dominikanische Republik zu besorgen, das in Dachau akzeptiert wurde, worauf man ihn am 16. Februar 1939 frei ließ unter der Voraussetzung, dass er Deutschland sofort verließ. Am 10. März 1939 war er noch in Breyell in der SA-Str. 62a (heute Josefstr. 66) gemeldet.

Fritz Klaber kam kurz nach seiner Flucht in die Niederlande nach Amsterdam in die Hemonystraat 44-2; er suchte Arbeit in der Landwirtschaft oder Viehzucht, kam im „Werkdorp Wieringermeer“ unter, wo er als Landbauinstruktor unter dem Direktor Abel Jacob Herzberg arbeitete. Nach dem deutschen Überfall auf die Niederlande wurde das Werkdorp am 20. März 1941 von Klaus Barbie im Auftrag von Willy Lages geschlossen, die Bewohner sollten bis nach der Ernte im Herbst bleiben und wurden dann am 28. Oktober 1941 im Lager Westerbork interniert. Fritz Klaber wurde unter anderem als Gärtner des Lagerkommandanten Albert Konrad Gemmeker eingesetzt. Aufgrund dieser Aufgabe und anderen Arbeiten konnten er und sein Freund, der deutsche Journalist Werner Stertzenbach, den er schon im Werkdorp Wieringermeer kennengelernt hatte, das Lager immer wieder kurze Zeit verlassen. Als „Grenzlandbauer“ konnte Fritz Klaber gut Kontakte mit Bauern in der Umgebung des Lagers herstellen und prüfen, ob sie bereit seien, Menschen, die aus dem Lager geschmuggelt wurden, weiterzuhelfen. Fritz Klaber und Werner Stertzenbach bauten so eine Widerstandsgruppe im Lager auf, die als „Stertzenbach-Gruppe“ von ungefähr 15 Mann nach dem Krieg bekannt wurde, und die für einige der fast 200 Entflohenen (hauptsächlich Frauen und Kinder) verantwortlich war. Manchmal wurden die Menschen unter Jutesäcken, Mist und Abfall versteckt und dann von Fritz Klaber mit der Schubkarre aus dem Lager gefahren. Als Fritz Klaber Mitte September 1943 deportiert werden sollte, wurde er von einem Teammitglied informiert, so dass er seine Flucht vorbereiten konnte. Er floh am 13. September aus Westerbork und versteckte sich in Amsterdam, wo es ihm gelang, bis Kriegsende nicht entdeckt zu werden.
Aus seinem Versteck heraus bleibt Fritz Klaber im Widerstand aktiv, wobei er mit seinem nicht-jüdischen Aussehen, seiner kräftigen Figur, einer Lederjacke und hohen Stiefel sowie seinem niederrheinischen Dialekt, der an Joseph Goebbels erinnerte, dessen Stimme aus vielen Radioansprachen bekannt war, den Eindruck erweckte, ein Mann des Sicherheitsdienstes zu sein, so dass er sich unbehelligt bewegen konnte, auch im Hungerwinter in den Niederlanden 1944/45, was ihm und der Familie, bei der er untergetaucht war, das Überleben bis zum Ende des Krieges ermöglichte.
Ilse und Werner Klaber hingegen waren in Deutschland zurückgeblieben, und lange Zeit hatte das Ehepaar versucht, die Genehmigung zu ihrer Ausreise in die Niederlande zu erhalten und gemeinsam in die USA zu fliehen. Ilse Klaber schreibt dazu am 18. November 1941 an die Gemeinde Breyell: „Seit Ende des Monats September 1939 befindet sich mein Ehemann Fritz, Israel, Klaber […] in Hooghalen-Oost (Drenthe/Niederlande), um von dort unsere gemeinsame Auswanderung zu betreiben. Diese Bemühungen waren teilweise auch erledigt, und geglückt, mußten dann aber wieder eingestellt werden, weil die holländische Behörde sich immer wieder weigerte, uns, seiner Ehefrau, Ilse Sara, geb. 29.6.1911 und seinem Kinde Werner, Israel, geb. 17.12.1936 zu Breyell, bis zur Weiterauswanderung die Aufenthaltsgenehmigung zu erteilen.“ Das Bürgermeisteramt notiert dazu am 27. November 1941 auf dem Brief: „Nach einer inzwischen eingegangenen Geheimverfügung kann dem Antrag nicht stattgegeben werden.“ Zwei Wochen später, am 11. Dezember 1941 wurden Ilse und Werner Klaber ab Düsseldorf nach Riga deportiert (bei der Deportation wird ihr Beruf mit „Näherin“ angegeben) und dort schließlich ermordet. Todesjahr von Ilse und Werner ist nicht bekannt.

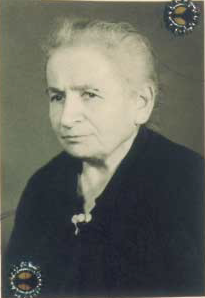
Babette Klaber
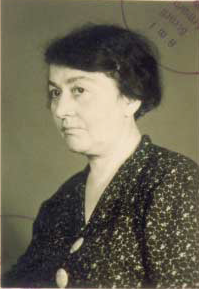
Margarete Kaufmann
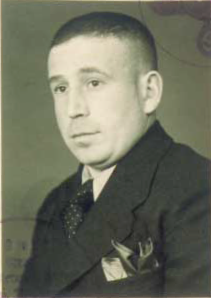
Fritz Klaber
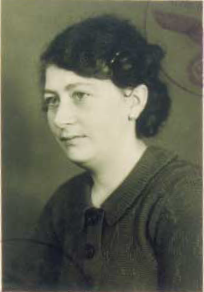
Ilse Klaber

Am 18. September 1945 kehrte Fritz Klaber nach Breyell zurück, 1947 nahm er die Viehhandlung am Felderend wieder in Betrieb, um seine Rückerstattungsansprüche zu untermauern. In Amsterdam hatte er Charlotte (Lotte) Reinhaus kennengelernt, die am 2. September 1912 in Burgsteinfurt als Tochter von Max Reinhaus und Clara Hirsch geboren worden war, und schon 1935 in die Niederlande geflohen war, 1938 ihre Familie nachholen konnte, und in der Elandsgracht einen Frisiersalon führte, bis auch sie interniert und deportiert wurde. Lotte überlebte – anders als ihr Ehemann und dessen Familie – mehrere Konzentrationslager und kehrte nach Kriegsende in die Niederlande zurück. Im Januar 1949 heirateten Fritz Klaber und Lotte Reinhaus, der gemeinsame Sohn wurde im März 1950 geboren. Die Familie zog nach Venlo um (ein Leben in Deutschland kam nicht in Frage), 1956 bekam Fritz Klaber seinen Besitz zurück. Er verkaufte ihn 1975, war aber bis 1985 noch täglich als Berater anwesend.
Der gemeinsame Sohn war nach der Ausbildung 1977 nach Israel ausgewandert. Dort starb Lotte Reinhaus am 10. Juni 1984 bei einem Besuch, sie ertrank im Mittelmeer bei Nahariya. Der mittlerweile schwer erkrankte Fritz Klaber zog im Jahr darauf zu seinem Sohn und starb am 30. März 1986 in Petach Tikva
- Felix Klaber wurde am 28. März 1908 in Breyell als Sohn von Jacob Klaber und Babette Klaber, geborene Lichtenfeld, geboren. 1926 ging er als 18-Jähriger in die Niederlande, um den Beruf eines Konditors zu erlernen. Er war beim Bäcker Benninga in Deventer in der Lehre und wohnte über der Bäckerei in der Kleine Overstraat 33. Ab Mitte der 1930er Jahre riskierte er keine Besuche in der Heimat mehr. Am 6. September 1942 heiratete er in Deventer Klara Mendel, die am 28. Oktober 1909 in (Dortmund-)Mengede als Tochter von Leopold Mendel und Jeanette Mendel geborene Kain zur Welt gekommen war, und die mit ihrer Familie ebenfalls Jahre zuvor in die Niederlande geflohen war. Als Felix und Klara sich im gleichen Jahr melden sollten, um in Westerbork interniert zu werden, versteckten sie sich in Lochem-Eefde, wo sie den Krieg überstanden. Sie wurden im Mai 1945 befreit. Das Ehepaar mit niederländischer Staatsangehörigkeit und letztem Wohnsitz in der Provinz Overijssel sowie ihr 1946 geborener Sohn Eddy wanderten 1947 in die USA aus: Am 20. Juni 1947 erreichten sie auf der von Göteborg kommenden MS Gripsholm New York (sie selbst hatten ein in Rotterdam am 17. April 1947 ausgestelltes Visum, waren also wohl dort auch zugestiegen). Felix Klaber gab bei seiner Einreise in die USA an, Bäcker zu sein. 1948 wurde der Sohn Ralph geboren. Felix Klaber starb am 15. Juli 1981, Klara Klaber am 23. November 2004, beide wohnten zuletzt in New York.[92]
- Max Klaber wurde am 30. Januar 1917 in Breyell als Sohn von Jacob Klaber und Babette Klaber, geborene Lichtenfeld, geboren. Als Beruf wird für ihn „landwirtschaftlicher Arbeiter“ angegeben. Er floh über die Niederlande in die USA (nachdem seine Papiere von seinem Bruder Hermann für die Flucht genutzt worden waren und er neue erhalten hatte) und erreichte New York am 14. Januar 1939 auf der SS Veendam II. Er lebte 1939 in New York, Fox Street 299; 1942 trat er in die US-Army ein, 1944 heiratete er Ann Rosenbaum (geboren am 17. Oktober 1923, 2001 lebend); im August 1945 war Max noch in der Armee, und seit 20 Monaten (d. h. seit Anfang 1944) in Übersee. Das Ehepaar bekam den Sohn Stephen. Max Klaber starb am 19. November 2001 in Bronx/NY, im Alter von 84 Jahren[93]
- Clara Wolff geborene Klaber (Olg bat Chajim) wurde am 20. Dezember 1878 in Hoven als Tochter von Hermann Klaber und Friederica Klaber geborene Zanders geboren. Sie heiratete am 6. Dezember 1901 in Breyell Michael Wolff, genannt Max, der am 10. Oktober 1875 in Brüggen als Sohn von Leopold Wolff und Regina Wolff geborene Herz zur Welt gekommen war. Max und Clara Wolff sind die Eltern von Frieda (1903) und Rosalia (1905) Wolff. Clara Wolff starb am 28. April 1907 in Breyell, sie wurde in Bracht bestattet. Max Wolff heiratete – wohl zur Versorgung der Töchter bereits kurz nach dem Tod seiner Ehefrau – die Witwe Henriette Meyer geb. Gottschalk, die am 10. Mai 1859 in Orsoy als Tochter von Philipp Gottschalk und Carolina Gottschalk geb. Grünenberg zur Welt gekommen war. Max (und wohl auch Henriette) Wolff wohnten 1942 auf der Lindenstraße 54 in Köln, der gleichen Adresse wie 1939 Max’ Tochter Frieda), ihre letzte Anschrift in Köln war Horst-Wessel-Platz. Max und Henriette Wolff wurden am 25. September 1942 ab Köln nach Theresienstadt deportiert (Transport III/6), Henriette Wolff wurde dort am 18. Oktober 1942 ermordet, Max Wolff am 21. Februar 1943.[94]
- Frieda Wolff wurde am 20. Juli 1903 in Breyell als Tochter von Max Wolff und Klara Wolff geborene Klaber geboren, sie wohnte Anfang 1939 ledig in Köln, Lindenstraße 54. Frieda Wolff konnte in die USA fliehe: Im Herbst 1940 (ihr Visum war am 3. September 1940 ausgestellt worden) erreichte Frieda Wolff auf der Empress of Australia von Glasgow kommend den amerikanischen Kontinent in Halifax (Nova Scotia), Kanada. Als letzten Wohnort in Europa ist dabei London angegeben. Am 2. Oktober 1940 reiste sie in St. Albans (Vermont) auf dem Landweg in die USA ein. 1946 war sie mit Herbert Sommer verheiratet. Am 31. Januar 1960 reiste sie als verheiratete Hausfrau Frieda Sommer mit einem 30-Tage-Touristenvisum von New York kommend (und dort auch wohnend) über Rio de Janeiro in Brasilien ein. Frieda Sommer starb im November 1973, ihr letzter Wohnsitz war in New York.[95]
- Rosalia (Rosel) Mosheim geborene Wolff wurde am 25. Januar 1905 in Breyell als Tochter von Michael Wolff genannt Max und Klara Wolff geborene Klaber geboren. Sie heiratete am 19. Dezember 1932 den Rechtsanwalt Dr. jur. Berthold Mosheim, geboren am 25. Mai 1904 in Adorf, der vor der Hochzeit in Köln wohnte; Berthold und Rosalie Mosheim bekamen zwei Kinder: Ruth Mosheim (6. Januar 1935 Düsseldorf) und Frank Gabriel Mosheim (22. Juli 1938 Düsseldorf). Die Familie Mosheim wohnte in Düsseldorf in der Konkordia-Str. 66, die Anwaltskanzlei befand sich in der Schadowstraße 65. Berthold Mosheim war in der jüdischen Jugendbewegung aktiv. 1938 wurde er in der Reichspogromnacht verhaftet und in das KZ Dachau gebracht, am 5. Dezember 1938 wieder entlassen. Am 11. Mai 1939 wanderte die Familie Mosheim nach England aus; Berthold Mosheim erhielt am 23. Juli 1948 die britische Staatsbürgerschaft, die auch auf seine Kinder Frank Gabriel und Ruth wirkte; zu dieser Zeit arbeitete er als „Cost Accountant and Legal Adviser“ und wohnte 16 Elgin Court, Elgin Avenue, London W9. Berthold, Rosel und Frank Mosheim sind 1950 und 1964 im Londoner Wählerverzeichnis gelistet. Berthold Mosheim starb am 15. September 1964 in London. Das Wählerverzeichnis von 1965 weist Frank G Mosheim, Carole Mosheim und Rosel Mosheim aus. Frank G Mosheim und Carole A Mosheim wohnten 2002 in East Finchley, London N2. Frank Mosheim starb im Januar 2009, Carole Anne Mosheim, geboren im Mai 1943, war im April 2012 als Company Director der The Bishop’s Avenue (East Finchley) Management Company Limited aktiv.[96]

Das Haus Felderend 25 war das Haus der Familie Klaber in Breyell. Hier lebten Jacob und Babette Klaber und wuchsen ihre Söhne auf. Hier war auch der Familienbetrieb angesiedelt, der 1975 verkauft wurde.
Der Stolperstein für Babette Klaber wurden am 11. November 2010 vor dem Haus Felderend 25 verlegt. Die Stolpersteine für Margarethe Kaufmann, Ilse und Werner Klaber wurden am gleichen Tag vor dem Haus Josefstr. 66 verlegt. Die Stolpersteine für Hermann, Felix und Max Klaber wurden am 10. Dezember 2013 vor dem Haus Felderend 25 verlegt. Der Stolperstein für Fritz Klaber wurde am gleichen Tag vor dem Haus Josefstr. 66 verlegt.

### Familie Levy
Zwar ist der Name Levy in Breyell seit 1748 bekannt (Benjamin Levy ist von 1748 bis 1761 bezeugt, seine Witwe bis 1793), doch in der Statistik von 1806 sind für Breyell keine Juden mehr verzeichnet, also auch keine Levys. Erst 1887 werden der Metzger Care Levy und der Viehhändler Abraham Levy als Breyeller Mitglieder der Kempener Synagoge genannt. Hier handelt es sich offenbar um die Brüder Carl Salomon Levy (Kalonymos ben Jehuda laut Grabinschrift, 1828–1919) und Abraham Levy (Awraham ben Jehuda, 1833–1928). Unter den Nachkommen der Brüder finden sich die meisten der Opfer der Nationalsozialisten in Breyell.
Die erste Generation
- Karl Levy (senior, Kalonymos ben Jehuda) wurde am 15. Februar 1828 in “Bekeharn” geboren[98]. Er war mit Sara Zanders (Sara bat Schlomo Halevi) verheiratet, die am 24. Juni 1831 in Bracht als Tochter von Salomon Zanders und Veronica Schnucks geboren wurde; Sara Zanders war die Schwester von Samuel Zanders (Schmuel ben Schlomo Halevi, gestorben 1867), dem Vorsteher der jüdischen Gemeinde von Bracht. Sara Levy geborene Zanders starb am 24. November 1895, Karl Levy starb am 5. September 1919 in Breyell, beide wurden in Bracht bestattet. Karl und Sara Levy hatten mehrere Kinder[99]. Vermutlich sind Karl und Sara Levy identisch mit
- Carl Salomon Levy, der mit Elisabeth/Lisette Zanders verheiratet war, und die die Eltern von Bernhard (1858), Friederica (1860), Sibilla (1862), Salomon (1865), Josef (1866), Samuel (1869), Abraham (1871), Johanna (1874) und Rebekka (1877) Levy sind, die alle in Breyell geboren wurden
- Abraham Levy (Awraham ben Jehuda) wurde am 29. April 1833 geboren, er heiratete (wohl am 12. Mai 1865 in Siegburg) Christina Sommer (geboren wohl am 30. September 1831 in Siegburg als Tochter von Joseph und Esther Jonas); das Ehepaar lebte in Breyell, hier wurden ihre Kinder Joseph (1866), Carl (1870) und Gustav (1872) Levy geboren. Abraham Levy war Vorsteher der jüdischen Gemeinde in Breyell, als am 21. Oktober 1910 die neu gebaute Synagoge eingeweiht wurde. Er starb am 30. März 1928 in Breyell und wurde in Bracht bestattet.[100]

Familie Levy/Zanders
- Bernhard Levy wurde am 19. Mai 1858 in Breyell als Sohn von Salomon Levy und Lisetta Levy, geborene Sanders, geboren, er war verheiratet mit Rosina Krebs, die am 24. Mai 1869 in Reichenberg (Unterfranken) geboren wurde. Das Paar hatte die Kinder Else und Max Levy; Bernhard Levy starb am 23. Februar 1927 in Breyell und wurde in Bracht bestattet. Als Witwe wohnte sie am 10. März 1939 in Breyell, Vorbruch 3a (heute Vorbruch 5), ebenso im Juli 1942; Rosina Levy wurde am 25. Juli 1942 ab Düsseldorf nach Theresienstadt (Transport VII/2 Zug Da 71, Häftlingsnummer 663), dann am 21. September 1942 nach Treblinka deportiert (Transport Bp, Häftlingsnummer 1606) und dort wohl noch im gleichen Monat ermordet[101]

Vorbruch 5: Das Haus Vorbruch 3a oder 3 (heute Vorbruch 5) war im Besitz von Bernhard Levy bzw. dessen Witwe Rosina Levy geborene Krebs. Es wurde aufgrund des Gesetzes über Mietverhältnisse mit Juden vom 30. April 1939 zum Judenhaus erklärt. Nach der Deportation der Bewohner kam es 1942 an das Deutsche Reich, 1952 wurde es schließlich an privat verkauft.
- Friederica Levy wurde am 23. Juli 1860 in Breyell als Tochter von [Carl] Salomon Levy und Elisabeth Levy, geborene Zanders geboren; sie blieb ledig, wohnte am 10. März 1939 in Breyell, Gier 30 (heute Gier 3), zuletzt dann in Breyell, Vorbruch 3a; am 25. Juli 1942 wurde sie nach Theresienstadt deportiert (Transport VII/S Zug Da 71, Häftlingsnummer 641) und dort am 12. September 1942 ermordet[103]
- Sibilla Levy wurde am 1. November 1862 in Breyell als Tochter von Carl Salomon Levi und Elisabeth Levy, geborene Zanders, geboren; sie blieb ledig, wohnte am 10. März 1939 in Breyell, Gier 30 (heute Gier 3); sie starb am 6. August 1940 in Breyell und wurde auf dem jüdischen Friedhof bestattet[104]
- Salomon Levy wurde am 7. Januar 1865 in Breyell als Sohn von Carl Salomon Levy und Elisabeth Levy geborene Zanders geboren; er übte den Beruf des Viehhändler aus, blieb ledig und starb am 10. Mai 1932 in Breyell[105]
- Josef Levy (senior) wurde am 20. Februar 1867 in Breyell als Sohn von Carl Salomon Levy und Elisabeth Levy, geborene Zanders, geboren; er heiratete Sophie Hope, genannt Lisette, geboren in Oelde am 30. Oktober 1875 wohl als Tochter von Moses Hope und Jetta Hope geborene Hoffmann. 1936 flohen Josef und Lisetta Levy in die USA, das Ehepaar lebte 1940 in Lansdale (Pennsylvania), hier 1946 in der Main Street 17. Josef Levy starb am 7. Juni 1946 im 80. Lebensjahr, seine Witwe lebte zuletzt in Philadelphia und starb hier im August 1972 im Alter von 96 Jahren[106]
- Samuel Levy wurde am 19. Juli 1869 in Breyell als Sohn von Carl Salomon Levi und Elisabeth Levy geborene Zanders geboren. Er übte den Beruf des Viehhändlers aus. Samuel Levy war verheiratet mit Ida Krebs, geboren am 1. Juli 1881 in Reichenberg, Tochter von Moses Krebs und Betti Krebs geborene Krebs; das Ehepaar wohnte am 10. März 1939 in Breyell, Bahnstr/SA-Str. 46 (heute Josefstr. 48), zuletzt in Breyell, Vorbruch 3a; sie wurden am 25. Juli 1942 ab Düsseldorf nach Theresienstadt (Transport VII/2 Zug Da 71, Häftlingsnummer 645 und 665) und am 26. September 1942 dann nach Treblinka deportiert (Transport Br, Häftlingsnummer 652 und 653), wo sie wohl noch im gleichen Monat ermordet wurden.[107]
- Abraham Levy, geboren am 25. Oktober 1871 in Breyell als Sohn von Carl Salomon Levy und Lisette Levy, geborene Zanders; er war Viehhändler und war verheiratet mit Sibilla Frankenstein[108]; er wohnte am 10. März 1939 (nach Berufsverbot) als Landwirtschaftsgehilfe in Breyell, Gier 30 (heute Gier 3), zuletzt dann in Breyell, Vorbruch 3a; am 25. Juli 1942 wurde er ab Düsseldorf nach Theresienstadt (Transport VII/2 Zug Da 71, Häftlingsnummer 632), am 21. September 1942 nach Treblinka deportiert (Transport Bp, Häftlingsnummer 1605), und dort wohl noch im gleichen Monat ermordet.[109]

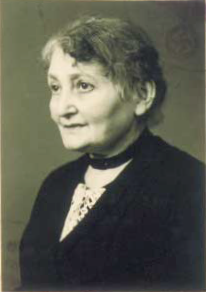
Rosina Levy
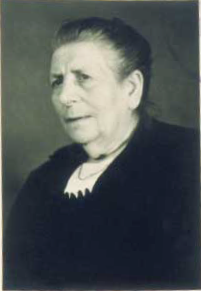
Friederica Levy
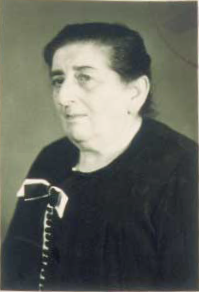
Sibilla Levy
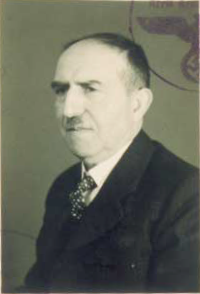
Samuel Levy
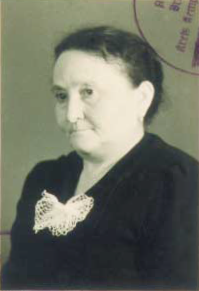
Ida Levy
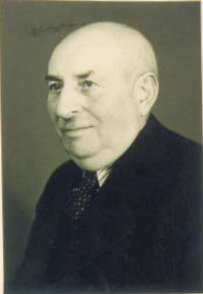
Abraham Levy

- Johanna Hirsch, geborene Levy wurde am 8. Dezember 1874 in Breyell als Tochter von Carl Salomon Levy, Handelsmann in Breyell, und Lisette Levy geborene Zanders geboren. Sie heiratete Max Hirsch, der am 8. Februar 1873 in Rommerskirchen als Sohn von Moses Hirsch und Johanna Simon zur Welt kam; Max Hirsch war Kaufmann in Krefeld, die Eheleute wohnten vor dem Krieg in Krefeld auf der Hochstr. 62; Max und Johanna Hirsch flohen 1939 in die Niederlande, wohnten ihn Scheveningen, Eindhoven bzw. in Enschede, Laaressingel 46. Ab dem 3./5. Oktober 1942 waren sie in Westerbork interniert, bereits am 19. Oktober erfolgte ihre Deportation ab Westerbork nach Auschwitz, wo Max und Johanna Hirsch am 21. Oktober ankamen und vermutlich unmittelbar darauf ermordet wurden – zum 22. Oktober 1942 wurden sie für tot erklärt.[110]

Die Stolpersteine für Max und Johanna Hirsch wurden am 4. Dezember 2008 in Krefeld vor dem Haus Hochstr. 62 verlegt.
- Rebekka Bamberger, geborene Levy, genannt Regina, wurde am 1. Januar 1877 in Breyell als Tochter von Carl Salomon Levy, Metzger, und Lisette Levy geborene Zanders geboren; sie heiratete Siegfried Bamberger, der am 7. Juni 1884 in Neidenstein als Sohn von Leopold/Löb Bamberger und Jutta Jakob zur Welt kam; Siegfried Bamberger wurde nach der Reichspogromnacht verhaftet und war vom 17. November 1938 bis zum 1. Dezember 1938 (mit der Berufsbezeichnung „Arbeiter“) in „Schutzhaft“ in Dachau interniert; am 1. Dezember 1938 wurde er an einen unbekannten Haftort verlegt. Das Ehepaar wohnte zuletzt in Mönchengladbach auf der Hindenburgstr. 360[112]. Siegfried und Regina Bamberger wurden am 22. April 1942 nach Izbica deportiert und dort ermordet; am 5. September 1952 wurden beide vom AG Mönchengladbach zum 31. Dezember 1945 für tot erklärt[113]

Die Stolpersteine für Siegfried und Regine Rebekka Bamberger liegen in Mönchengladbach vor dem Haus Albertusstr. 54.
Gier 3: Nach der Rheinlandbesetzung (1936) begann die Wehrmacht mit dem Bau des Luftwaffenübungsplatzes Brück im Kreis Ahrweiler. Die betroffenen Einwohner wurden ausgesiedelt, die Landwirte erhielten Ersatzhöfe angeboten. Unter ihnen war eine Familie aus Kaltenborn, die von der Siedlungsgesellschaft „Rheinisches Heim“ in Bonn (heute Teil der LEG Immobilien AG in Düsseldorf) den Hof Abraham Levys in Breyell-Gier angeboten bekam.

Auf dem Hof lebten Friederica, Sibilla und Abraham Levy, ledig bzw. verwitwet und ohne Nachkommen (sowie der Gehilfe Erich Hoffstadt), während deren verheiratete Geschwister in Breyell, Krefeld oder Mönchengladbach wohnten bzw. – wie Josef Levy und seine Familie – in die USA geflohen waren. Die „Verordnung über den Handel mit Vieh“ vom 25. Januar 1937 hatte die Zulassung zum Viehhandel an undefinierte „persönlicher Zuverlässigkeit“ gebunden, 1938 erfolgte dann der generelle Entzug der Handelserlaubnis durch die Kreispolizeibehörde, und der Verkauf des Anwesens stand schließlich aufgrund der Verordnung über den Einsatz des jüdischen Vermögens vom 3. Dezember 1938 an.
Anfang Oktober 1939 war der „Abschluss des gerichtlichen Kaufaktes“ zwischen Familie Levy und dem Rheinischen Heim noch nicht erfolgt, die Weitergabe des Besitzes an die Aussiedlerfamilie war jedoch schon beschlossen. Da die Aussiedler ihre Heimat am 1. November 1939 verlassen mussten und am 3. November einziehen sollten, entstand Handlungsdruck, wobei die Breyeller Verwaltung am 17. Oktober mitteilte, es sei „augenblicklich vollständig ausgeschlossen, die Juden irgendwie unterzubringen“. Die Familie Levy wurde aufgefordert, bis zum 2. November abends zu räumen, am 4. November wurde durch dann die Polizei Vollzug gemeldet – was so zu verstehen ist, dass die Geschwister Levy genügend Wohnraum frei gemacht hatten, damit die Aussiedlerfamilie einziehen konnte. Dies wiederum veranlasste drei Tage später den NSDAP-Ortsgruppenleiter Lormann, einen Brief an seinen Parteigenossen, den stellvertretenden Bürgermeister Reyners zu schreiben: „Es ist Ihnen bekannt, dass vor einigen Tagen der Umsiedler […] aus Kaltenborn in das Anwesen der Geschwister Levy Gier eingezogen ist, obwohl die Juden noch einen Teil des Gebäudes bewohnen. Es kann jedoch nicht weiter geduldet und auch dem Umsiedler […] nicht zugemutet werden, mit seiner Familie unter Umständen bis zur Tätigung des Kaufvertrages mit den Juden unter einem Dache zu wohnen. Ich bitte Sie daher, dafür Sorge zu tragen, dass die Juden umgehend das gesamte Gebäude räumen.“ Das Schreiben hatte jedoch keinerlei unmittelbare Konsequenzen, da die Geschwister Levy noch längere Zeit wohnen blieben und dadurch dazu beitrugen, dass eine geordnete Betriebsübergabe an die Aussiedlerfamilie erfolgte.
Bei der Überprüfung des Verkaufs nach dem Krieg durch die britischen Behörden wurde festgestellt, dass der Übergang des Hofes ordnungsgemäß durchgeführt wurde und ein Anspruch auf Rückübertragung nicht bestand.
Familie Levy/Sommer
- Josef Levy (junior) wurde am 28. März 1866 in Breyell als Sohn von Abraham Levi und Christina Sommer geboren. Er war Viehhändler von Beruf. Er heiratete Emma Sassen, die am 21. Februar 1869 in Anrath als Tochter von Abraham Sassen und Mirjam Sassen, geborene NN, zur Welt kam. Am 10. März 1939 wohnte das Ehepaar in Breyell, Bahnstr./SA-Str. 62a (heute Josefstr. 66), zuletzt dann in Breyell, Gier 29. Josef und Emma Levy wurden am 25. Juli 1942 nach Theresienstadt deportiert (Transport VII/2 Zug Da 71, Häftlingsnummer 633 und 640), am 26. September 1942 dann nach Treblinka deportiert (Transport Br, Häftlingsnummer 644 und 645), dort wohl noch im gleichen Monat ermordet[119]
- Carl Levy wurde am 12. März 1870 in Breyell als Sohn von Abraham Levi und Christina Sommer geboren. Er war Viehhändler von Beruf. Er heiratete Berta Levy geborene Levy, die am 2. Januar 1872 in Meiningen geboren wurde (die Eltern sind nicht dokumentiert), das Ehepaar hatte drei Kinder, Lina, Henriette und Emil Levy. Am 10. März 1939 und auch noch zuletzt wohnte die Familie in Breyell, Gier 29 (heute Gier 2). Am 25. Juli 1942 wurden Carl und Berta Levy ab Düsseldorf nach Theresienstadt deportiert (Transport VII/2 Zug Da 71, Carls Häftlingsnummer 652), wo Berta Levy am 6. August 1942 ermordet wurde. Carl Levy wurde am 26. September 1942 nach Treblinka deportiert (Transport Br, Häftlingsnummer 651) und dort wohl noch im gleichen Monat ermordet[120]
- Gustav Levy wurde, am 4. Mai 1872 in Breyell als Sohn von Abraham Levy und Christina Sommer geboren. Er war Viehhändler von Beruf. Er heiratete Pauline Kleemann, die am 6. April 1872 in Theilheim (Gemeinde Waigolshausen, Kreis Schweinfurt) zur Welt kam (die Eltern sind nicht dokumentiert). Gustav Levy war Soldat im Ersten Weltkrieg (Rekr. Dep. E. Btl. L. I. R. 29) und fiel am 28. August 1916. Pauline Levy lebte in Köln, dann am 10. März 1939 und bis zuletzt in Breyell, Gier 29 (heute Gier 2). Sie wurde am 25. Juli 1942 von Düsseldorf nach Theresienstadt (Transport VII/2 Da 71, Häftlingsnummer 659), am 15. Mai 1944 nach Auschwitz deportiert (Transport Dz, Häftlingsnummer 659) und dort ermordet[121]

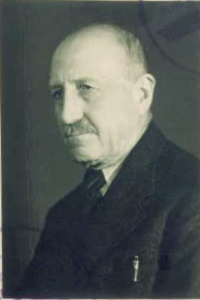
Josef Levy
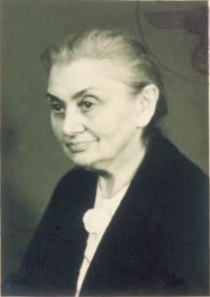
Emma Levy
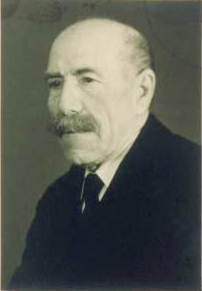
Carl Levy
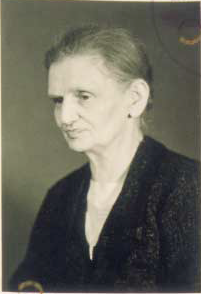
Berta Levy
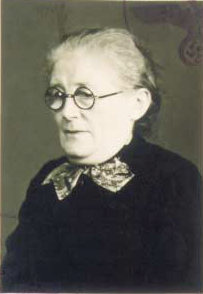
Pauline Levy

Josefstr. 66: Josef Levy ließ 1906 durch A. Hoffmanns das Haus Bahnstr. 62a (heute Josefstr. 66) im Jugendstil bauen. 1939 wohnten hier Josef und Emma Levy, Fritz, Ilse und Werner Klaber sowie Margarethe Kaufmann. Im Herbst 1939 wurde das Haus an den Kaufmann Gerhard Dammer, Bahnstr. 58, verkauft. Das benachbarte Grundstück gehörte ebenfalls dem Josef Levy, der es als Kuhwiese nutzte; es wurde 1939 vom Architekten Leonhard Palm bebaut (heute Josefstr. 68)

Gier 2: Das Haus Gier 29 (heute Gier 2) gehörte Carl Levy, dem Sohn von Abraham Levy und Christina Sommer. Er war mit Berta Levy geborene Levy verheiratet, das Ehepaar hatte die Kinder Lina, Henriette und Emil. Emil Levy wurde Anfang 1939 in Dachau ermordet.
Ebenfalls in diesem Haus wohnte Pauline Levy geborene Kleemann, seine Schwägerin; Carls Bruder Josef Levy zog, nachdem sein Haus auf der Josefstraße im Herbst 1939 verkauft worden war, mit seiner Ehefrau Emma Levy geborene Sassen ein.
Carl Levy wurde wohl im Mai 1940 im Rahmen der „Zwangsarisierung“ die sogenannte „Veräußerungsanordnung“ zugestellt, d. h., er musste innerhalb von vier Wochen sein Haus und seine Grundstücke an das „Rheinische Heim“ verkaufen, was vermutlich im Juni 1940 dann auch geschah. Das „Rheinische Heim“ wollte dann „unverzüglich“ den Besitz an die Aussiedlerfamilie weiterverkaufen, die bereits das Nachbarhaus Gier 30 besaß. Die Weiterveräußerung war jedoch im Frühjahr 1941 noch nicht abgeschlossen, da Hypotheken auf dem Grundstück lasteten und noch nicht abgegolten waren. Die Probleme wurden schließlich am 10. April 1941 durch einen Kaufvertrag zwischen Carl Levy und der Aussiedlerfamilie, der am 5. August dann vom Landrat genehmigt wurde, geklärt.
Carl, Berta, Josef, Emma, Pauline und Henriette Levy blieben nach dem Verkauf im Haus wohnen; Henriette Levy wurde von hier aus am 11. Dezember 1941 nach Riga, die verbliebenen fünf (oder sechs) Bewohner aus der ältere Generation am 25. Juli 1942 nach Theresienstadt deportiert.
Dritte und vierte Generation
Familie Bernhard Levy/Rosina Krebs
- Else Levy, geboren am 8. April 1900 in Breyell, Tochter von Bernhard Levy und Rosina Krebs, siehe Else Cohen geborene Levy, Kaldenkirchen (dort auch: ihr Ehemann Abraham Cohen und ihr Sohn Erich Bernd Cohen)
- Max Levy wurde am 27. August 1907 in Breyell als Sohn von Bernhard Levy und Rosina Levy geborene Krebs geboren. Von Beruf war er Viehhändler. Er heiratete Erna Bloch, die am 6. April 1912 in Dortmund geboren wurden (die Eltern sind nicht dokumentiert), die Ehe war 1938 kinderlos. Max und Erna Levy lebten am 9. November 1938 in Breyell; vom 17. November 1938 bis zum 23. Februar 1939 war Max Levy in „Schutzhaft“ in Dachau (mit der Berufsbezeichnung Viehhändler); am 10. März 1939 und auch noch zuletzt wohnte das Ehepaar in Breyell im Haus Vorbruch 3a (heute Vorbruch 5). Max und Erna Levy beantragten am 2. Dezember 1941 beim Landrat von Kempen, sie „von der Evakuierung am 10.12.1941 zu befreien, da wir die Zuzugsgenehmigung nach Bonn/Rh. haben, um dort in die Gemeinschaft Kapellenstr. 6 aufgenommen zu werden […] da meine einzigen Verwandten dort wohnen […]“[124]; der Antrag wurde abgelehnt. Am 11. Dezember 1941 wurden Max (er wird jetzt als Tiefbauarbeiter bezeichnet) und Erna Levy ab Düsseldorf nach Riga deportiert, Max Levy wurde später dort ermordet, Erna Levy geborene Bloch überlebte Riga und wurde 1944 nach Stutthof deportiert und dann dort ermordet.[125]

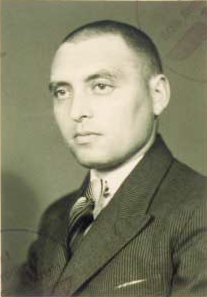
Max Levy
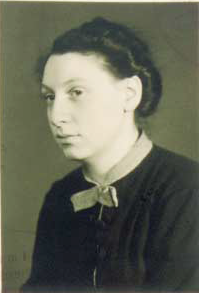
Erna Levy

Familie Josef Levy/Lisette Hope
- Walter (Jehuda) Levy wurde am 25. August 1903 in Breyell als Sohn des Breyeller Viehhändlers Josef Levy und seiner Ehefrau Lisette Levy, geborene Hope, geboren. Von Beruf war er Reisender. Walter Levy heiratete am 8. August 1937 in Köln Karoline (Kayla) Hirsch, die am 4. April 1905 in Polch als Tochter von Gustav Hirsch und Pauline Simon zur Welt gekommen war. Das Ehepaar floh 1938 in die USA und erreichte von Antwerpen kommend New York am 30. Juni 1938 auf der "SS Königstein". Am 1. Dezember 1939 gab er in seiner ersten "Petition for naturalization" an, mit seiner Frau im Haus 559 Southern Boulevard (Woodstock) zu wohnen, fünf Jahre später (er war jetzt 40 Jahre alt) gab er in seiner zweiten "Petition" als Wohnung 850 Stebbins Avenue (Charlotte Gardens) an, beide Adressen liegen in der New Yorker South Bronx; 1946 wohnte das Ehepaar mit seiner Tochter im Haus 667 West 161st Street im Bezirk Washington Heights. 1938 und 1943 gab er an, als Schneider zu arbeiten. Später wurden für sie die Berufsangaben Verkäufer und Schneiderin gemacht. Walter und Caroline Levy bekamen zwei Kinder, Ruth (Sarah) Levy am 15. Januar 1942 und Rabbi Ronald (Meyer Josef) Levy am 20. Januar 1948, von denen sie zwischen 1965 und 1980 zehn Enkel bekamen. Walter Levy starb am 20. Mai 1958 in Paramus/NJ oder New York, Caroline Levy am 6. Dezember 1993 in Paramus/NJ oder am 20. Dezember 1993 in Suffern (New York)[126]

Walter Levy ist Mitwirkender einer Szene, die dokumentiert, wie sich bereits Ende 1934 in Deutschland die Machtverhältnisse zwischen Polizei und SA zugunsten der Nationalsozialisten verschoben hatten.
„Im Strandlokal W. Ludwigs am Nettebruch in Breyell feierten 1934 über 100 Personen Silvester. Unter den Tänzern befand sich der Reisende [Walter] Levy aus Breyell. Seine Tanzpartnerin, ein Mädchen aus Lobberich, hatte zum Ärger der anwesenden Nazis nichts dagegen, daß Levy Jude war. Gegen 23 Uhr konnte SA-Mann M. aus Breyell seine Empörung nicht länger beherrschen; vor allen Gästen ohrfeigte er den Levy mit dem Hinweis, daß Juden nicht mit deutschen Mädchen tanzen dürften und er sofort das Lokal verlassen solle. Levy wehrte sich nicht, sondern verließ den Raum.“
„Nunmehr forderte der erboste Wirt den SA-Mann auf, sofort das Lokal zu verlassen, jedoch der SA-Mann meinte, wegen eines Juden lasse er sich nicht hinauswerfen. Unter den Gästen befand sich zufällig der dem Wirt bekannte Schupo Hölters, der zwar nicht in Breyell Dienst tat, aber gerade seinen Weihnachtsurlaub bei seiner in Lobberich wohnenden Mutter verbrachte. Auf Ersuchen des Wirtes wies Hölters sich als Polizist aus und forderte den SA-Mann zum Verlassen des Lokals auf. Daraufhin mischten sich weitere SA-Leute ein und drängten den Polizeibeamten in eine Ecke des Raumes. Von 6 SA-Leuten umringt, die aus ihrer Absicht, Hölters zusammenzuschlagen, keinen Hehl machten, zog dieser seine Dienstpistole und forderte die SA-Leute zum Zurückgehen auf. Doch diese stürzten sich auf ihn; mit 2 Schüssen versuchte der Polizist sich zu wehren. Ein Schuß traf den SA-Obersturmführer in den Bauch.“
„Was dann folgte, zeigt typischer als andere Begebenheiten, wie es um den Staat nach einjähriger NS-Herrschaft aussah. Nicht etwa die Polizei wurde informiert, sondern SA-Standartenführer Aigeltinger in Krefeld. Aigeltinger machte sich sofort per Kfz auf den Weg nach Lobberich und war mit dem Lobbericher Ortsgruppenleiter I. und anderen SA-Leuten bald zur Stelle. Auf der örtlichen Polizeiwache im Rathaus Lobberich bezog der Schupo die ersten Prügel, Sturmführer Sch. aus Lobberich tat sich besonders hervor. Anschließend wurde Hölters im Kfz von Aigeltinger, 3 SA-Leuten und dem Polizisten H. nach Krefeld geschafft und unterwegs weiter verprügelt. Ziel der Fahrt war das Krefelder NSDAP-Lokal „Heinzelmännchen“, dort ließen weitere SA-Leute ihre Wut an Hölters aus, und schließlich wurde der Polizist auf dem 2. Krefelder Polizeirevier abgeliefert und nochmals in Gegenwart von 2 Polizeihauptwachtmeistern verprügelt, ebenso anschließend im Polizeigefängnis. Schwerverletzt und ohne Bewusstsein wurde Hölters in der Zelle zurückgelassen. Auf Bitten Hölters‘ sorgte später ein Polizeiarzt für die Überführung in die Krankenabteilung der Landespolizei. Eine Untersuchung des Regierungspräsidenten in Düsseldorf endete Monate später mit dem Ergebnis: Das Verfahren gegen die SA wird in beiderseitigem Einvernehmen eingestellt.“
„SA-Standartenführer Aigeltinger aber fuhr am 1. Januar 1935 nochmals nach Lobberich. Höchstpersönlich kümmerte er sich darum, daß der Breyeller Jude Walter Levy und sein Bruder Alfred Levy ins Polizeigefängnis kamen: 8 Tage Schutzhaft zu ihrer eigenen Sicherheit heißt es in der Gestapo-Akte, über die Behandlung der beiden enthält sie natürlich keine Angaben.“
„Alfred Levy wurde am 11. Dezember ins Ghetto Riga deportiert, er kam nach der Auflösung ins KZ Riga-Kaiserwald und wurde zuletzt im KZ Stutthof gesehen. Der Verbleib von Walter Levy ist unbekannt.“
- Alfred Levy wurde am 18. September 1908 in Breyell als Sohn von Josef Levy und Lisette Levy, geborene Hope geboren. Er heiratete Johanna Salomon, die am 3. Februar 1915 in Kruft als Tochter von Julius Salomon und Lydia Salomon geborene Samuel geboren wurde. Beide flohen in die USA, sie erreichten am 17. Juli 1937 auf der „Königstein“ New York von Antwerpen kommend, wobei Alfred als Beruf „Kaufmann“ (merchant) angab. Sie lebten 1940 (Johanna wird jetzt „Hannorl“ und 1946 „Hannel“ genannt) in Lansdale/PA gemeinsam mit seinen Eltern Joseph und Sophie Levy, seinem Bruder Richard Levy, sowie ihren beiden Söhnen Ralph L Levy (* 1938) und Vernon A Levy (* 1939). 1946 wohnte die Familie in Lansdale/PA, 121 W 6 St. Alfred Levy starb im September 1981, er wohnte zuletzt im Lansdale, ein Sterbedatum für Johanna Levy ist nicht bekannt[128]
- Richard Levy wurde am 21. April 1910 in Breyell als Sohn des Pferdehändlers Josef Levy und seiner Ehefrau Lisette Levy, geborene Hope geboren. Er besuchte 1922/23 die Realschule Dülken (heute Clara-Schumann-Gymnasium Dülken), absolvierte dann ein Schneiderlehre beim Textilgroßhandel Alsberg in Gelsenkirchen (siehe Gebr. Alsberg AG) und machte sich anschließend mit seinem Bruder Walter als Schneider in Breyell selbstständig. Richard Levy floh 1936 in die USA, lebte 1940 in Lansdale/PA, noch ledig. Er heiratete Julia Zalkind (geboren 1912 New York, gestorben 1992), Tochter von Mitchell Zalkind und Henrietta Zalkind geborene Goldfarb, die 1920 in Philadelphia gemeldet waren. Von 1941 bis 1945 war Richard Levy in der US-Army, kam so als Soldat wieder ins Rheinland, war in Rheindahlen stationiert, von wo aus er noch einmal nach Breyell fuhr, wohl auch mit dem Ziel, die dortigen Anführer der Nationalsozialisten ausfündig zu machen, die aber bereits tot oder geflohen waren. 1946 wohnte Richard Levy in Philadelphia 43, PA, 5727 Pine Street, und arbeitete als Herrenschneider. Zu diesem Zeitpunkt hatte er bereits drei Töchter, die später selbst sechs Kinder bekamen. Richard Levy starb am 14. Dezember 1999, 89 Jahre alt.[129]

Familie Samuel Levy/Ida Krebs
- Paul Levy wurde am 3. April 1904 in Breyell als Sohn von Samuel Levy und Ida Levy geborene Krebs geboren. Er floh in die USA, lebte 1940 in Lansdale/PA. Er war verheiratet mit Else Levy geborene NN, die 1904/05 in Deutschland geboren worden war; das Ehepaar hatte 1940 eine Tochter, die zu dieser Zeit noch kein Jahr alt war. Paul Levy starb im August 1982 im Alter von 78 Jahren, sein letzter Wohnort war Willow Grove im Montgomery County in Pennsylvania[130]

Familie Josef Levy/Emma Sassen
- Ernst Levy wurde am 1. August 1904 in Breyell als Sohn von Josef Levy und Emma Levy geborene Sassen geboren. Er heiratete Ida Marcus, die am 9. Februar 1901 in Burgsteinfurt als Tochter von Elias Marcus (1860–1930) und Emilie Friedensreich auf die Welt gekommen war. Ida Marcus hatte in Heidelberg Pädagogik studierte und danach als Lehrerin gearbeitet; sie erbte 1930 gemeinsam mit ihrem Bruder Ernst Joseph (1895–1975) den Kornhandel „Josef Marcus“; Ernst und Ida Levy bekamen eine Tochter, Annette, sie lebten 1936 in Burgsteinfurt. „Mein [Max Levys] Bruder Ernst hat in Burgsteinfurt geheiratet und war dann Inhaber der „Markus Matzenfabrik“. Als Hitler das Rheinland besetzte [1936], hat er sein Geld in die Matzen gebacken, nach Holland gebracht und ist auch dort geblieben. Nach dem Einmarsch der Deutschen ist er mit seiner Frau und seiner Tochter nach Palästina gegangen. Nach dem Krieg wollte er wieder nach Holland zurück […] In Holland hat er sich wieder hochgearbeitet und ist dort 1990 gestorben.“ Ernst Levy starb tatsächlich am 1. August 1988 in Muiderberg/NL, Ida Levy geborene Marcus war bereits 1986 gestorben.[131]
- Hermann Levy wurde am 9. Dezember 1909 in Breyell als Sohn des Viehhändlers Josef Levy und seiner Ehefrau Emma Sassen geboren; 1922/23 besuchte er die Realschule Dülken (heute Clara-Schumann-Gymnasium Dülken), die er verließ, um den Viehhandel zu lernen. Er heiratete am 5. Juli 1935 in Korschenbroich Hilde Klein, die am 4. Januar 1911 in Korschenbroich als Tochter von Wolfgang Benjamin (Benny) Klein (geboren am 4. November 1868 in Korschenbroich), Viehhändler in Korschenbroich, und Julie Klein geborene Capell zur Welt kam. Die Ehe blieb kinderlos. Hermann und Hilde Levy lebten am 9. November 1938 als Viehhändler in Korschenbroich (mit einer Niederlassung in Breyell), als Hermann Levy nach der Pogromnacht verhaftet und vom 17. November 1938 bis zum 29. Dezember 1938 in „Schutzhaft“ in Dachau interniert und Anfang 1939 als „berufslos“ bezeichnet, war er zur Flucht ins Ausland gezwungen, er floh im Februar 1939 nach England, versuchte in die USA zu kommen, landete aber in Australien und 1946 wieder in England.

Hilde Levy lehnte es wegen ihrer Eltern ab, die sie bei sich hatte, mit ihrem Ehemann ins Ausland zu gehen, die Versuche Hermann Levys, sie nach England zu holen, wurden durch den Ausbruch des Zweiten Weltkriegs verhindert. Sie wurde am 11. Dezember 1941 ab Düsseldorf nach Riga, ihr Vater wurde am 25. Juli 1942 ab Düsseldorf nach Theresienstadt deportiert. Zu Hilde Levys weiterem Schicksal gibt es unterschiedliche Darstellungen: Laut Hermann Levy wurde sie später [1944] nach Stutthof deportiert, und dort ermordet: „Meine Frau Hilde ist von Theresienstadt [tatsächlich Riga] mit einem Transport in das Lager „Stutthof“ bei Danzig gekommen. Von dort wurden Tausende KZ-Häftlinge auf ein Schiff verladen und dann mit dem Schiff versenkt. Die Information habe ich von einem Mann namens Winter aus Korschenbroich.“ Laut Arthur Winter wurde sie am 28. Juli 1944 bei der Krebsbachaktion in Riga-Kaiserwald ermordet.
Hermann Levy heiratete 1947 Ellen NN, das Ehepaar ging 1950 in die USA, er arbeitete später in New York als Leiter eines Hotels und starb dort am 9. April 2001 im Alter von 91 Jahren; aus seiner zweiten Ehe hatte er einen Sohn und drei Enkel.
Die Stolpersteine für Hilde Klein und ihren Vater wurden am 15. Februar 2007 in Korschenbroich vor dem Haus Sebastianusstr. 29 verlegt.
Familie Carl Levy/Berta Levy
- Lina Bloch, geborene Levy wurde am 20. April 1901 in Breyell als Tochter von Carl Levy, Viehhändler in Breyell, und Bertha Levy geborene Levy geboren. Sie arbeitete als Dienstmädchen, wohnte zuletzt in Rommerskirchen, und erhielt am 25. Mai 1937 ihr Visum, mit dem sie über Rotterdam in die USA floh – sie erreichte New York am 18. September 1937 auf der "SS Statendam". In den USA heiratete sie Julius Bloch, der am 12. März 1898 in Ihringen als Sohn Moritz Bloch, Viehhändler, und Melanie  Pickard geboren worden war. Er arbeitete in Deutschland ebenfalls als Viehhändler, wohnte zuletzt in Ihringen und erhielt am 24. März 1937 sein Visum, mit dem er über Hamburg in die USA floh – er erreichte New York am 8. Juli 1937 auf der "SS New York"; Julius und Lina Bloch, geborene Levy wohnten  1946 in New York 33, 540 W 180th Street, auch zuletzt noch im gleichen Bezirk (Postcode 10033); Julius Bloch starb im Dezember 1984 im Alter von 86 Jahren, Lina Bloch im November 1988 im Alter von 87 Jahren.[135]
- Henriette Levy, genannt Jettchen, wurde am 5. März 1904 in Breyell als Tochter von Carl Levy und Berta Levy geborene Levy geboren. Sie blieb ledig und wurde am 11. Dezember 1941 ab Düsseldorf nach Riga deportiert und dort später ermordet[136]

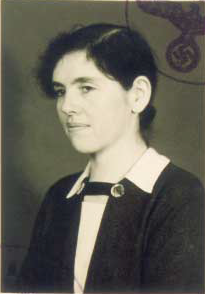
Henriette Levy

- Emil Levy wurde am 5. März 1909 in Breyell als Sohn von Carl Levy, Viehhändler, und Berta Levy geborene Levy geboren. Er lebte am 9. November 1938 als lediger Landwirt in Breyell, Gier 29 (heute Gier 2), und war ab dem 17. November 1938 in „Schutzhaft“ in Dachau interniert, wo er am 10. Februar 1939 ermordet wurde: „Mein [Hermann Levys] Vetter Emil […] war auch im Lager. Also, der Emil, der war ein Dickkopf. Einmal sagte ich zu ihm: „Emil, tu mir einen Gefallen. Wenn die Nazis sagen, du mußt links rum, dann dreh dich nach links!“ Er hat sich aber rechts herum gedreht. Das war wirklich so, der hatte keine Angst. Tat genau das Gegenteil von dem, was die Nazis wollten. […] Vor meiner Abreise [aus Deutschland] kam ich am 14. Februar 1939 zu meinem Onkel Karl, dem Vater meines Vetters Emil, mit dem ich zusammen in Dachau war. Wie mir mein Onkel berichtete, hatte er Bescheid aus Dachau bekommen, Emil sei verstorben und man wolle ihm seine Asche in einer Urne zukommen lassen.“[137]

Die Stolpersteine für Joseph und Emma Levy wurden am 11. November 2010 vor dem Haus Josefstr. 66 verlegt.
Die Stolpersteine für Carl, Berta, Henriette, Emil und Pauline Levy wurden am 10. Dezember 2013 vor dem Haus Gier 2 verlegt.
Die Stolpersteine für Abraham und Friederica Levy wurden am gleichen Tag vor dem Haus Gier 3 verlegt.
Der Stolpersteine für Hermann Levy wurden am gleichen Tag vor dem Haus Josefstr. 66 verlegt.
Die Stolpersteine für Samuel und Ida Levy wurden am gleichen Tag vor dem Haus Josefstr. 48 verlegt.
Die Stolpersteine für Max, Erna und Rosina Levy wurden am gleichen Tag vor dem Haus Vorbruch 5 verlegt.
Familie Bernhard Levy/Johanna Zanders
Die Familie Bernhard Levy/Johanna Zanders aus Bracht ist nicht unmittelbar mit den Stadtteilen Nettetals verbunden, sondern tritt aufgrund umfangreicher verwandtschaftliche Beziehungen mit Breyell (Familie Höflich) bzw. Hinsbeck (Familie Sanders) auf.
- Bernhard Levy, war Handelsmann in Bracht und mit Johanna Zanders verheiratet; das Ehepaar ist die Eltern von Sibilla (1853), Benjamin (1855), Johanna (1856), Veronica (1858), Sophia (1860), Emanuel (1861), Rebecka, Rosalia und Sara (Drillinge, 1864), Henrietta (1866), Regina (1868) und Carl Salomon (1869) Levy, die alle in Bracht geboren wurden[139]
- Anna Levy, geboren 1832, war die Schwester von Bernard Levy; sie heiratete 1855 in Wickrath Levi Höflich (geboren 1826), Handelsmann in Bracht; ihre Kinder sind Johanna (1860), Sophia (1862), Sara (1864, siehe Schaag), Veronica (1866), Hirz (1869) und Carl (1872, siehe oben) Höflich[140]

Unter den Kindern Bernhard und Johanna Levys sind zu erwähnen:
- Benjamin Levy, geboren am 16. Mai 1855 in Bracht, Sohn von Bernhard Levy und Johanna Zanders wohnte in Eberbach, er war mit Sophie David, geboren am 2. Dezember 1862 in Eberbach, Tochter von Salomon David und Johanna David geborene Wolf, verheiratet; das Ehepaar führte eine Textilhandlung in der Oberen Badstraße 18; sie hatten drei Kinder: Jenny, Regina und Alfred Levy; Benjamin Levy hielt am 19. November 1913 bei der Einweihung der Eberbacher Synagoge die Ansprache; Benjamin und Sophia Levy wurden am 22. Oktober 1940 in der „Wagner-Bürckel-Aktion“ in das Internierungslager Gurs in Frankreich deportiert; Benjamin Levy starb dort am 14. Januar 1941 im Alter von 86 Jahren, er wurde im Grab Nr. 715 bestattet[141]
- Jenny Levy, geboren am 31. August 1895, Tochter von Benjamin Levy, lebte in Los Angeles und hinterlegte zahlreiche Informationen über ihre Familie in der Gedenkstätte Yad Vashem; sie lebte 1940 ledig in Dayton (Ohio), heiratete NN Goldmann (und nannte sich seitdem Jenny L. Goldman); sie starb am 16. Dezember 1984, ihr letzter Wohnsitz war Los Angeles[142]

Auch Jennys Geschwister Regina und Alfred flohen rechtzeitig in die USA. Das Schicksal von Sophia Levy ist widersprüchlich: sie wird einerseits auf der Transportliste von 1940 geführt, andererseits wird von ihrer rechtzeitigen Flucht in die USA berichtet.
Die Stolpersteine für Benjamin, Sophia, Jenny, Regina und Alfred Levy wurden am 14. April 2011 vor dem Haus Obere Badstraße 18 in Eberbach verlegt.
- Emanuel Levy, genannt „der Graf“ , geboren am 17. Juni 1861 in Bracht, Sohn von Bernhard Levy und Johanna Zanders, Viehhändler in Grefrath, Vorsitzender des Viehhändlervereins für den Regierungsbezirk Düsseldorf; er wohnte in Grefrath, Kempener Str. 3, war mit Mathilde Leyser (geboren 1859) verheiratet, beide sind die Eltern von Alfred und Jenny Levy; sie starb 1935, er 1938, beide wurden auf dem jüdischen Friedhof in Kempen bestattet[143]
  - Alfred Levy, geboren 7. März 1889 in Grefrath, Sohn von Emanuel Levy und Mathilde Leyser, Viehhändler, 1910 einer der Gründer und erster Vorsitzender des SV Grefrath, zum Schluss Hilfsarbeiter, wohnte in Grefrath, Kempener Str. 3. Er, seine Ehefrau Klara Levy geborene Wyngaard (geboren am 3. Februar 1889 in Lank-Latum) und der gemeinsame Sohn Gerd Levy (geboren am 12. Mai 1925 in Grefrath) wurden am 11. Dezember 1941 ab Düsseldorf ins Ghetto Riga deportiert, später dann ins KZ Riga-Kaiserwald; Alfred und Klara Levy sind zuletzt am 25. September 1944 in Stutthof bezeugt, Gerd Levy wurde von Stutthof kommend am 16. Juni 1944 in Buchenwald eingeliefert und am 5. Februar 1945 dort ermordet[144]
  - Jenny Sanders geborene Levy, geboren am 1. Juni 1892 in Grefrath, Tochter von Emanuel Levy und Mathilde Leyser, heiratete Hermann Sanders (siehe unter Hinsbeck)
- Henrietta Levy, geboren am 1. Mai 1866 in Bracht, Tochter von Bernhard Levy und Johanna Zanders, Ehefrau von Carl Höflich (ihrem Vetter, siehe oben), gestorben am 12. Februar 1941 in Breyell
- Carl Salomon Levy, geboren 18. November 1869 Bracht, Sohn von Bernhard Levy, Händler in Bracht, und Johanna Zanders, wohnte zuletzt in Grefrath, Bahnstr. 14, und wurde am 25. Juli 1942 ab Düsseldorf nach Theresienstadt (Transport VII/2 Zug Da 71, Häftlingsnummer 664), am 21. September 1942 nach Treblinka deportiert (Transport Bp, Häftlingsnummer 1607), und dort wohl unmittelbar nach der Ankunft ermordet. Er wird in der Literatur mit Salomon Levy, geboren 7. Januar 1865 Breyell, Sohn von Bernhard Levy und Elisabeth Zanders, Viehhändler, verstorben 10. Mai 1932 Breyell, verwechselt.[145]

## Hinsbeck
„Im geldrischen Gebietsteil der Stadt Nettetal, also in Hinsbeck, Leuth und Lobberich, gab es gegen Ende des 18. Jahrhunderts [1782] amtlich-zeitgenössischer Aussage zufolge keine Juden. […] In Hinsbeck blieb es noch lange dabei: Die vom Landrat in Geldern erstellten Statistiken weisen für 1843, 1847 und 1858 ausdrücklich keine Juden aus.“ 1889 ist in Hinsbeck die Geburt eines jüdischen Mädchens bezeugt.
Im Mai 1927 wohnten in Hinsbeck sieben Juden, ein halbes Jahr später sechs, darunter keine schulpflichtigen Kinder. Die Hinsbecker Juden „gehören eigentlich der Synagogengemeinde Geldern an, haben sich jedoch wegen der weiten Entfernung von Geldern durch Vereinbarung der Filialsynagogengemeinde Kaldenkirchen, die zur Synagogengemeinde Kempen gehört, angeschlossen. […] Die Zugehörigkeit der Hinsbecker Juden zur Kaldenkirchener Gemeinde wird 1937 nochmals bestätigt.“
„Bei den Hinsbecker Juden [von 1927] handelte es sich um die Familien der beiden Viehhändler Jakob und Philipp Sanders in der Neustraße“, die 1869 bzw. 1871 in Kaldenkirchen geboren wurden und nach Hinsbeck zugezogen waren: Neben Philipp und Jacob, deren Ehefrauen Pauline und Sara, sowie drei (bzw. zwei) der vier Kinder der beiden Familien.
„1934 wird ihnen amtlich attestiert, daß sie zurückhaltende und unpolitische Einwohner der Gemeinde waren. […] Auch eine Anfrage der Stapo Düsseldorf bei der Gemeindeverwaltung Hinsbeck im Herbst 1935 förderte nichts Nachteiliges über sie zutage. […] Jakob Sanders mit Familie und Philipp Sanders gelang 1941 die Emigration in die USA. Den Viehhandel hatten sie schon 1938 eingestellt.“
„Die Flucht der letzten Familienmitglieder erfolgte im Herbst 1941 über Lissabon mit dem letzten Flüchtlingsschiff, das von hier aus die USA ansteuerte“. Die Flucht muss zwischen dem 21. Juni und 23. Oktober erfolgt sein, für Jacob Sanders ist der 30. Juni bekannt (siehe unten), der gleiche Termin für seinen Bruder und seine Schwägerin ist wahrscheinlich.

### Familie Sander/Männlein
- Selma Männlein, geborene Sander, geboren am 13. Januar 1889 in Hinsbeck, Tochter von Leonhard Sander und Jenny Sander geborene May; sie wurde am 24. März 1942 ab Nürnberg nach Izbica deportiert; mit ihr deportiert wurden Max (geboren am 29. August 1885 in Erlangen) und Therese Männlein (geboren am 18. Juni 1877 in Erlangen), wobei aufgrund der Reihenfolge (Max, Selma, Therese) davon ausgegangen werden kann, dass Max ihr Ehemann war. Max, Selma und Therese Männlein wohnten zuletzt in Nürnberg, Bucher Str. 20a[149]

### Familie Philipp Sanders/Pauline Schuster
- Philipp Sanders, geboren am 27. Juli 1869 in Kaldenkirchen, war ein Sohn von Salomon Sanders, 44 Jahre alt, Handelsmann in Kaldenkirchen, und Adelheid Vasen, 35 Jahre alt; er war Viehhändler und verheiratet mit Pauline Sanders geborene Schuster, geboren am 14. November 1875 in Nordheim vor der Rhön, vermutlich die Tochter von Seckel Schuster, Viehhändler in Nordheim, und Johanna Schuster geborene Baum. Das Ehepaar wohnte in Hinsbeck in der Neustr. 16 (heute Neustr. 18) und hatte zwei Töchter, Erna und Herta. 1941 flohen beide (gemeinsam mit Jacob Sanders, s. u.) in die USA: sie reisten nach Lissabon, das sie am 30. Juni auf der "SS Excambion" Richtung New York via Bermuda verließen, erreichten New York am 30. Juli 1941 und gaben bei der Einwanderungsbehörde als Zieladresse 4036 Broadway NYC in Washington Heights an. Philipp Sanders starb am 13. Januar 1952 in Paramus/NJ im Alter von 82 Jahren; Pauline Sanders wohnte zuletzt in New York und starb am 20. September 1971 in Paramus/NJ im Alter von 95 Jahren.[150]
- Erna Rosalie Stern, geborene Sanders, wurde am 5. Juli 1901 in Hinsbeck geboren; sie war die Tochter von Philipp Sanders und Pauline Sanders, geborene Schuster, sowie die Ehefrau von Alfred Stern, geboren am 26. Mai 1895 in Neustadt an der Saale, Sohn von Sigmund Stern (gestorben 17. November 1931), Händler in Neustadt, und Anna Blum. Alfred Stern besuchte die Katholische Volksschule in Neustadt, 1906–1912 die Oberrealschule in Würzburg, und machte danach eine Lehre in Frankfurt am Main. Er war Soldat im Ersten Weltkrieg, dann ab 1918 im elterlichen Kurz-, Weiß- und Wollwarengroßhandel „A. Stern’s Sohn“ tätig, der 1938 aufgeben werden musste. Alfred Stern war im Ortsvorstand der DDP politisch aktiv. Er heiratete in erster Ehe (Trauschein Neustadt 1924) Bertha Levy, mit der er eine Tochter, Johanna (später: Hanna) hatte. Er wurde am 10. November 1938 verhaftet und nach der notariellen Abtretung des elterlichen Hauses wieder entlassen. Bis zum 11. September 1939 wohnte das Ehepaar in Neustadt, siedelte dann mit Alfred Sterns Mutter nach Mainz über, um die Auswanderung vorzubereiten. In Mainz wurde Alfred und Erna Stern am 12. Februar 1940 ein Reisepass ausgestellt, mit dem sie am 29. Februar in die Schweiz mit Ziel Genua einreisten; in Genua bestieg das Ehepaar die Manhattan, die am 8. März ablegte und am 18. März New York erreichte. Kurz darauf (1940) wohnten sie in Manhattan, zumindest 1943 und 1968 dann im Haus 705 West 170th Street im Bezirk Washington Heights. Alfred Stern starb im März 1978, 82 Jahre alt, mit dem letzten Wohnsitz New York City; Erna Stern starb am 12. Dezember 1989, 88 Jahre alt.[151]
  - Alfreds Mutter Anna Stern geborene Blum wurde am 28. Juli 1871 in Aufhausen (Württemberg) geboren; sie wohnte zuletzt als Witwe in Mainz, Adam-Karrillon-Str. 13; Anna Stern wurde am 27. September 1942 ab Darmstadt nach Theresienstadt deportiert, wo sie am 7. Dezember 1942 ermordet wurde.[152]
  - Alfreds Tochter Johanna Stern (genannt Hanna) kam mit dem letzten Kindertransport vor Kriegsbeginn nach England. Sie wohnte in Middlesbrough bei Etty und Lionel Levy, ist in der Stadt 1943 und 1946 bezeugt. Ihr Vater gibt an, sie sei in England „angenommen“ worden, womit er wohl eine Adoption meint.[153]
- Herta Anny Kösterich, geborene Sanders, wurde am 27. April 1910 in Hinsbeck geboren; sie war die Tochter von Philipp Sanders und Pauline Sanders, geborene Schuster; sie heiratete 1936 in Wiesbaden Hermann Kösterich aus Frankfurt am Main (geboren am 1. Oktober 1910), Sohn von Joseph Kösterich (geboren am 14. November 1873) und Bertha Kösterich geborene NN (geboren am 6. Januar 1880); im gleichen Jahr reisten beide – ebenso wie seine Eltern – in die USA ein, Hermann und Herta erreichten am 4. November 1936 auf der Washington von Hamburg kommend New York (seine Eltern waren auf dem gleichen Schiff und der gleichen Route bereits am 22. April 1936 eingereist). Am 12. März 1937 wurden sie eingebürgert. 1938 bot Hermann Koesterich in Washington Heights seine Dienste als koscherer Metzger an. 1940 lebten Hermann und Herta mit seinen Eltern und seinem Bruder Bert (* wohl 1918) in Manhattan; am 27. Juli 1943 wurde er mit der Berufsbezeichnung „Lehrer (Sekundarstufe)“ für bis zu sechs Monate nach Kriegsende einberufen. Herta Koesterich starb am 10. Januar 1997, 86 Jahre alt, sie lebte zuletzt in Fort Lee (New Jersey); ein Sterbeeintrag für Hermann Kösterich ist nicht auffindbar.[154]

### Familie Jacob Sanders/Sara Reich
- Jacob Sanders, geboren am 23. November 1871 in Kaldenkirchen, war ein Sohn von Salomon Sanders (1822–1906), Metzger in Kaldenkirchen, und Adelheid Vasen, 38 Jahre alt [d. h. geboren 1832/33], sowie der jüngere Bruder von Philipp Sanders; er war Viehhändler, hatte am 10. Juni 1900 in Reckendorf Sara Reich geheiratet, die am 17. Februar 1873 in Eubigheim als Tochter von Leopold Reich, Handelsmann in Eubigheim, und Bertha Schloß geboren wurde; das Ehepaar und seine beiden Kinder Else und Lothar wohnten ebenfalls ins Hinsbeck in der Neustr. 16 (heute Neustr. 18); Sara Sanders starb am 8. Juli 1935 in Hinsbeck, 62 Jahre alt, und wurde in Kaldenkirchen auf dem jüdischen Friedhof bestattet; Jacob Sanders floh 1941 (gemeinsam mit Philipp und Paulina Sanders, s. o.) in die USA, er lebte 1941 in New York und starb im Mai 1951.[155]
- Else Rosa Landauer, geborene Sanders, geboren am 29. April 1901 in Hinsbeck, war die Tochter von Jacob Sanders, Händler in Hinsbeck, und Sara Sanders, geborene Reich; sie heiratete in erster Ehe German Schwarz und wohnte Anfang 1932 als Witwe (wieder) in Hinsbeck; sie heiratete am 16. Februar 1932 in zweiter Ehe in Frankfurt am Main Arthur Landauer, geboren am 25. Oktober 1895 in Tuttlingen, 1932 Kaufmann in Tuttlingen, Sohn von Ferdinand Landauer, Kaufmann, und Friederike Landauer geborene Holzmann; die gemeinsame Tochter Ursula wurde am 18. März 1933 in Tuttlingen geboren[156]. Arthur, Else und Ursula Landauer flohen im 1937 in die USA, am 17. November 1937 erreichten sie New York auf der RMS Berengaria von Cherbourg kommend. 1940 lebten sie in Manhattan/NY, West 147th Street; Arthur Landauer starb im Februar 1988 im Alter von 92 Jahren, seine letzte Wohnung hatte er in New York; Elsa Landauer (in den USA „Elsie“ genannt) starb am 21. November 1996 ebenfalls in New York City im Alter von 95 Jahren. Ursula Landauer lebte 1992 in Florida.[157]
- Leo Lothar Sanders, geboren am 11. November 1908 in Hinsbeck, Sohn von Jacob Sanders und Sara Sanders, geborene Reich, wohnte ebenfalls in Hinsbeck in der Neustr. 16 (heute Neustr. 18); er floh 1935 nach New York und lebte 1940 mit seiner Ehefrau Lieselotte Sanders, geborene Tasche in Manhattan; Lieselotte Tasche wurde am 7. August 1911 in Krefeld als Tochter von Gustav Tasche und Marie Willmer geboren. Sie begleitete Lothar Sanders auf der Flucht und heiratete ihn in Manhattan am 30. September 1937; anlässlich der Eheschließung konvertierte sie zum Judentum und nahm dazu den Vornamen Ruth an (amtlich hieß sie weiter Lieselotte); Lothar Sanders starb am 17. Oktober 1992 in New York, 82 Jahre alt, Lieselotte Sanders starb am 10. November 2004 im Alter von 93 Jahren, ihre letzte Wohnung hatte sie in New York.[158]

Die Stolpersteine für
- Philipp Sanders, Pauline Sanders, Erna Stern und Herta Kösterich
- Jacob Sanders, Sara Sanders, Else Landauer und Lothar Sanders

wurden am 9. November 2014 in Hinsbeck vor dem Haus Neustr. 18, dem Wohnhaus der Familie Sanders, verlegt.

## Kaldenkirchen
In Kaldenkirchen sind Juden seit dem Beginn des 18. Jahrhunderts in ununterbrochener Folge nachgewiesen. 1734 bzw. 1739 wurden Salomon Isaac bzw. der aus England zugezogene Mayer Laaser in Kaldenkirchen jeweils mit adeligen Paten getauft. 1761 heiratete der in Breyell geborene Metzger Samuel Benjamin die Gertrud Isaac; er nahm wohl 1808 den Familiennamen Sanders an und starb 1813.
„14 Juden werden 1806 in Kaldenkirchen gezählt, sechs Jungen und vier Mädchen und je zwei verheiratete Männer und Frauen“ also zwei Familien. Im Jahr 1843 wird weiterhin von zwei Familien berichtet, die jetzt allerdings 26 Personen umfassen. Am 13. Juli 1873 konnte (in der heutigen Synagogenstraße) eine Synagoge eingeweiht werden [die am 10. November 1938 im Rahmen in der Reichspogromnacht ebenso zerstört wurde wie die Synagoge in Breyell]. 1926 lebten 55 Juden in der Stadt. Ende 1927 waren es 21 „steuerpflichtige Einwohner israelitischer Konfession“. 1934 war die Zahl der Juden bereits auf 44 gesunken, 1936 auf 36; Anfang 1939 waren es noch 23, im März werden (im Zusammenhang mit der Erstellung der Kennkarten) noch 20 aufgelistet.

### Familie Bonn
- Alexander (Alex) Bonn, geboren am 18. Februar 1878 in Bracht, war der Sohn von Isaac Bonn (geboren 1838 in Waldniel) und Henriette Cappel (geboren 1843 in Brüggen); er war Kaufmann in Kaldenkirchen. Alex Bonn heiratete Emmy Leyens, geboren am 11. August 1888 in Schwanenberg, die Tochter von Gottschalk Leyens (Leijens) und Johanna Rubens.[163] Das Ehepaar wurde die Eltern von Walter und Hans Günther Bonn, die Familie wohnte 1927 in Kaldenkirchen, Hochstr. 22. Alex Bonn starb am 20. Juni 1930 in Kaldenkirchen durch Selbsttötung. Emmy Bonn wohnte (als Witwe wieder) in Schwanenberg, sie floh nach Venlo, wo sie 1938 lebte, ebenso noch am 1. Juli 1942; am 25. Mai 1943 wurde sie von Westerbork aus nach Sobibor deportiert und dort ermordet, sie wurde zum 28. Mai 1943 für tot erklärt.[164]
- Walter Bonn wurde am 5. Juni 1912 in Kaldenkirchen als Sohn von Alexander Bonn und Emmy Bonn, geborene Leyens, geboren; er lebte als Kaufmann in Kaldenkirchen, floh in die Niederlande, lebte 1935 in Venlo, im März 1939 in der Nieuwstraat 27[165]. Er heiratete 1940/41 Hermina (Mimi) Hertz, die am 13. Dezember 1918 in Voorburg als Tochter von Jacques Gustave Hertz und Rela Heymans zur Welt kam. Das Ehepaar wohnte am 1. Juli 1942 in Venlo, wurde in Westerbork interniert, 1942 nach Auschwitz deportiert. Walter Bonn wurde im April 1944 im KZ Auschwitz III Monowitz ermordet, zum 21. April 1944 für tot erklärt; Hermina Bonn geborene Hertz wurde ebenso wie ihre Eltern im Juni 1944 in Auschwitz ermordet und zum 30. Juni 1944 für tot erklärt.[166]
- Hans Günter (Eljakim) Bonn, geboren am 30. Juli 1921 in Kaldenkirchen war der jüngere Sohn von Alexander Bonn und Emmy Bonn, geborene Leyens. Er floh ebenfalls nach Venlo, wo er 1938 lebte; Hans Günter Bonn wurde in Westerbork interniert und 1942 von Westerbork nach Auschwitz deportiert; er überlebte den Krieg, wurde befreit und kehrte 1945 aus Auschwitz nach Venlo zurück. 1946 heiratete er Eva Hilde Wurm, das Ehepaar bekam einen Sohn, René Bonn (geboren 1947 in Venlo). Hans Günter Bonn starb am 15. April 1948 in Venlo „an den Folgen medizinischer Experimente in Auschwitz“ (Tuberkulose); er wurde auf dem neuen jüdischen Friedhof in Venlo bestattet, seine Witwe und der gemeinsame Sohn wanderten 1949 nach Israel aus.[167]
- Regina Keizer, geborene Bonn, geboren am 1. März 1880 in Bracht, Tochter von Isaak Bonn, Metzger in Bracht, und Henriette Bonn geborene Cappel, Ehefrau von Jacques Keizer – siehe unten

Die Stolpersteine für Emmy, Walter und Hans Günter Bonn wurden am 9. November 2014 vor ihrem Haus Kehrstr. 52 in Kaldenkirchen verlegt.

### Familie Cohen
Die Familie Cohen ist Anfang des 19. Jahrhunderts in Sambeek/NL bezeugt. Der dort geborene Levi Cohen siedelte aufgrund seiner Ehe mit einer Angehörigen der Familie Devries (siehe unten) nach Kaldenkirchen über.
- Levi Jehuda Cohen, wurde am 6. Juni 1849 in Sambeek als Sohn von David Levi Cohen (1807–1893) und Gertrudis de Witt (1814–1876) geboren. Er arbeitete (zumindest in Kaldenkirchen und Sonsbeck) als Lohgerbergeselle. Levi Cohen heiratete am 8. November 1886 in Kaldenkirchen Henriette (Jetta) Devries, die am 8. April 1861 in Kaldenkirchen als Tochter von Abraham Devries und Rebekka Devries, geborene Lion, zur Welt kam. Das Ehepaar wurde die Eltern von Eva (1887), Abraham (1889), Josef (1891), Berta (1894), Adolf (1899–1899), Jakob (1899) und Helene (1903) Cohen; sie lebten in Kaldenkirchen (1886/91), später in Sonsbeck (1894/99) und ließen sich dauerhaft in Kleve nieder. In den 1920er Jahren wohnte die Familie in Kleve in der Hagschen Straße 28, dort handelte Levi Cohen mit Gefrierfleisch. 1935 zogen Levi und Jetta Cohen nach Düsseldorf, wohnten wohl bei ihrer Tochter Berta Franck.[170] Am 3. März 1939 emigrierten Levi und Jetta Cohen (er im Alter von 90 Jahren) in die Niederlande; dort lebten sie bei der Schwägerin Sara Cohen-Sousman Natan. Levi Cohen starb am 18. September 1940 in Cuijk. Jetta Cohen war ab 9. April 1943 im Durchgangslager Vught/NL des KZ Hertogenbosch interniert und wurde dort am 8. Mai 1943 ermordet.[171]
- Eva Cohen, geboren am 20. August 1887 in Kaldenkirchen, war die Tochter von Levi Jehuda Cohen und Henriette Cohen, geborene Devries, sie blieb ledig, versorgte bis 1935 Jahren ihre Eltern, wohnte Ende 1938 noch in Kaldenkirchen, zuletzt in Kleve, im März 1939 in Kaldenkirchen und schließlich in Düsseldorf; am 10. November 1941 wurde sie (mit der Berufsbezeichnung Arbeiterin) ab Düsseldorf in das Ghetto Minsk/Weißrussland deportiert und dort ermordet.[172]
- Abraham Cohen wurde am 31. Oktober 1889 in Kaldenkirchen als Sohn von Levi Jehuda Cohen, Lohgerber in Kaldenkirchen, und Henriette Cohen, geborene Devries, geboren. Er war Kaufmann von Beruf, Viehhändler als Mitinhaber der Firma Sanders, Erben & Co. Abraham Cohen heiratete am 29. April 1926 in Breyell Else Levy, die am 8. April 1900 Breyell als Tochter von Bernhard Levy und Rosina Levy geborene Krebs zur Welt kam. 1927 wohnte das Ehepaar in Kaldenkirchen, Bahnhofstr. 82 (heute Nr. 76). 1928 wurde ihr gemeinsames Kind Erich Bernd Cohen geboren. Später wohnte die Familie auf der Schlageterstr. 18. Am 9. November 1938 lebte Abraham Cohen als Viehhändler (mit Berufsverbot) in Kaldenkirchen, vom 17. November 1938 bis zum 22. Dezember 1938 war er in „Schutzhaft“ in Dachau interniert; 1939 war er Vorsteher der Synagoge. Im März 1939 wohnte die Familie in Kaldenkirchen, Bahnhofstr. 82 (heute Nr. 76) (der Sohn floh in diesem Jahr in die Niederlande), zog dann mit seiner Ehefrau „von Kaldenkirchen aus in das schon von weiteren Juden bewohnte Haus Vorbruch 3a“ in Breyell, wo sie noch zuletzt lebten. Am 11. Dezember 1941 wurden Abraham (jetzt als „Melker“ bezeichnet) und Else Cohen von Düsseldorf nach Riga deportiert; Abraham Cohen wurde dort ermordet, Else Cohen überlebte Ghetto und KZ Riga und wurde schließlich nach Stutthof deportiert, wo sie am 1. Oktober 1944 ermordet wurde.[173]
- Erich Bernd (Eric B.) Cohen, geboren am 2. April 1928 in Kaldenkirchen, Sohn von Abraham Cohen und Else Levy, 1939 in den Niederlanden und dann mit einem sogenannten Kindertransport nach England geflüchtet, überlebte. Er heiratete Cynthia Greenspan und bekam einen Sohn (1969).[174]
- Josef Cohen, geboren 10. Oktober 1891 Kaldenkirchen, Sohn von Levi Jehuda Cohen und Henriette Cohen, geborene Devries, Ehemann von Marta (Anne) Leyens (geboren 10. März 1900); floh mit der Ehefrau und den beiden Kindern (Gerald Julius, 13. April 1927, und Gisela, geboren 23. Mai 1930) nach Großbritannien, wo er eine Kartonagenfabrik aufbaute. Marta Cohen starb 1975, Josef Cohen 1982. Gerald Julius bekam 4 Kinder und 10 Enkel; Gisela heiratete Leonard Ison (2. Oktober 1923 – 28. Oktober 1985), wurde mehrfach Mutter, und starb am 26. Juli 1991 in Jerusalem[175]
- Berta Cohen, geboren am 5. Januar 1894 in Sonsbeck, heiratete den Metzger Paul Franck (geboren 21. Juni 1887 in Düsseldorf); beide wurden (gemeinsam mit ihrer Schwester Eva Cohen) am 10. November 1941 ab Düsseldorf nach Minsk deportiert und später dort ermordet. Das Ehepaar hatte zwei Kinder, Edith Franck (geboren 23. Mai 1928 Düsseldorf) und Gottlieb Franck (geboren 21. Juni 1931 Düsseldorf), beide wurden am 23. Januar 1939 in die Niederlande geschickt, sie kamen am 19. Januar in Nijmegen an, wohnten ab 23. Januar kurze Zeit in Rotterdam, dann in zwei Waisenhäuser in Amsterdam; beide wurde ab 11. Februar 1943 in Westerbork interniert und am 2. März 1943 nach Sobibor deportiert, wo sie am 5. März 1943 ermordet wurden.[176]
- Jakob Cohen, geboren 28. Juni 1899 in Sonsbeck, verheiratet mit Elise Kern (geboren 28. April 1904 in Edenkoben); er arbeitete als Metzger, ab 1938 als Hausmeister in der jüdischen Schule und Synagoge. Jakob und Elise Cohen sind die Eltern von Herbert Cohen (23. Januar 1931 Goch) und Margot Cohen (15. September 1932 Goch); sie wurden am 27. Oktober 1941 ab Düsseldorf nach Litzmannstadt deportiert, am 6. Mai 1942 nach Kulmhof und dort am 7. Mai 1942 vergast. Herbert und Margot Cohen wurden am 29. Dezember 1938 in die Niederlande gebracht, sie kamen in Amsterdam unter. Herbert Cohen wurde später in Westerbork interniert und am 25. Oktober 1944 in Auschwitz ermordet; Margot Cohen überlebte versteckt den Krieg, wurde von ihrer Tante Helena und ihrem Onkel Adolf Ermann aufgenommen und zog mit ihnen später in die USA. Sie heiratete Irwin Jack Keinon (10. März 1931), bekam mehrere Kinder und starb 1985 in Denver.[177]
- Helena (Lenchen) Cohen, geboren am 18. Oktober 1903 in Kleve. Sie heiratete Adolf Ermann (geboren 8. November 1888). Das Ehepaar lebte in Düsseldorf, floh 1939 nach Haiti. Nach dem Krieg nahmen sie ihre Nichte Margot Cohen bei sich auf. Anfang der 1950er Jahre zogen Helena und Adolf Ermann nach San Francisco. Helena Ermann geborene Cohen starb am 10. Juli 1961 in Alameda/USA, Adolf Ermann am 17. Dezember 1970.

Die Stolpersteine für Jakob, Elise, Herbert und Margot Cohen wurden am 4. Juni 2014 in Sonsbeck vor dem Haus Herzogstr. 8 verlegt. Nach dem Willen der Angehörigen werden für Eva, Abraham und Else Cohen keine Stolpersteine verlegt.

### Familie Defries (Devries)
Die Familie Defries oder Devries ist ab 1837 mit Abraham Defries als Metzger in Kaldenkirchen bezeugt. Abraham Defries wurden am 30. Dezember 1800 in Uden in Nordbrabant geboren und kam nach Kaldenkirchen durch die Heirat (1824) mit der wesentlich älteren Witwe Rachel Sanders geborene Lion, die am 14. Dezember 1781 in Sambeek als Tochter von Levie Arie Joseph Lion und Hendrina David Gans zur Welt gekommen war; sie hatte in erster Ehe Salomon Sanders (✡1822) geheiratet; Rachel Lion starb 1850 in Kaldenkirchen, die Ehe blieb kinderlos. In zweiter Ehe heiratete Abraham Defries 1850 Rebecca/Rabeca Lion, die 1825 in Vierlingsbeek geboren wurde und 1904 in Kaldenkirchen starb.
Abraham und Rebecca Defries sind die Eltern der in Kaldenkirchen geborenen
1. Sibylla de Wijze (6. März 1853 – 17. September 1938), die 1881 den Metzger Samuel de Wijze (1853–1933) aus Boxmeer/NL heiratete und dorthin verzog – ihre Kinder und Schwiegerkinder wurden fast alle während der Shoah ermordet[180]
2. Simon Defries (24. Oktober 1855 – 2. Januar 1939), der als Metzger in Kaldenkirchen lebte (siehe unten)
3. Jakob Defries (9. Juni 1858 – 28. November 1908), der 1886 Henriette Koopmans aus Weeze (1860–1935) heiratete und sich dort als Metzger niederließ – ihr ältester Sohn fiel im Ersten Weltkrieg, die übrigen Kinder überlebten den Holocaust
4. Henriette Cohen (8. April 1861 – 8. Mai 1943), die Levi Cohen heiratete und im Lager Vught ermordet wurde (siehe oben)
5. Wilhelmina Sanders (9. Mai 1866 – 7. Oktober 1959), die Simon Sanders heiratete, die Shoah in Amsterdam versteckt überlebte und nach dem Krieg in die USA emigrierte (siehe unten)

- Simon Defries wurde am 24. Oktober 1855 in Kaldenkirchen als Sohn von Abraham Defries, Metzgermeister in Kaldenkirchen, und Rebecca Defries geborene Lion geboren. Er heiratete am 6. Juli 1903 in Aachen Henrietta Holländer, die am 15. September 1865 in Eschweiler als Tochter von Benjamin Holländer, Handelsmann in Eschweiler, und Sara Holländer geborene Menken zur Welt kam und vor ihrer Heirat in Aachen wohnte. Die Ehe blieb kinderlos. Simon Defries arbeitete 1927 als Metzgermeister in Kaldenkirchen und wohnte mit seiner Ehefrau im Haus Bahnhofstraße 82 (heute Nr. 76 – das über der Haustür angebrachte Relief eines Stierkopfes geht auf ihn zurück). Nachdem er beim Novemberpogrom eine Treppe hinuntergestürzt war, starb er am 2. Januar 1939 in Kaldenkirchen; er wurde auf dem jüdischen Friedhof in Kaldenkirchen bestattet. Seine Witwe wohnte im März 1939 weiter in Kaldenkirchen, zuletzt Schlageterstraße, bevor sie noch in 1939 in die Niederlande nach Deventer floh. Sie wohnte zuletzt in Deventer, Snippelingsdijk 11, oder (am 1. Juli 1942) in der Geert Grootestraat 7, wurde in Westerbork interniert, 1943 nach Auschwitz deportiert und dort ermordet; vom Amtsgericht Lobberich wurde sie am 1. Juni 1951 zum 1. Februar 1943 für tot erklärt.[181] Henrietta Holländer war die Tante von Edith Frank-Holländer, der Mutter von Margot und Anne Frank.[182]
- Johanna Devries wurde am 9. Januar 1880 als Tochter von Moses Adolph Devries (geboren 1840 in Uedem) und Antoinette Devries geborene Jacobs (geboren 1846 in Goch) in Goch geboren. Sie war die jüngere Schwester des Pelzhändlers Adolf de Vries aus Goch, dem letzten Vorsteher der jüdischen Gemeinde in Goch; Adolf de Vries (geboren am 28. Mai 1876 in Goch) wurde am 18. Juli 1942 in Litzmannstadt ermordet. Johanna Devries blieb ledig, „war Rentnerin und wohnte in der Mühlenstraße 47 in Goch. Sie verließ Goch im Juli 1939 und zog zu Verwandten nach Kaldenkirchen; von hier aus wurde sie am 10. Dezember 1941 [d. h. am 11. Dezember 1941 ab Düsseldorf] nach Riga deportiert“ und ermordet.[183]

Der Stolperstein für Johanna Devries wurde am 4. Juni 2014 in Goch vor dem Haus Voßstr. 12 verlegt. Die Stolpersteine für Simon und Henrietta Devries wurden am 17. Februar 2016 vor ihrem Haus Bahnhofstr. 76 in Kaldenkirchen verlegt.

### Familie Grunewald
1837 ist Elias Grunewald als Metzger in Kaldenkirchen bezeugt, 1847 sind es dessen Söhne, der Metzger Josef Gronewald (geboren 3. Juni 1811), der Handelsmann Salomon Gronewald (22. Februar 1815) sowie Simon Gronewald (31. Januar 1817) als Gehilfe.
- Elias Grunewald wurde am 21. Dezember 1855 in Kaldenkirchen als Sohn von Salomon Grunewald und Friederica Grunewald, geborene Stern, geboren; er betrieb ein Warenhaus in Kaldenkirchen an der Ecke Kehrstr./Grenzwaldstr. Elias Grunewald heiratete am 17. August 1886 in Kaldenkirchen Rosalia Voos, die am 20. Dezember 1850 in Immerath als Tochter von Michael Voos und Eva Voos geborene Kaufmann zur Welt kam und vor ihre Heirat in Erkelenz wohnte. Elias und Rosalia Grunewald sind die Eltern unter anderen von Sigmund (1887), Selma (1888) und Ernst (1894) Grunewald. Rosalia Grunewald starb als Witwe von Elias Grunewald wohl 1924[186]
- Sigmund Grunewald (Schlomo ben Elijahu) wurde am 27. Mai 1887 in Kaldenkirchen als Sohn von Elias Grunewald und Rosalie Grunewald geborene Voos geboren. Er heiratete Catharina (Käthe) Joachim, die am 12. Juni 1888 in Königs Wusterhausen als Tochter von Simon Joachim und Johanna Joachim geborene Fränkel zur Welt kam, der gemeinsame Sohn Rolf Grunewald wurde am 26. Februar 1920 in Kaldenkirchen geboren. 1927 wohnte die Familie auf der Breyeller Straße 1, im gleichen Jahr wird Sigmund Grunewald als Zigarrenfabrikant und Gesellschafter der Zigarrenfabrik Sanders, Grunewald & Co. angegeben. Später ist er Arbeiter in einer Färberei. Siegmund Grunewald floh in die Niederlande, lebte 1937 in Venlo, wo er nach dem deutschen Einmarsch untertauchen musste und am 7. Dezember 1942 starb; er wurde auf dem jüdischen Friedhof von Venlo bestattet. Catharina Grunewald und ihr Sohn Rolf meldeten sich am 2. August 1937 ins niederländische Tegelen ab, sie lebten 1942–1944 versteckt in Well/NL und überlebten den Krieg. Beide wanderten nach dem Krieg nach Südamerika aus, lebten erst in Montevideo, dann in Buenos Aires. Rolf Grunewald heiratete 1957 Sonja Strang aus Berlin. Catharina Grunewald starb am 2. Mai 1971 in Buenos Aires, Rolf Grunewald lebte noch 1989.[187]
- Selma Grunewald wurde am 17. Mai 1888 in Kaldenkirchen als Tochter von Elias Grunewald, Kaufmann in Kaldenkirchen, und Rosalie Grunewald geborene Voos geboren. Sie heiratete am 24. Januar 1911 in Kaldenkirchen den Kaufmann Gustav Heumann, der 10. Februar 1878 in Körrenzig als Sohn von Simon Heumann, Metzger, und Johanna Heumann geborene Mendel zur Welt kam; Gustav Heumann wohnte vor seiner Heirat in Linnich. Selma Grunewald starb vor 1925. Gustav Heumann war zuletzt mit Paula Heumann geborene Alexander, geboren am 28. September 1885 in Leiffarth als Tochter von Jakob Alexander und Sibilla Alexander geborene Mandel, verheiratet, beide wurden im März 1942 nach Izbica deportiert und dort ermordet[188]. Irene Heumann, die Tochter von Gustav und Selma Heumann, geboren am 19. Januar 1912 in Linnich, wurde am 7. Oktober 1939 in die Heil- und Pflegeanstalt Düren und von dort am 12. Februar 1941 in die psychiatrische Anstalt Düsseldorf-Grafenberg gebracht; wahrscheinlich ist sie den systematischen Krankenmorden zum Opfer gefallen.[189] Ihre Schwester Lotte Heumann (geboren in Linnich vielleicht 1915) floh 1937 nach England; hier lebte sie noch 1988 in einem Seniorenheim in London[190]. Auch der Sohn Siegfried (Fred) Heumann aus der zweiten Ehe (geboren am 11. Dezember 1925 in Linnich) überlebte den Holocaust; er floh am 10. Mai 1939 zu einem Onkel nach Frankreich, wurde von dort nach Südfrankreich gebracht und gelangte mit einem Kindertransport in die USA; dort studierte er Germanistik und erhielt eine Professur an der City University of New York, er wurde Rabbiner und siedelte schließlich nach Israel über[191][192]
- Ernst Grunewald wurde am 5. September 1894 in Kaldenkirchen als Sohn von Elias Grunewald, Kaufmann in Kaldenkirchen, und Rosalie Grunewald geborene Voos geboren. Ernst Grunewald war von Beruf Kaufmann. Er heiratete (Aufgebot 1920/21 Kaldenkirchen) Johanna Servos, die am 2. Mai 1892 in Anrath als Tochter von Simon Servos und Fanny Servos geborene Abraham zur Welt kam; die gemeinsamen Kinder Günther Grunewald und Hans Grunewald wurden am 3. März 1923 bzw. 13. Juni 1926 in Kaldenkirchen geboren. 1927 wohnte die Familie in Kaldenkirchen auf der Kehrstraße 49, später (1935 oder früher) zog sie nach Krefeld um, wohnte zuletzt auf der Neußer Straße 38. Am 22. April 1942 wurde Günther Grunewald (der 1941 als Maschinenschlosser bezeichnet wurde) ab Düsseldorf nach Izbica deportiert und später dort ermordet. Am 15. Juni 1942 wurden Ernst, Johanna und Hans Grunewald mit dem Transport „Da 22“ wohl mit Ziel Izbica deportiert. „Nach der „Selektion“ auf einem Nebengleis in Lublin wurden zunächst etwa 100 Männer aus dem Transport „Da 22“ in das Lager Majdanek gebracht. Vermutlich wurde der Zug anschließend direkt nach Sobibor geleitet, ohne zuvor noch das Durchgangsghetto von Izbica zu berühren.“[193]
- Emma Grunewald war eine Tochter von Elias Grunewald und Rosalia Voos[194]; eine Emma Scheffel geborene Grunewald, geboren in Kaldenkirchen, ist Ende 1938 in Berlin-Wilmersdorf bezeugt. Das Schicksal von Emma Grunewald ist unbekannt[195]
- Hubert Robert Grunewald wurde am 31. Juli 1867 in Kaldenkirchen als Sohn von Salomon Grunewald, Handelsmann in Kaldenkirchen, und Frederica Grunewald geborene Stern geboren. Er war mit Lina Blumenthal verheiratet (geboren 1. April 1871), von der er fünf Kinder bekam: Martha, Klara, Sigmund, Erna Emma und Erich. Lina Grunewald starb 1940, sie wurde auf dem jüdischen Friedhof in Krefeld bestattet. Hubert Robert Grunewald wohnte zuletzt in Krefeld, Neußer Str. 65. Er wurde am 25. Juli 1942 ab Düsseldorf nach Theresienstadt deportiert (Transport VII/2 Zug Da 71, Häftlingsnummer 466) und dort am 4. Februar 1943 ermordet.[196] Erich und Erna Grunewald wurden am 11. Dezember 1941 ab Düsseldorf nach Riga deportiert, Erna wurde dort 1943 ermordet, Erich am 28. Februar 1944. Klara Grunewald (geboren 20. März 1896 in Krefeld) wurde nach Theresienstadt deportiert und überlebte den Holocaust; Sigmund Grunewald (geboren 24. Februar 1898 Krefeld) überlebte ebenfalls den Holocaust, wobei Genaueres nicht bekannt ist, und wanderte nach 1945 in die USA aus. Zu Martha Grunewald (geboren 20. September 1894 Krefeld) liegen außer dem Geburtsdatum keine weiteren Nachrichten vor.[197]

Die Stolpersteine für Ernst, Johanna, Günther und Hans Grunewald wurden am 9. November 2014 vor ihrem Haus Kehrstr. 49 in Kaldenkirchen verlegt.
Bemerkenswert ist die Entwicklung der jüngeren Linie der Familie Grunewald: „Der soziale Aufstieg der Familie Simon Grunewald ist vor allem durch die am 1.6.1852 geschlossene Ehe Simon Grunewalds mit Ida Alsberg geprägt gewesen. Ida Alsberg war am 3.5.1825 in Sendenhorst als Tochter des Frucht- und Ellenwarenhändlers Levi Alsberg (1778–1846) und seiner Frau Mädelchen Wolf geboren worden. Schon Idas Großvater Salomon Ansel (diesen Namen führten die Alsberg bis 1821) war 1787 als „Handelsjude“ der größte Steuerzahler in Sendenhorst. Ihr gleichnamiger Bruder Salomon Alsberg legte den Grund für den später beinahe deutschlandweit agierenden Kaufhauskonzern „Gebr. Alsberg““ Die Verwandtschaft mit der Familie Alsberg förderte verwandtschaftliche Beziehungen auch in der zweiten Generation:
- Simons Tochter Henriette Grunewald (1856–1933) heiratete den Kaufmann Julius Löwenstein (1852–1939); deren Sohn war der Psychiater Otto Löwenstein (1889–1965)
- Otto Löwensteins Schwester Marta (1894–1997) war die Ehefrau des Juristen August Wimmer (1899–1988)
- Simon Grunewalds Sohn war der Sanitätsrat Joseph Julius Grunewald (1860–1929), dessen Tochter die Zoologin Marta Grunewald (1889–1965), die ihren Vetter Otto Löwenstein heiratete.
- Joseph Julius Grunewalds Tochter, die Kinderärztin Elisabeth Grunewald (1893–1985) war die Ehefrau des Physikers Alfred Landé (1888–1976)

### Familie Hoffstadt
Die Familie Hoffstadt ist mit dem Metzger Emanuel Hofstädt bereits im Jahr 1813 in Kaldenkirchen nachgewiesen, wohl der gleiche Emanuel Hoffstadt 1837 als Altwarenhändler und 1847 (hier mit Geburtsdatum 19. September 1784) als Trödler. Sein Sohn Samuel Hoffstadt wurde am 12. Februar 1815 in Kaldenkirchen geboren und wird 1847 als (dessen) „Gehilfe“ bezeichnet. Ein Dutzend Jahre später, 1859, wird der gleiche Samuel Hoffstadt durch seine Ehefrau Sibilla Hoffstadt geborene Strauß (geboren am 8. Dezember 1839) in „Nattesheim in Preußen“ (Nettesheim oder Nettersheim?) Vater von Joseph Hoffstadt; nach der offensichtlichen Rückkehr Samuel Hoffstadts nach Kaldenkirchen (wo er nun als Handelsmann auftritt) folgen weitere Kinder: Emanuel (1864), Regina (1866), Moses (1868), Jacob (1871) und Helena (1874), Friede (1881). Sibilla Hoffstadt geborene Strauß starb am 23. Mai 1926 in Kaldenkirchen und wurde hier auf dem jüdischen Friedhof bestattet.
- Joseph Hoffstadt wurde am 23. Februar 1859 in Nettesheim/Preußen als Sohn von Samuel Hoffstadt und Sibilla Hoffstadt geborene Strauß geboren; es ist davon auszugehen, dass er seine Jugend in Kaldenkirchen verbrachte. Er heiratete am 5. Februar 1888 in Burg-Gräfenrode Rosina Moses (geboren am 7. April 1855 in Burg-Gräfenrode, gestorben am 27. Juli 1889 in Burg-Gräfenrode), Tochter von Bär Moses, Handelsmann, und Bettchen Manasse, und nach dem frühen Tod seiner Frau dann (1891 oder früher) Täubchen Nauheimer, die am 24. Oktober 1927 in Burg-Gräfenrode starb. Joseph Hoffstadts Todestag ist nicht bekannt. Von seinen fünf Kindern starben drei vor 1920. Das älteste, Siegfried Samuel Hoffstadt (5. Februar 1889, aus erster Ehe), der in Kaiserslautern und später in Berlin lebte, war vom 12. November bis zum 16. Dezember 1938 in Dachau interniert und wurde am 17. November 1941 nach Kaunas deportiert und dort am 25. November 1941 ermordet. Das jüngste, Max (9. Mai 1900), war seit 15. Juli 1927 mit Gerti Grünwald verheiratet; er verkaufte 1937 den Familienbesitz in Burg-Gräfenrode, um seine Flucht nach Haifa zu finanzieren, „kehrte nach dem Krieg nach Frankfurt zurück und betrieb dort ein Textilgeschäft“, und starb am 5. Juni 1974 in Troisdorf.[201]
- Emanuel Hoffstadt wurde am 5. Mai 1864 in Kaldenkirchen als Sohn von Samuel Hoffstadt, Handelsmann in Kaldenkirchen, und Sibilla Hoffstadt, geborene Strauß, geboren. Von Beruf Viehhändler zog er am 1. März 1898 in Straelen zu, wohnte Annastr. 7, zuletzt Adolf-Hitler-Str. 24; er sollte am 25. Juli 1942 ab Düsseldorf nach Theresienstadt deportiert werden, starb aber eine Woche zuvor, am 16. Juli 1942 in Straelen und wurde auf dem jüdischen Friedhof in Geldern bestattet. Emanuel Hoffstadt hatte am 25. November 1908 in Fränkisch-Crumbach Amalia Neu, genannt Malchen, geboren am 3. Juni 1866 in Fränkisch Crumbach, geheiratet; sie starb am 30. November 1939 in Straelen und wurde in auf dem jüdischen Friedhof in Geldern bestattet. Ihr einziger Sohn war Siegfried Hoffstadt (1908).[202]
- Siegfried Hoffstadt wurde am 25. November 1908 in Straelen als Sohn von Emanuel Hoffstadt und Amalia Hoffstadt, geborene Neu geboren. Er war vom 17. November 1938 bis zum 10. Januar 1939 in „Schutzhaft“ in Dachau und wurde am 11. Dezember 1941 nach Riga deportiert und dort ermordet.[203] „Der letzte Jude, der in Salaspils [dem Außenlager des Ghettos Riga,] erhängt wurde – wegen Stehlens von Brot – war ein Hofstadt aus Straelen“[204] „Siegfried Hoffstadt aus Straelen war im Lager Salaspils mit Max [Lion] zusammen, und sie gingen zusammen zur Arbeit. Und sie haben ein Stückchen Butter gehabt und ich glaube, auch ein Stückchen Brot und sind geschnappt worden. Daraufhin hat Siegfried zu Max gesagt: „Weißt du Max, ich nehm’ die Schuld auf mich. Du hast noch Frau und Kind.“ Und der Siegfried ist nicht erhängt, sondern erschossen worden. Das hat mir mein Mann Max später erzählt.“[205]
- Regina Hoffstadt wurde am 29. Merz 1866 in Kaldenkirchen als Tochter von Samuel Hoffstadt, Handelsmann in Kaldenkirchen, und Sibilla Hoffstadt geborene Strauß geboren. Seit 1888 arbeitete sie in einer Mönchengladbacher Metzgerei. Sie heiratete am 19. September 1902 in Kaldenkirchen Peter Decker, die am 25. Februar 1874 in Meerssen, Niederlande geboren war. Sie wohnten auf der Luïsenstraße 28 und 104 in Mönchengladbach und hatten vier Kinder. Nach einem Unfall starb sie am 25. Juli 1930 und wurde auf dem jüdischen Friedhof bestattet.
- Moses Hoffstadt wurde am 26. Oktober 1868 in Kaldenkirchen als Sohn von Samuel Hoffstadt, Handelsmann in Kaldenkirchen, und Sibilla Hoffstadt geborene Strauß geboren. Er heiratete am 19. Mai 1897 in Kaldenkirchen Julie Sanders, die am 9. September 1859 in Kaldenkirchen als Tochter von Salomon Sanders, 37 Jahre alt, Handelsmann in Kaldenkirchen, und Adelheid Sanders geborene Vasen zur Welt kam. Moses Hoffstadt war zu dieser Zeit Zigarrenmacher. 1927 wohnte das Ehepaar in Kaldenkirchen in der Kehrstr 18, in der Zeit war Moses Tabakwarenhändler. Julie Hoffstadt starb am 4. Dezember 1938 in Kaldenkirchen, Moses Hoffstadt starb am 23. Februar 1941 in Kaldenkirchen, beide wurden in Kaldenkirchen auf dem jüdischen Friedhof bestattet.[206]
- Jacob Hoffstadt wurde am 26. März 1871 in Kaldenkirchen als Sohn von Samuel Hoffstadt, Handelsmann in Kaldenkirchen, und Sibilla Hoffstadt geborene Strauß geboren. Er war Fellhändler von Beruf, wohnte 1927 in Kaldenkirchen, Hockstr. 8, am 18. November 1938 dann in Straelen, zuletzt in der Adolf-Hitler-Str. (Hausnummer unleserlich); er wurde am 25. Juli 1942 ab Düsseldorf nach Theresienstadt (Transport VII/2 Zug Da 71, Häftlingsnummer 538), am 21. September 1942 nach Treblinka deportiert (Transport Bp, Häftlingsnummer 1252) und dort wohl unmittelbar nach der Ankunft ermordet.[207]
- Helena/Lea Rothenstein geborene Hoffstadt wurde am 24. Dezember 1874 in Kaldenkirchen als Tochter von Samuel Hoffstadt und Sibilla Hoffstadt geborene Strauß geboren. Sie heiratete John Rothenstein, Ladenbesitzerin in Viersen, 1938 wohnte sie als Witwe auf der Gladbacher Str. 70; am 11. Dezember 1941 wurde sie ab Düsseldorf nach Riga deportiert und später dort ermordet; beider Sohn Rudolf Rothenstein überlebte den Holocaust und wohnte im Jahr 1991 in Haifa.[208]
- Friede Hoffstadt wurde am 3. August 1881 in Kaldenkirchen als Tochter von Samuel Hoffstadt und Sibilla Hoffstadt, geborene Strauß, geboren. Sie war Näherin von Beruf. Sie starb am 4. Dezember 1927 und wurde auf dem jüdischen Friedhof bestattet.

Die Stolpersteine für Emanuel und Siegfried Hoffstadt wurden am 11. Dezember 2013 vor dem Haus Annastr. 7 in Straelen verlegt. Der Stolperstein für Jacob Hoffstadt wurde am 10. Juli 2013 vor dem Haus Hockstr. 8 in Kaldenkirchen verlegt.

### Familie Keizer
- Jakob (Jacques) Keizer wurde am 25. März 1878 in Venlo als Sohn von Simon Keizer (1850–1924) und Rosetta Keizer geborene Elekan (1855–1910) geboren[211]. Er war niederländischer Staatsbürger und kaufmännischer Angestellter von Beruf. Er heiratete – jetzt als Kaufmann – am 22. Juli 1907 in Kaldenkirchen Regina Bonn, die am 1. März 1880 in Bracht als Tochter von Isaak Bonn, Metzger in Bracht, und Henriette Bonn geborene Cappel zur Welt gekommen war. Jacques und Regina Keizer sind die Eltern von Paul Simon (1909), Etty (1911) und Ilse (1914) Keizer. 1927 wohnte die Familie in Kaldenkirchen in der Steyler Str. 35. Nach der Flucht in die Niederlande lebten Jacques und Regina 1939 in Venlo am Stalbergweg, später in Amsterdam in der Christiaan de Wetstraat 56 II. Sie wurden in Westerbork interniert, wo Jacques am 30. Januar 1944 ermordet und am 31. Januar 1944 eingeäschert wurde; er ist auf dem Friedhof von Diemen bestattet (Feld U, Reihe 14, Grab 19). Regina wurde von Westerbork nach Auschwitz deportiert, wo sie ermordet wurde; sie wurde später zum 11. Februar 1944 für tot erklärt.[212]
- Paul Simon Keizer wurde am 29. Juni 1909 Kaldenkirchen als Sohn von Jacques Keizer und Regina Keizer geborene Bonn geboren. Auch er war niederländischer Staatsangehöriger und Kaufmann von Beruf. Paul Simon Keizer wohnte in Kaldenkirchen in der Steyler Str. 5. 1933 wurde er wegen staatsfeindlicher Äußerungen angeklagt, aber nicht verurteilt (siehe unten). Am 20. Januar 1935 heiratete er in Zagreb Mira Friedericka Glücks, geboren am 3. Mai 1912 in Slunj/Jugoslawien. Das Ehepaar lebte in Israel, kehrte 1938 in die Niederlande zurück, während er in Deutschland unter den Verdacht der Beihilfe illegaler Judenabwanderung geriet. Am 24. Dezember 1942 wurde in Amsterdam die Tochter Nada Keizer geboren. „Paul, Mira und Tochter Nada wurden am 5. April 1944 von Amsterdam über Westerbork nach Theresienstadt deportiert.“ Am 8. Mai 1945 wurden alle drei von der Roten Armee befreit. Am 7. Mai 1946 wurde in Amsterdam die Tochter Etty (Esther) geboren. Die Familie wohnte dort zuletzt in der Ceintuurbaan 85 II, emigrierte 1947 in die USA emigrierte (Ankunft in New York am 4. Juni 1947 mit KLM-Flug von Amsterdam[213], Paul Simon Keizer gab bei der Einreise als Beruf Möbelmacher an), ließ sich in Kalifornien nieder und erhielt am 8. Mai 1953 die US-amerikanische Staatsbürgerschaft. Paul Simon Keizer starb am 4. Mai 1974 in Los Angeles; Mira Keizer hieß später Mira Hass, hatte offenbar Willy L. Hass[214] geheiratet, und starb am 8. August 2001, 89 Jahre alt, auch sie wohnte zuletzt in Los Angeles. Nada (die sich in den USA Nadia Holland nannte) heiratete am 23. August 1970 in Los Angeles den 32-jährigen Edward R Berger, wurde im Dezember 1971 geschieden, und starb am 1. November 1990 ebenfalls in Los Angeles durch Selbsttötung. Etty heiratete am 2. Juli 1967 Gary D Dolin, wurde im November 1971 geschieden, und lebte um 1999 in San Francisco.[215]

„Am 31.3.1933, wenige Tage nach der Verabschiedung des „Ermächtigungsgesetzes“ hielt Dr. Josef Goebbels „Reichsminister für Volksaufklärung Propaganda“ über alle Rundfunksender eine groß angekündigte Rede. Auch in Kaldenkirchener Lokalen wurden die Radiogeräte auf entsprechende Lautstärke gestellt, damit alle „Volksgenossen“ diese Rede hören konnten, die sich als Hetzrede gegen die Juden mit dem Aufruf zum Boykott jüdischer Geschäft entpuppte.“
„Am folgenden Tag teilt der Ortsgruppenleiter der N.S.D.A.P. E.L. [Lormann] tel. dem Bürgermeister mit, daß SA-Leute den P. Keizer ins Kaldenkirchener Polizeigefängnis eingeliefert hätten, weil dieser zur gestrigen Rede Göbbels im Rundfunk im Lokal A. Weingarten erklärte, daß an den Greuelnachrichten doch etwas Wahres sei. Am 2.4.1933 wurde P. Keizer dem Amtsgericht Lobberich zugeführt und gegen ihn Anklage wegen Verstoßes gegen § 3 des Heimtückegesetzes erhoben, die Haft wegen „Fluchtgefahr“ bestätigt.“
„Dass es nicht zu einer Verurteilung kam, verdankte Keizer zwei Umständen: Zum einen war er Jude niederländischer Staatsangehörigkeit, zum anderen waren jene Kaldenkirchener, mit denen er im Lokal Weingarten gesessen hatte, bis auf eine Ausnahme nicht bereit, ihren jüdischen Mitbürger zu belasten. Der eine hatte sich ganz auf die Rede von Dr. Göbbels konzentriert, der andere hatte wegen der allgemeinen Diskussion im Lokal nichts verstanden, andere konnten sich nicht erinnern usw. Ins Blickfeld der Gestapo geriet Keizer nach 1937. Er half Juden bei der illegalen Auswanderung aus Deutschland von Venlo aus und obwohl das Haus seiner Eltern in Kaldenkirchen unter dauernder Beobachtung stand, war ihm nichts nachzuweisen.“
- Rosetta Henriette (Etty) Keizer wurde am 23. Juli 1911 in Kaldenkirchen, als Tochter von Jacques Keizer und Regina Keizer geborene Bonn geboren. Sie wohnte 1927 in Kaldenkirchen bei ihren Eltern auf der Steyler Str. 35 und arbeitete als Kontoristin. Mit ihren Eltern floh sie in die Niederlande, wohnte 1939 in Venlo, 1940 dort am Stalbergweg, dann in Amsterdam in der Christiaan de Wetstraat 56 II. Sie wurde in Westerbork interniert, 1942 von Westerbork nach Auschwitz deportiert und dort ermordet; zum 31. August 1942 wurde sie später für tot erklärt.[217]
- Ilse Keizer wurde am 5. Juni 1914 in Kaldenkirchen als Tochter von Jacques Keizer und Regina Keizer geborene Bonn geboren. Ging um 1932 nach Apeldoorn zur Ausbildung als Krankenschwester, bekam danach eine Anstellung im Nederlands Israelitisch Ziekenhuis (NIZ), später im Centraal Israelitisch Ziekenhuis (CIZ) in Amsterdam. 1943 musste sie untertauchen, sie überlebte mit falschen Papieren in Haarlem. 1946 heiratete sie in Amsterdam Shmuel Wagner, einen Soldaten in der „Jewish Brigade“ der Britischen Armee. Das Ehepaar emigrierte nach Palästina, ließ sich bald in Kiryat Haim, einem Vorort von Haifa, nieder, wo Ilse im Mai 1979 starb.[218]

Die Stolpersteine für Jakob, Regina und Rosetta Keizer wurden am 9. November 2014 vor dem Haus Steyler Str. 27 in Kaldenkirchen verlegt.

### Familie Lion
- Jacob Lion wurde am 28. Oktober 1865 in Süchteln als Sohn von Moses Lion und Regina Rath geboren. Er heiratete am 3. Oktober 1899 in Kaldenkirchen Bertha Sanders, die am 14. Dezember 1861 in Kaldenkirchen als Tochter von Salomon Sanders, Handelsmann in Kaldenkirchen, und Adelheid Sanders geborene Vasen zur Welt gekommen war. Jacob Lion arbeitete 1899 als Metzgergeselle, später als Kolonialwarenhändler. 1905 kam der gemeinsame Sohn Max zur Welt. 1927 wohnte die Familie in Kaldenkirchen in der Fährstraße 10. Jacob Lion bis mindestens 1936 Vorsteher der Synagoge in seinem Heimatort – im Rahmen der Reichspogromnacht wurde er am 10. November 1938 gezwungen, die Thorarollen auszuliefern; bei einem zweiten Überfall eine Woche später, der mit den Worten „Ihr habt nichts abgekriegt, jetzt wollen wir mal hier aufräumen!“ eingeleitet wurde, sprang Bertha Lion aus dem Fenster der Wohnung im Obergeschoss und zog sich dabei eine Oberschenkelfraktur zu, seitdem war sie gehbehindert. Im März 1939 wohnten Jacob und Bertha Lion weiterhin in Kaldenkirchen, zuletzt am Adolf-Hitler-Platz 3. Am 25. Juli 1942 wurden beide ab Düsseldorf nach Theresienstadt (Transport VII/2 Zug Da 71, Häftlingsnummer 685 und 686), am 21. September 1942 nach Treblinka deportiert (Transport Bp, Häftlingsnummer 1611 und 1612) und dort wohl unmittelbar nach der Ankunft ermordet[220]
- Max Lion wurde am 4. Februar 1905 Kaldenkirchen als Sohn von Jacob Lion und Bertha Lion geborene Sanders geboren. Von Beruf war er Händler und Inhaber eines Konfektions- und Manufakturwarengeschäftes in Kaldenkirchen; er heiratete am 14. Juni 1931 in Aachen Elisabeth (Else) Jaffé, die am 27. Dezember 1909 in Aachen als Tochter von Paul Jaffé und Sophie Jaffé geborene Neumann zur Welt gekommen war. 1932 wurde die gemeinsame Tochter Hedwig geboren, Zur Zeit der Reichspogromnacht lebte Max Lion als Kaufmann in Kaldenkirchen, 17. November 1938 bis zum 10. Januar 1939 war er in „Schutzhaft“ in Dachau. Da seine Ehefrau für ihn eine Bescheinigung vorlegte, dass er ein Visum für die Einwanderung in die USA hatte, wurde er entlassen – allerdings trug dieses Visum eine so hohe Nummer, dass er aufgrund einer Quotenregelung vorläufig nicht nach New York konnte; tatsächlich kam das Visum dann auch niemals zum Tragen. Im März 1939 lebte Max Lion wieder in Kaldenkirchen; die Familie wohnte in der Fährstr. 10., zuletzt Venloer Straße Ecke Fährstraße. Am 11. Dezember 1941 wurde die Familie (Max Lion wird jetzt als Arbeiter bezeichnet) ab Düsseldorf nach Riga deportiert. Aus Riga wurde Else Lion nach Stutthof gebracht, es gelang ihr Krieg und Deportation zu überleben. Max Lion war in Salaspils inhaftiert, ihm gelang im Februar 1945 die Flucht [wohl aus Stutthof], er starb aber drei Wochen danach, am 19. März 1945 auf Gut Gothendorf (Chottschow, heute Choczewo (Pommern)), an Tuberkulose. Elisabeth Lion heiratete nach dem Krieg Edgar Heymann (geboren 1909 in Berlin, gestorben 1973 in Wiesbaden), lebte in Wiesbaden, bekam 1950 den Sohn Leo und starb dort am 9. Oktober 1996; sie „war die einzige Frau, die den Niederrhein-Transport ins Konzentrationslager nach Riga überlebt hat.“[221]
- Hedwig (Hedi) Lion wurde am 14. Mai 1932 in Kaldenkirchen als Tochter von Max Lion und Elisabeth Lion geborene Jaffé geboren; sie wurde mit ihren Eltern am 11. Dezember 1941 ab Düsseldorf nach Riga deportiert und im November in Riga oder Auschwitz ermordet.[222] „Lina Harf [siehe unten] ging nicht zur Arbeit, sondern blieb im Haus zusammen mit [ihrer Tochter] Ruth und unserer Tochter Hedi. Ich [Else Lion] glaube, es war am 2. November 1943, ich habe immer noch die Bilder vor Augen: Ich komm‘ nach Hause, wir kommen von der Arbeit zurück, da war das Ghetto ausgeräumt von Kindern und alten Leuten, und ich habe meine Hedi nicht mehr gesehen … Ich war verzweifelt! Alle Mütter mitsamt Kindern, alle älteren oder nicht arbeitsfähigen Leute waren vom Ghetto abgeholt und sofort in der Umgebung von Riga ermordet worden. Im Lager Kaiserwald haben sie viele Tote gemacht, haben sie alle erschossen. Dort müssen Massengräber liegen, die bis heute nicht erforscht sind. Oder sie wurden mit Lastautos zur Bahnstation Shirotawa gebracht und per Waggon zu Lagern wie Auschwitz transportiert und dort vergast und verbrannt.“[223]

Die Stolpersteine für Max, Elisabeth und Hedwig Lion wurden am 6. Februar 2012 vor ihrem ehemaligen Haus Fährstr. 12 in Kaldenkirchen verlegt. Die Stolpersteine für Jacob und Bertha Lion wurden am 10. Juli 2013 ebenfalls vor dem Haus Fährstr. 12 in Kaldenkirchen verlegt.
Die Angaben bei Yad Vashem zur Familie Lion stammen von Leo Heymann, dem Sohn Elisabeth Jaffés aus deren zweiter Ehe, der im Jahr 2000 in Jerusalem lebte.

### Familie Mildenberg
Der kaufmännische Angestellte Max Mildenberg wohnte 1927 in Kaldenkirchen, Ringstraße 33. Danach wird er in den Dokumenten nicht mehr erwähnt, im März 1939 wohnte er nicht mehr in Kaldenkirchen. Er ist vielleicht identisch mit dem Buchhalter Max Mildenberg, geboren am 19. Dezember 1899 in Bentheim, Sohn von Hartwig Mildenberg und Veronika Mildenberg geborene Leffmann, verheiratet mit Cäcilie Stern (geboren am 26. Dezember 1899 in Bingen, nach Litzmannstadt deportiert oder am 7. Dezember 1941 nach Riga deportiert), er wohnte vor dem Krieg in Bentheim und Düsseldorf/Neuss, während des Kriegs in Köln, und wurde am 7. Dezember 1941 ab Köln nach Riga deportiert, starb in Litzmannstadt.

### Familie Moser (Moses)
- Salomon (Shlomo) Moses, genannt Sally, änderte seinen Familiennamen zum 5. April 1921 in Moser; er wurde am 24. September 1884 Kaldenkirchen als Sohn von Moses Moses, Metzger in Kaldenkirchen, und Henriette Moses geborene Meyer sowie als Zwillingsbruder von Caroline Isaac geborene Moses geboren. Er war Kaufmann und Handelsvertreter von Beruf. Er heiratete Jenny (Yehudit) Heidt/Heydt, die am 17. Juni 1892 in Warburg als Tochter von Shimon Heidt und Eva Heidt geborene NN zur Welt gekommen war. Das Ehepaar wohnte in Wuppertal-Elberfeld, Bergstr. 48, später in Düsseldorf, Concordiastr., 1941 wird sein Beruf mit Polsterer angegeben. Das Ehepaar Moser wurde am 10. November 1941 ab Düsseldorf nach Minsk deportiert[228] Salomon und Jenny Moser waren die Eltern von Fritz Willi, Kurt Erich (geboren am 3. Juni 1920 in Elberfeld, ermordet am 31. März 1943 in Auschwitz) und Johann (Jochanan) Moser, der das Gedenkblatt für seinen Vater ausfüllte und 1999 in Israel lebte.[229]
- Caroline Isaac geborene Moses wurde am 24. September 1884 in Kaldenkirchen als Tochter von Moses Moses, Metzger in Kaldenkirchen, und Henriette Moses geborene Meyer sowie als Zwillingsschwester von Salomon Moses geboren. Sie wohnte in Düsseldorf, ihr Beruf wird 1941 als Schneiderin angegeben. Sie wurde am 10. November 1941 ab Düsseldorf nach Minsk deportiert und dort ermordet. Caroline Moses war mit NN Isaac verheiratet, wobei es sich wohl um den Kaufmann Fritz Isaac (geboren 6. Februar 1896 in Düsseldorf) handelt, der mit dem gleichen Transport deportiert wurde.[230]

### Familie Sanders
Die Familie Sanders ist in Kaldenkirchen in der zweiten Hälfte des 18. Jahrhunderts mit dem „seit 1761 erstmals vergleidete[n] Jude[n] Samuel Benjamin“ aus Breyell zugezogen. Er nahm aufgrund der napoleonischen Erlasse von 1808 (siehe Jüdischer Name) den Familiennamen Sanders an, wurde 1809 „zum Verwalter oder Special-Aufseher der Synagoge und Kaldenkirchen“ ernannt und starb 1813. „Samuel Benjamin ist der Stammvater der bekannten Familien S(Z)anders.“ Sein ältester Sohn Benjamin zog nach Bracht (dort unter dem Namen Jacob Zanders, siehe unter Lobberich), der zweitgeborene Salomon ist 1808 als Metzger in Kaldenkirchen bezeugt, der jüngste, Isaac heiratete wohl 1806 nach Dülken. Ab 1810 wird in Kaldenkirchen die nächste Generation geboren: Levi (1810), Benjamin (1811), Samuel (1814), Joseph (1816), Frederica (1820) und Salomon (1822). 1847 werden Abraham Isaac (geboren 14. September 1811, eigentlich Benjamin), Samuel (14. April 1814), Joseph (15. Juni 1816) und Salomon (14. August 1822) als Gehilfen aufgelistet. Die Kinder von Benjamin und Salomon Sanders sind dann die ältesten Angehörigen der Kaldenkirchener Familie Sanders, die von den Nationalsozialisten verfolgt wurden.
Familie Sanders/Neumann
- Benjamin Sanders wurde am 14. September 1811 in Kaldenkirchen als Sohn von Salomon Sanders und Rachel Sanders geborene Lion geboren. Er war Handelsmann in Kaldenkirchen, heiratete Charlotte Neumann, die 1821/22 geboren wurde. Das Ehepaar wurde die Eltern von Eva (1851), Joseph (1857), Samuel (1860) und Simon (1862) Sanders.[234]
- Eva Sanders, geboren am 26. Mai 1851 in Kaldenkirchen als Tochter von Benjamin Sanders und Charlotte Sanders geborene Neumann (siehe unter Lobberich).
- Joseph Sanders wurde am 5. April 1857 in Kaldenkirchen als Sohn von Benjamin Sanders und Charlotte Sanders geborene Neumann geboren. Er heiratete am 24. September 1883 in Kaldenkirchen Rosalie Sanders, die am 6. August 1857 in Kaldenkirchen als Tochter von Salomon Sanders, Handelsmann in Kaldenkirchen, und Adelheid Vasen zur Welt kam. Bei der Heirat gab er den Beruf Zigarrenmacher an. 1885/87 lebte er mit seiner Ehefrau – weiterhin als Zigarrenmacher – im niederländischen Boxmeer, wo seine Töchter Charlotte (1885) und Johanna (1887) Sanders geboren wurden. Am 21. Oktober 1889 zog die Familie wieder nach Kaldenkirchen, hier wurden Helene (1890) und Isaak (1895) Sanders geboren. Rosalie Sanders starb am 16. September 1925 in Kaldenkirchen und wurde dort auf dem jüdischen Friedhof bestattet. Joseph Sanders, der in späteren Jahren Viehhändler in Kaldenkirchen war, wird 1927 als „ohne Beruf“ bezeichnet, d. h., er war im Ruhestand. Er wohnte 1927 im Haus Bahnhofstr. 77, Ende 1938 in Süchteln, Krefelder Str. 46 (heute Tönisvorster Str. 46), wo auch die Familie seines Sohnes Isaak/Isidor bei dessen Schwiegereltern lebten, zuletzt dann wieder in Kaldenkirchen, Fährstr. 10, und starb am 22. Februar 1941 in Kaldenkirchen; er wurde ebenfalls auf dem dortigen jüdischen Friedhof bestattet.[235]
- Samuel Sanders (Schmuel ben Jizchak Halevi) wurde am 24. März 1860 in Kaldenkirchen als Sohn von Benjamin Sanders, Handelsmann in Kaldenkirchen, und Charlotte Sanders geborene Neumann geboren. Er war Viehhändler in Straelen, wohnte Mühlenstr. 10, heiratete (Aufgebot Kaldenkirchen 1889/90) Rosa Krebs (Rachel bat Jizchak), die am 11. März 1867 in Reichenberg (Unterfranken) zur Welt kam (die Eltern sind nicht dokumentiert). Samuel und Rosa Sanders sind die Eltern von Bertha (1892), Minna (1898) und Isaak Sanders genannt Isidor (1900). Rosa Sanders starb am 23. Dezember 1934 in Straelen, Samuel Sanders dort am 3. Januar 1935. Samuel und Rosa Sanders wurden auf dem jüdischen Friedhof in Geldern bestattet. Isaak/Isidor Sanders (geboren am 5. Mai 1900), seine Ehefrau Fanny Sanders geborene Krebs (geboren am 4. April 1903 in Reichenberg, eine ältere Schwester von Ida Sanders geborene Krebs, siehe unten) und der gemeinsame Sohn Richard Sanders (geboren 1931) schifften sich am 21. Juli 1939 nach Haiti ein und emigrierten schließlich in die USA, wo sie in Sheboygan/Wisconsin eine Farm betrieben; Isaak/Isidor Sanders starb im Februar 1982 in Sheboygan, Fanny Sanders im September 1975; Richard wurde Sportlehrer in New York, wo er eine Zeit lang unter der Obhut von Ida Sanders (siehe oben) stand.[236]

Die Stolpersteine für Isidor, Fanny und Richard Sanders wurden am 11. Dezember 2013 in Straelen vor dem Haus Mühlenstr. 10 verlegt.
- Simon Sanders wurde am 27. April 1862 in Kaldenkirchen als Sohn von Benjamin Sanders, Handelsmann in Kaldenkirchen, und Charlotte Sanders geborene Neumann geboren. Er heiratete am 3. Juli 1894 in Kaldenkirchen Wilhelmina Defries, die am 9. Mai 1866 in Kaldenkirchen als Tochter von Abraham Devries, Metzger in Kaldenkirchen, und Rebecca Devries geborene Lion zur Welt gekommen war. Simon Sanders war 1894 Handelsmann und 1927 Metzgermeister. Simon und Wilhelmina Sanders sind die Eltern von Albert (1895), Julius (1898), Jacob (1900) und Siegfried Sanders (1903). Die Eheleute wohnten 1927 in Kaldenkirchen in der Bahnhofstr 53. Simon Sanders starb am 9. Oktober 1937 in Kaldenkirchen und wurde auf dem dortigen jüdischen Friedhof bestattet. Wilhelmina Sanders wohnte im März 1939 in Kaldenkirchen, im Juni Hindenburgstr. 53, floh im gleichen Jahr in die Niederlande, wohnte dort in Deventer, 1943 bis 1945 versteckt in Amsterdam und überlebte die Shoah. Nach dem Krieg emigrierte sie in die USA und starb am 7. Oktober 1959 in Oakland/Kalifornien.[238]

Familie Sanders-Neumann/Sanders
- Charlotte Rollmann geborene Sanders wurde am 26. Oktober 1885 in Boxmeer/NL als Tochter von Joseph Sanders und Rosalie Sanders geborene Sanders geboren. Ab 1889 lebte sie in Kaldenkirchen. Sie heiratete Salomon (Sally) Rollmann, der am 15. Juni 1884 in Herzebrock geboren worden war. Das Ehepaar lebte in Castrop-Rauxel und später Essen, zuletzt Essen, Krawehlstr. 4; beide wurden am 22. April 1942 ab Düsseldorf nach Izbica deportiert und dort ermordet[239]
- Johanna Sanders wurde am 15. April 1887 in Boxmeer/NL als Tochter von Joseph Sanders und Rosalie Sanders geborene Sanders geboren. Ab 1889 lebte sie in Kaldenkirchen bzw. Kempen, sie blieb ledig. Im März 1939 wohnte sie in Kaldenkirchen, zuletzt Adolf-Hitler-Platz 3./Fährstr. 10 in einem Anbau des Hauses der Familie Lion. Johanna Sanders wurde am 25. Juli 1942 ab Düsseldorf nach Theresienstadt (Transport VII/2 Zug Da 71, Häftlingsnummer 850) und am 23. Januar 1943 nach Auschwitz deportiert (Transport Cr, Zug Da 103, Häftlingsnummer 720), dort wurde sie im gleichen Jahr ermordet[240]
- Helene Herz geborene Sanders wurde am 7. Juni 1890 in Kaldenkirchen als Tochter von Josef Sanders, Zigarrenmacher in Kaldenkirchen, und Rosalie Sanders geborene Sanders geboren. Sie heiratete am 11. November 1921 in Kaldenkirchen den Metzger und Viehhändler Alexander Herz (geboren am 25. Dezember 1893 in Geislar). Alexander und Helene Herz sind die Eltern von Frieda Herz (* 20. August 1922 in Beuel) und Günter Herz (geboren am 3. Oktober 1927 in Beuel). Die Familie lebte in Beuel und Bonn, in Beuel Ende 1938 in der Wilhelmstr. 77 (heute Siegfried-Leopold-Str. 23); alle vier wurden am 20. Juli 1942 ab Köln nach Minsk deportiert und nach der Ankunft am 24. Juli 1942 in der nahe gelegenen Tötungsstätte Maly Trostinez ermordet.[241]

Die Stolpersteine für Alexander, Helene, Frieda und Günter Herz wurden in Bonn-Beuel vor dem Haus Siegfried-Leopold-Str 23 verlegt. Der Stolperstein für Johanna Sanders wurde am 17. Februar 2016 vor ihrer Wohnung Fährstr. 12 in Kaldenkirchen verlegt.
- Isaak Sanders, genannt Isidor wurde am 19. Juli 1895 in Kaldenkirchen als Sohn von Joseph Sanders und Rosalie Sanders geborene Sanders geboren. Von Beruf war er Viehhändler als Mitinhaber von Sanders, Erben & Co. 1927 wohnte er in Kaldenkirchen auf der Bahnhofstr. 77; er heiratete am 28. Dezember 1928 in Süchteln Sophia Baum, die am 26. November 1901 in Süchteln als Tochter von Leopold Baum (1860–1942) und Jenni Kaufmann (1879–1938) zur Welt gekommen war. Der gemeinsame Sohn Erich Sanders wurde am 29. Mai 1930 in Kaldenkirchen geboren. Die Familie lebte weiterhin an der Bahnhofstraße 77, ab 1936 dann in Süchteln bei Sophias Eltern in der Krefelder Str. 46 (heute Tönisvorster Straße 46). Erich Sanders war 1937 das letzte schulpflichtige jüdische Kind in Süchteln, ab November 1938 musste er an eine Schule nach Krefeld, seitdem jüdische Kinder nicht mehr an deutschen Schulen unterrichtet werden durften. Anfang Dezember 1938 gab Erich Sanders als Wohnadresse weiterhin Süchteln, Krefelder Str. 46 an. Noch im gleichen Jahr zog die Familie nach Düsseldorf um, wo sie bis zuletzt wohnte. Isaak/Isidor Sanders war vom 17. November 1938 bis zum 15. Dezember 1938 in „Schutzhaft“ in Dachau interniert. Am 27. Oktober 1941 wurden alle drei ab Düsseldorf nach Litzmannstadt deportiert. Isaak/Isidor Sanders wurde dort am 8. Juli 1942 ermordet (als Todesursache wird „Unterernährung“ angegeben). „Am 4. September 1942 verkündete der Judenälteste, er müsse 20.000 nicht arbeitsfähige Juden zusammenbekommen, die ausgesiedelt werden sollten […] Das waren die Alten und die unter Zehnjährigen. Jeder wusste, dass sie nicht ausgesiedelt, sondern ermordet werden würden. "Doch mit denen kam man nur auf 13 000 Juden." Erich Sanders war zu dem Zeitpunkt zwölf Jahre alt, und in dem Juden-Ghetto brach eine Panik aus. Die Menschen versteckten ihre Kinder, konnten nicht glauben, dass man sie ihnen wegnehmen wollte.“ Sophia Sanders wurde drei Tage später, am 7. September 1942 in Litzmannstadt ermordet (als Todesursache wird „Herzversagen“ angegeben). Der zwölfjährige Erich Sanders wurde mit anderen Kindern ins 70 Kilometer entfernte Kulmhof gebracht. "Dort entkleidete man sie, schickte sie in den Keller des dortigen Schlosses, wo sie am Ende eines Tunnels in einem Lastwagen landeten. Dort drin wurden sie vergast […] Das waren die ersten Experimente mit Gaswagen, in denen man früher schon Behinderte vergast hatte. In Auschwitz wurde diese Methode später verfeinert. Die Menschen erstickten nach ungefähr acht Minuten qualvoll." Erich Sanders starb am 11. September 1942 im Verlauf der „Aktion Gehsperre“, die vom 5. bis 12. September 1942 durchgeführt wurde. Sein Großvater Leopold Baum wurde zwei Monate später, am 7. November 1942 in Theresienstadt ermordet.[242]

„Zwei Anträge, in Süchteln Stolpersteine verlegen zu lassen, wo Erich vor seiner Deportation noch drei Jahre gelebt hatte, waren sowohl 2004 als auch 2011 "schriftlich und entschieden" vom heutigen Hauseigentümer in der Tönisvorster Straße (früher: Krefelder Straße) abgelehnt worden.“ Da die Stadt Viersen die Zustimmung zur Verlegung von Stolpersteinen an die Zustimmung der heutigen Anlieger und Eigentümer geknüpft hatte, wurden die Anträge somit abgelehnt.
Die Stolpersteine für Isaak, Sophia und Erich Sanders wurden am 10. Juli 2013 vor dem Haus Bahnhofstr. 77 in Kaldenkirchen verlegt.
Familie Sanders-Neumann/Defries
- Albert Sanders wurde am 17. Juni 1895 in Kaldenkirchen als Sohn von Simon Sanders und Wilhelmina Sander geborene Defries geboren. Von Beruf war er Viehhändler als Mitinhaber von Sanders, Erben & Co. Er wohnte 1927 in Kaldenkirchen in der Bahnhofstr 53, lebte am 9. November 1938 als Metzger in Kaldenkirchen, weiterhin in der Bahnhofstraße. Vom 17. November 1938 bis zum 18. Januar 1939 war er in „Schutzhaft“ in Dachau interniert. Im März wohnte er wieder in Kaldenkirchen, im gleichen Jahr gelang ihm die Flucht nach Haiti. Hier heiratete er Ida Krebs (geboren nach 1904 in Reichenberg, Tochter von Salomon Krebs und Eva Krebs geborene Grünebaum, jüngere Schwester von Fanny Krebs, der Ehefrau von Isaak/Isidor Sanders). Etwa 1940 siedelte das Ehepaar nach New York über. Albert Sanders starb im April 1979 im Alter von 83 Jahren durch Selbsttötung, seinen letzten Wohnsitz hatte er in New York. Ida Sanders lebte beim Tod ihres Ehemanns noch in New York[245]

„Lothar [Sanders] und ich [Ruth Sanders, geborene Lieselotte Tasche] haben in New York mehrere Jahre mit Ida und Albert Sanders aus Kaldenkirchen unter einem Dach gewohnt. Ida hat früher in einem Haushalt in der Schweiz gearbeitet. Sie lernte Albert durch ihre Schwester kennen und ist mit ihm Mitte 1939 nach Haiti und später New York ausgewandert. Durch die Jahre der Verfolgung und die schweren Zeiten in Haiti war sie schizophren geworden. Sie war zeitweilig aggressiv und durcheinander, dagegen im normalen Zustand herzensgut, brav und eine gute Köchin. Sie ist mal im Nachthemd abgehauen, tobte und schrie und mußte in eine Nervenklinik gebracht werden. Albert ist mit ihrem Zustand nicht mehr fertig geworden und hat sich etwa 1983 aus dem Fenster seiner Wohnung zu Tode gestürzt. Ida ist nach seinem Tod noch eine Zeitlang in der Wohnung geblieben. Sie hat sehr viel für Richard Sanders aus Straelen getan und war sehr gut zu ihm […] Vermutlich hat er [Richard] veranlaßt, daß Ida in ein Heim gekommen ist. Jedenfalls hat man nichts mehr von ihr gehört.“
- Julius Sanders wurde am 18. Mai 1898 in Kaldenkirchen als Sohn von Simon Sanders und Wilhelmina Sanders (geborene Defries) geboren. Von Beruf war er Viehhändler als Mitinhaber von Sanders, Erben & Co. Er wohnte in Kempen, floh 1936 in die Niederlande, wo er in Nijmegen in der Van Spaenstraat 23 wohnte. Er heiratete 1941 in Amsterdam Frieda Goldschmitt, die am 6. September 1910 in Essen als Tochter von Alfred Goldschmitt und Berta Goldschmitt geborene Baum zur Welt gekommen war; sie war am 9. Dezember 1938 in die Niederlande geflohen und hatte in Amsterdam in der Waalstraat 37 III gelebt. Beide wurden in Westerbork interniert, 1942 von Westerbork nach Auschwitz deportiert und dort ermordet. Julius Sanders wurde zum 27. August 1942 für tot erklärt, Frieda Sanders zum 27. September 1942.[247]
- Jakob Sanders wurde am 16. Februar 1900 in Kaldenkirchen als Sohn von Simon Sanders und Wilhelmina Sanders geborene Defries geboren. 1938 war er in die Niederlande geflohen, dann floh er nach Montevideo, nach dem Krieg lebte er wieder in Deutschland. Er heiratete Mia Haas aus Köln. Jakob Sanders starb am 14. Dezember 1968 in Köln, Mia Sanders 1988; beide wurden auf dem jüdischen Friedhof in Köln bestattet.[248]
- Siegfried Sanders wurde am 24. Januar 1903 in Kaldenkirchen als Sohn von Simon Sanders und Wilhelmina Sanders geborene Defries geboren. Er war Kaufmann und Bekleidungshändler, eröffnete 1926 ein Spezialgeschäft für Herren- und Knabenbekleidung. 1927 wohnte er in Kaldenkirchen auf der Bahnhofstr. 53. Am 9. November 1938 lebte er als Kaufmann in Kaldenkirchen, vom 17. November 1938 bis zum 22. Dezember 1938 war er in „Schutzhaft“ in Dachau interniert. Nach seiner Freilassung musste er das Bekleidungsgeschäft aufgeben.[249] Er wohnte im März 1939 wieder in Kaldenkirchen, nach einer erneuten Verhaftung floh er im gleichen Jahr nach Haiti.[250] Hier heiratete er 1942 Ilse Freimark aus Düsseldorf. Er lebte später in den USA, 1946 in Oakland, wo er am 31. Oktober 2003 starb.[251]

Nach dem Willen der Angehörigen wird für Julius Sanders kein Stolperstein verlegt.
Familie Sanders/Vasen
- Salomon Sanders (Schlomo ben Schlomo) wurde am 11. August 1822 in Kaldenkirchen als Sohn von Salomon Sanders und Rachel Sanders geborene Lion geboren. 1847 ist er als Gehilfe bezeugt, ab 1853 als Handelsmann. Er heiratete in erster Ehe Adelheid Vasen, die um 1833 geboren worden war. Salomon und Adelheid Sanders sind die Eltern von Benjamin (1855), Julie (1859), Bertha (1861), Gustav (1864), Joseph (1867), Philipp (1869), Jacob (1871) und Friederika (1878) Sanders. Nach dem frühen Tod seiner Ehefrau heiratete er am 7. Januar 1876 in Kaldenkirchen in zweiter Ehe Helena (Lena) Voosen, geboren am 15. September 1854 in Meiderich, wohnhaft in Linn, die Tochter von Philipp Voosen, Metzger, und Friederike Blumenfeld. Salomon Sanders starb am 5. Januar 1906 in Kaldenkirchen und wurde dort auch bestattet.[252]
- Benjamin Sanders, genannt Bernhard wurde am 30. Juni 1855 in Kaldenkirchen als Sohn von Salomon Sanders, Handelsmann in Kaldenkirchen, und Adelheide Sanders geborene Vasen geboren. 1927 wohnte „ohne Beruf“ [d. h. nach seinem Berufsleben] in Kaldenkirchen in der Synagogenstraße 5. Benjamin/Bernhard Sanders starb am 1. März 1939 in Kaldenkirchen und wurde auf dem dortigen jüdischen Friedhof bestattet[253]
- Julie Hoffstadt geborene Sanders, geboren am 9. September 1859 in Kaldenkirchen als Tochter von Salomon Sanders und Adelheid Sanders geborene Vasen (siehe oben)
- Bertha Lion geborene Sanders, geboren am 14. Dezember 1861 in Kaldenkirchen als Tochter von Salomon Sanders und Adelheid Sanders geborene Vasen (siehe oben)
- Gustav Sanders wurde am 3. Mai 1864 in Kaldenkirchen als Sohn von Salomon Sanders, Handelsmann in Kaldenkirchen, und Adelheid Vasen geboren. Er heiratete Julie Kaufmann, die am 27. September 1866 in Schiefbahn als Tochter von Simon Kaufmann und Karoline Kaufmann geborene Falkenstein zur Welt gekommen war. Gustav und Julie Sanders sind die Eltern von Sally Sanders (1904) und Lina Harf geborene Sanders (1906). Julie Sanders starb am 17. April 1926 in Kaldenkirchen, sie wurde dort auch bestattet. 1927 war Gustav Sanders Händler in Kaldenkirchen und wohnte auf der Steyler Str. 11. Zur Zeit des Novemberpogroms wohnte er bei seiner Schwester Bertha Lion in der Fährstraße. Gustav Sanders starb am 28. November 1938, gut zwei Wochen nach dem Novemberpogrom und eine Woche nach dem zweiten Überfall der SA auf deren Wohnung, an einem Herzinfarkt; er wurde auf dem Kaldenkirchener jüdischen Friedhof bestattet.[254]
- Joseph Sanders wurde am 23. Februar 1867 in Kaldenkirchen als Sohn von Salomon Sanders, Handelsmann in Kaldenkirchen, und Adelheid Vasen geboren. Er heiratete am 29. Juli 1896 in Schermbeck Johanna Abraham, die am 28. März 1870 in Worpswede als Tochter von Michael Abraham (1819–1885) und Julie Behr (1838–1918) zur Welt gekommen war. Ihr gemeinsamer Sohn war Fred Sanders, der am 3. November 1897 geboren wurde. Joseph Sanders war Viehhändler von Beruf, die Familie lebte in Straelen in der Klosterstr. 3 und zuletzt in Adolf-Hitler-Str. (Venloer Str.) 24. Joseph und Johanna Sanders wurden am 25. Juli 1942 ab Düsseldorf nach Theresienstadt (Transport VII/2 Zug Da 71, Häftlingsnummer 851 und 852), am 21. September 1942 nach Treblinka deportiert (Transport Bp, Häftlingsnummer 1330 und 1331) und dort wohl unmittelbar nach der Ankunft ermordet. Fred Sanders überlebte den Holocaust, lebte 1972 in Sheboygan/Wisconsin, wo er im Juni 1981 starb.[255]

Die Stolpersteine für Josef und Johanna Sanders liegen in Straelen vor dem Haus Klosterstr. 3.
- Philipp Sanders geboren am 27. Juli 1869 in Kaldenkirchen als Sohn von Salomon Sanders, Handelsmann in Kaldenkirchen, und Adelheid Vasen (siehe unter Hinsbeck)
- Jacob Sanders, geboren am 23. November 1871 in Kaldenkirchen als Sohn von Salomon Sanders, Metzger in Kaldenkirchen, und Adelheid Vasen (siehe unter Hinsbeck)
- Friederika (Frieda) Simon geborene Sanders wurde am 24. April 1878 in Kaldenkirchen als Tochter von Salomon Sanders, Kleinhändler in Kaldenkirchen, und Adelheid Vasen geboren. Sie heiratete am 4. November 1904 in Kaldenkirchen den Metzger und Viehhändler Emil Simon, der am 16. Juli 1876 in Krefeld-Linn als Sohn von Gottholt Simon und Jetta Vasen zur Welt gekommen war. Am 7. März 1907 wurde in Kaldenkirchen der gemeinsame Sohn Sally Simon geboren. Die Familie wohnte 1927 in Kaldenkirchen, Synagogenstr. 5, im März 1939 weiterhin in Kaldenkirchen, zuletzt Adolf Hitler-Platz 2. Sally Simon, der zur Zeit der Reichspogromnacht in Kaldenkirchen als Arbeiter lebte, ledig und kinderlos war, war vom 17. November 1938 bis zum 4. Februar 1939 in „Schutzhaft“ in Dachau interniert. Er kehrte nach Kaldenkirchen zurück und wurde am 11. Dezember 1941 ab Düsseldorf nach Riga deportiert, er war in Salaspils inhaftiert und wurde in Riga oder Salaspils ermordet. Emil und Frieda Simon wurden am 15. Juni 1942 ab Düsseldorf mit dem Transport „Da 22“ Richtung Izbica deportiert. „Nach der „Selektion“ auf einem Nebengleis in Lublin wurden zunächst etwa 100 Männer aus dem Transport „Da 22“ in das Lager Majdanek gebracht. Vermutlich wurde der Zug anschließend direkt nach Sobibor geleitet, ohne zuvor noch das Durchgangsghetto von Izbica zu berühren.“[257]

Die Stolpersteine für Emil, Friederika und Sally Simon wurden am 10. Juli 2013 vor ihrer Wohnung in der Synagogenstraße in Kaldenkirchen verlegt.
Familie Sanders/Kaufmann
- Sally Sanders wurde am 18. Januar 1904 in Kaldenkirchen als Sohn von Gustav Sanders und Julie Sanders geborene Kaufmann geboren. Er war kaufmännischer Angestellter und arbeitete als Buchhalter und Reisender für die Firma Holtvoeth, 1941 wird er hingegen als Zigarrenmacher bezeichnet. Sally Sanders heiratete Henriette (Henny) Leven, die am 24. November 1904 in Wickrath, Tochter von Philipp Leven (28. Januar 1869 – 16. März 1939, bestattet in Wickrath) und Johanna Levy (geboren 1866 Königshoven, gestorben in Theresienstadt) zur Welt kam. Er wohnte 1927 in Kaldenkirchen auf der Steyler Str. 11, im Januar 1939 Steyler Str. 7, im März 1939 weiterhin in Kaldenkirchen. Sally und Henny Sanders wurden am 11. Dezember 1941 ab Düsseldorf nach Riga deportiert und dort ermordet.[259]
- Karolina (Lina) Sanders wurde am 18. November 1906 in Kaldenkirchen als Tochter von Gustav Sanders und Julie Sanders geborene Kaufmann geboren. Sie heiratete am 27. August 1935 in Kaldenkirchen Simon Harf, der am 3. November 1905 in Beckrath als Sohn von Adolf Harf (1877–1937) und Paula Harf geborene Heumann (3.12.1877 Gey - 26.3.1942 Daugavgrīva, Riga) zur Welt kam. Simon und Lina Harf bekamen eine Tochter, Ruth Juliane Harf, geboren am 1. März 1938 in Kaldenkirchen. Zur Zeit der Reichspogromnacht wird Simon Harf als Arbeiter bezeichnet, vom 17. November 1938 bis zum 11. Februar 1939 war er in „Schutzhaft“ in Dachau interniert. Ende 1938 wohnte die Familie in Kaldenkirchen auf der Steyler Str. 7, im März 1939 auf der Süchtelner Str. 20. 1941 wird Simon Harf als Hilfsarbeiter bezeichnet. Am 11. Dezember 1941 wurden Simon, Lina und Ruth Harf ab Düsseldorf nach Riga deportiert. Simon wurde in Salaspils inhaftiert und später dort oder in Riga ermordet. „Am 2. November 1943 wurden im Ghetto Kinder unter 15 Jahren und Alte über 50 Jahre "aussortiert": Ruth Harf und Hedi Lion aus Kaldenkirchen waren darunter. Sie wurden auf Lastwagen abtransportiert und irgendwo ermordet [… ] Viele Kinder und Kranke wurden im November 1943 von Riga aus in das polnische Vernichtungslager Auschwitz deportiert. Ruth könnte aber auch in den angrenzenden Wäldern ermordet und in ein Massengrab geworfen worden sein.“[260] Lina Harf war im November 1943 im Lager Jungfernhof und wurde später dort ermordet.[261]

Die Stolpersteine für Sally und Henny Sanders wurden am 17. Februar 2016 vor ihrem Haus Steyler Str. 7 in Kaldenkirchen verlegt.
Familie Sanders/Wyngard
- Samuel Sanders wurde am 12. November 1853 geboren. Er heiratete Sara Wyngaard, geboren am 12. Juli 1853. Er war Zigarrenmacher von Beruf. Samuel Sanders heiratete Sara Wyngaard, die am 12. Juli 1853 geboren wurde. Sie sind die Eltern von Hermann (1885), Rosa (1891), Wilhelmine (1893) und Hugo Sanders (1895). Samuel Sanders starb am 11. November 1919, Sara Sanders am 13. Juni 1926, beide wurden in Kaldenkirchen bestattet.[262]
- Hermann Sanders wurde am 17. Oktober 1885 in Kaldenkirchen als Sohn von Samuel Sanders, Zigarrenmacher in Kaldenkirchen, und Sara Sanders geborene Weyngaard geboren. Er heiratete Jenny Levy, die am 1. Juni 1892 in Grefrath als Tochter von Emanuel Levy (1861–1938), Viehhändler in Grefrath, und Mathilde Leyser (1859–1935) zur Welt kam. Ihre Kinder sind Rolf Sanders (geboren am 11. September 1920 in Grefrath) und Helga Sanders (geboren am 8. November 1923 in Grefrath). Die Familie wohnte in Grefrath, floh in die Niederlande, wo sie in Utrecht in der Singelstraat 3bis-a wohnte. Die Familie wurde in Westerbork interniert, Rolf und Helga Sanders wurden am 28. September 1942 ab Westerbork nach Auschwitz deportiert und dort ermordet, sie wurden zum 30. September 1942 für tot erklärt. Hermann Sanders wurde am 18. Januar 1944 ab Westerbork nach Theresienstadt (Transport XXIV/2, Häftlingsnummer 618) und am 16. Mai 1944 nach Auschwitz deportiert (Transport Ea, Häftlingsnummer 2183). Jenny Sanders starb am 22. Oktober 1943 in Westerbork, die Urnenbestattung erfolgte am 26. Oktober auf dem jüdischen Friedhof Diemen. Herman Sanders wurde in Auschwitz ermordet und zum 7. Juli 1944 für tot erklärt.[263]
- Rosa Cahn geborene Sanders wurde am 11. Juni 1891 in Kaldenkirchen als Tochter von Samuel Sanders, Zigarrenarbeiter in Kaldenkirchen, und Sara Sanders geborene Wyngard geboren. Sie heiratete am 26. Oktober 1921 in Kaldenkirchen den Kaufmann Jakob Cahn, der am 3. November 1877 in Niederzündorf zur Welt gekommen war. Der gemeinsame Sohn war Walter Cahn (geboren am 28. September 1924 in Kaldenkirchen). Jacob Cahn wird 1941 als Hilfsarbeiter bezeichnet, Walter Cahn als Gärtner. Die Familie wohnte zuletzt in Krefeld und wurde am 11. Dezember 1941 ab Düsseldorf nach Riga deportiert und dort ermordet.[264]
- Wilhelmine Ehrenbaum, geborene Sanders wurde am 2. November 1893 in Kaldenkirchen als Tochter von Samuel Sanders, Zigarrenmacher in Kaldenkirchen, und Sara Wyngardt geboren. Sie heiratete am 17. September 1924 in Kaldenkirchen Hermann Ehrenbaum (geboren am 13. April 1886 in Tessin (bei Rostock)), Geschäftsführer in Herne. Beide wohnten Ende 1938 in Essen, Billrothstr. 32, zuletzt (wohl ab Frühling 1942) in Essen, Barackenlager Holbeckshof (ein Sammellager in Essen-Steele) und wurden am 15. Juni 1942 ab Düsseldorf mit dem Transport „Da 22“ Richtung Izbica deportiert. „Nach der „Selektion“ auf einem Nebengleis in Lublin wurden zunächst etwa 100 Männer aus dem Transport „Da 22“ in das Lager Majdanek gebracht. Vermutlich wurde der Zug anschließend direkt nach Sobibor geleitet, ohne zuvor noch das Durchgangsghetto von Izbica zu berühren.“[265]

Die Stolpersteine für Simon, Lina und Ruth Harf wurden am 6. Februar 2012 vor ihrem ehemaligen Haus Steyler Str. 7 in Kaldenkirchen verlegt.

### Familie Winter
- Emil Winter, geboren am 27. Oktober 1888 in Kaldenkirchen, wohnte Ende 1938 in Frankfurt am Main, Bergerstr. 24. Sein Schicksal ist unbekannt.[267]

### Familie Wolf/Wolff
- Der Kaufmann Bernhard Wolff heiratete (Aufgebot Kaldenkirchen 1888/89) Lidia Tannenbaum; danach wird das Ehepaar in Bezug auf Kaldenkirchen nicht mehr erwähnt.[268] Bernhard Wolff wurde am 26. August 1864 geboren, er starb am 9. November 1935, Lidia Tannenbaum wurde am 13. Mai 1863 geboren, sie starb am 17. April 1913; beide wurden auf dem Jüdisch-Liberalen Friedhof in Karlsruhe, Haid- und Neu-Straße 45 bestattet, er: Nr. 841, sie: Nr. 271[269]
- Der Zigarrenfabrikant Adolf Wolf wohnte 1927 in Kaldenkirchen im Haus Feldstr 16, danach wird er in Bezug auf Kaldenkirchen nicht mehr erwähnt.[270]

### Familie Wreschinski
- Johanna Wreschinski, geborene Rose wurde am 20. Juli 1896 in Kaldenkirchen als Tochter von (Mayer) Rose, Kaufmann in Kaldenkirchen, und Rose Mayersohn geboren. Sie heiratete den Kaufmann Heinrich Wreschinski, geboren am 8. Juli 1892 in Pudewitz (Pobiedziska, Posen). Heinrich und Johanna Wreschinski, sowie deren Tochter Helga Wreschinski (geboren am 26. Oktober 1918 in Berlin) waren 1933 in Berlin-Kreuzberg in der Krausenstr 42–43, 1938 in Berlin-Wilmersdorf in der Kaiserallee 204 (heute Bundesallee), und 1939 in Berlin-Tiergarten in der Kurfürstenstraße 42 und gemeldet – letztere war die Wohnung von Heinrichs Bruder Arthur Wreschinski (* 1890), die ihnen zwangsweise zugewiesen wurde. Arthur Wreschinski wurde mit einem unbekannten Transport in das KZ Auschwitz deportiert, und dort am 6. Januar 1943 ermordet.[271]

Am Freitag, den 14. November 1941, ging ein Transport vom Bahnhof Berlin-Grunewald nach Minsk, der 5. „Osttransport“ (DA 54), mit dem Heinrich, Johanna und Helga Wreschinski deportiert wurden. Der Transport erreichte Minsk am Dienstag, den 18. November. Ihr Schicksal ist nicht bekannt; auch sie wurde mit an Sicherheit grenzender Wahrscheinlichkeit ermordet.

## Leuth
„Im geldrischen Gebietsteil der Stadt Nettetal, also in Hinsbeck, Leuth und Lobberich, gab es gegen Ende des 18. Jahrhunderts [1782] amtlich-zeitgenössischer Aussage zufolge keine Juden.“ Für Leuth galt diese Aussage 1858 weiter und auch noch im Mai 1927.

## Lobberich
„Im geldrischen Gebietsteil der Stadt Nettetal, also in Hinsbeck, Leuth und Lobberich, gab es gegen Ende des 18. Jahrhunderts [1782] amtlich-zeitgenössischer Aussage zufolge keine Juden. […] Um die Mitte des 19. Jahrhunderts lebten in Lobberich die Juden Samuel und Joseph Zanders [bei denen ebenfalls angenommen werden kann, dass sie aus Kaldenkirchen gebürtig und hierher umgezogen waren]. 1858 wird die Zahl der Familienmitglieder des Samuel mit acht und des Joseph mit zwei angegeben. […] Als Berufe werden bei den Lobbericher Sanders 1875 genannt: Metzger, Handelsmann, Handelsgehilfe. […] Die Volkszählung vom 2. Dezember 1895 weist [für Lobberich] 17 Juden bei 7.541 Einwohnern insgesamt aus […] 1905 waren es elf, 1910 18, 1925 ebenfalls 18.“
Die letzten 13 Lobbericher Juden wurden am 11. Dezember 1941 von Düsseldorf aus nach Riga deportiert. „Bei den Abgeschobenen handelt es sich um die Familien Sally Sanders, Otto Zanders, Arthur Zanders, Emil Goldbach und Max Rosenthal.“

### Familie Goldbach
- Emil Goldbach, geboren am 22. November 1892 in Brackel bei Dortmund, Sohn von Hermann Goldbach und Sara Goldbach geborene Stern, war verheiratet mit Selma Goldbach geborene Strauß, die am 4. April 1890 in Herschbach als Tochter von Moses Strauß und Kätchen Simon geboren wurde. Das Ehepaar Goldbach wohnte seit 1939 in Lobberich, wo bereits Selmas Schwester Johanna Zanders geborene Strauß lebte. Emil Goldbach war in den letzten Jahren Bauarbeiter in Krefeld und wird 1941 als Bauhilfsarbeiter bezeichnet. Emil und Selma Goldbach wurden am 11. Dezember 1941 ab Düsseldorf nach Riga deportiert und dort ermordet[275][276]

### Familie Rosenthal
- Martha Rosenthal geborene Stern, geboren am 31. Januar 1889 in Lobberich, Tochter von Meyer Stern, Kaufmann in Lobberich, und Eva Stern, geborene Lehmann, heiratete 1921 in Lobberich Max Rosenthal, der am 18. November 1885 in Waltrop als Sohn von Isaac Rosenthal und Dora Rosenthal geborene Windmüller geboren wurde. Das Ehepaar wohnte in Lobberich im Haus Hochstr. 53, Max Rosenthal war dort Manufakturwarenhändler, wird aber 1941 als Bauarbeiter in Krefeld bezeichnet. Am 11. Dezember 1941 wurden Max und Martha Rosenthal ab Düsseldorf nach Riga deportiert; Martha Rosenthal hat Riga nicht lebend erreicht, Max Rosenthal wurde dort ermordet.[277]

### Familie Abraham Sanders/Regina Zacharias
- Eva Sanders geborene Sanders, geboren am 26. Mai 1851 in Kaldenkirchen, war die Tochter von Benjamin Sanders, 39 Jahre alt [d. h. geboren 1811/12], Handelsmann in Kaldenkirchen, und Charlotte Sanders, geborene Neumann; sie heiratete (Aufgebot 1891) den verwitweten Lobbericher Metzger und Viehhändler Abraham Sanders. Eva Sanders lebte bei ihrem Stiefsohn Sally Sanders im Haus Süchtelner Str. 20 in Lobberich; hier wurde sie am 10. November 1938 im Rahmen der Reichspogromnacht von einem Stein getroffen und starb am 23. Dezember 1938 an den Folgen der erlittenen Verletzungen.[278]
- Sally Sanders, geboren am 7. Februar 1885 in Lobberich, war der Sohn von Abraham Sanders, Viehhändler in Lobberich, und Regina Sanders, geborene Zacharias; von Beruf war er Metzger; er diente als Soldat im Ersten Weltkrieg, in dem er mit dem Eisernen Kreuz ausgezeichnet wurde. Er war verheiratet mit Wilhelmine Sanders geborene Sanders, genannt Mina, Minni und Mintjen, die am 12. April 1898 in Straelen als Tochter von Samuel Sanders und Rosa Sanders geborene Krebs geboren wurde. Das Ehepaar hatte drei Kinder: Walter (1925) und die Zwillinge Edith und Egon (1928), die Familie wohnte in Lobberich im Haus Süchtelner Str. 20. Ab dem 17. November 1938 war Sally Sanders in Dachau interniert, von wo er zurückkehrte (die Entlassung aus Dachau ist nicht dokumentiert); im Jahr 1939 brachten die Eltern ihre Kinder in die Niederlande in vorläufige Sicherheit. In diesen Jahren verdiente Sally Sanders seinen Lebensunterhalt als Landarbeiter in Lobberich. Am 11. Dezember 1941 wurden Sally und Mina Sanders ab Düsseldorf nach Riga deportiert; Mina wurde später [1944] nach Stutthof gebracht und dort ermordet, Sally überlebte Riga (und wohl auch Stutthof) und kehrte nach dem Krieg nach Deutschland zurück.[279]
- Walter Sanders, geboren am 7. Oktober 1925 in Lobberich, als ältester Sohn von Sally Sanders und Mina Sanders geborene Sanders, war der Bruder von Edith und Egon Sanders und wohnte in Lobberich auf der Süchtelner Str. im Haus Nr. 20. Kurz vor der Pogromnacht, am 7. Oktober 1938 feierte er seine Bar Mitzwa, im Jahr darauf, 1939, wurden er und seine Geschwister von ihren Eltern in die Niederlande in vorläufige Sicherheit geschickt. Er wurde in Westerbork interniert und dann deportiert; 1944/45 war er in Auschwitz und im KZ Mittelbau-Dora. „Als Häftling mit der Nummer 175530 hat er Auschwitz überlebt, weil er als Hochdruckschweißer gebraucht wurde.“ Walter Sanders kehrte nach der Befreiung nach Lobberich zurück. Im Jahre 1961 bekam er die Tochter Edith. Walter Sanders starb am 3. Juli 2001 in Mönchengladbach und wurde auf dem jüdischen Friedhof in Krefeld bestattet.[280]
- Edith Sanders und Egon Sanders wurde am 5. März 1928 in Lobberich als Kinder von Sally Sanders und Mina Sanders und Geschwister von Walter Sanders geboren. Sie wohnten in Lobberich auf der Süchtelner Str. im Haus Nr. 20, bis sie 1939 von ihren Eltern in die Niederlande und in vorläufige Sicherheit geschickt wurden. Die Zwillinge lebten am 1. September 1939 in Den Haag, Schenkstraat 217, bei dem aus Wien stammenden Ehepaar Richard Wieselthier (* 1885) und Lilly Wieselthier geborene Adler (* 1889); nach dem Tod des Paares am 15. Mai 1940 wurden sie vom Jüdischen Rat (Joodsche Raad) beim Obsthändler David van der Ham und seiner Familie in Den Haag, Terwestenstraat 230, untergebracht. Später wurden sie in Westerbork interniert, am 19. Oktober 1942 dann nach Auschwitz deportiert, wo sie am 21. Oktober 1942 ankamen und dort (ebenso wie David van der Ham und Rachel van der Ham geborene Hakker) zur Ermordung ausselektiert wurden; zum 22. Oktober 1942 wurden sie für tot erklärt.[281]

### Familie Siegmund Zanders/Maria Anna Bähr
Die Lobbericher Familie Zanders ist eine Nebenlinie der Breyell-Kaldenkirchener Familie Sanders (siehe oben). Sie stammt ab von Salmon Zanders (1789–1864), Metzger in Bracht, und seiner Ehefrau Veronica Schnucks, deren Sohn Samuel Zanders (1822–1867), Handelsmann und Gemeindevorsteher in Bracht, und dessen Ehefrau Adelheid Franken (1819–1884), und dem Enkel Max Zanders (1849–1926), der sich als Viehhändler in Lobberich niederließ, und dessen Ehefrau Sara Heumann (1852–1918).
- Siegmund Zanders, geboren am 4. August 1882 in Lobberich, war ein Sohn von Maximilian (Max) Zanders, Viehhändler in Lobberich, und Sara Zanders, geborene Heumann, Bruder von Arthur und Otto Zanders; verheiratet war er mit Maria Anna Zanders geborene Bähr, die am 18. Juli 1886 in Heinsberg als Tochter von Jakob Bähr, Metzger, und Rosa Bähr geborene Daniels, geboren wurde. Das Ehepaar hatte drei Kinder: Edith (1914), Kurt (1915) und Helmut Hermann (1923), alle in Lobberich geboren. 1930 zog die Familie nach Krefeld um, wohnte zuletzt im Haus Breite Str. 5. Am 22. April 1942 wurden Siegmund, Maria Anna und Helmut Hermann Zanders ab Düsseldorf nach Izbica deportiert, wurden im gleichen Jahr nach Sobibor oder Belzec gebracht und dort ermordet.[282]
- Edith Zanders[283], geboren am 21. Februar 1914 in Lobberich, war die Tochter von Siegmund Zanders und Sara Heumann; sie machte 1933 Abitur in jüdischer Religionslehre, floh Ende Oktober/Anfang November 1938 auf der „Oceania“ von Triest nach Buenos Aires; sie heiratete 1944 den bereits in den 1920er Jahren ausgewanderten José Silber, lebte als Buchhändlerin in Buenos Aires und starb im Jahr 2011.[284]
- Kurt Zanders, geboren am 4. Juli 1915 in Lobberich, Sohn von Siegmund Zanders und Sara Heumann, floh spätestens 1938 nach England, wo er seinen Namen in Keith Saunders änderte.[285]
- Arthur Zanders, geboren am 8. Januar 1884 in Lobberich, Sohn von Max Zanders und Sara Zanders, geborene Heumann, war Viehhändler in Lobberich; er heiratete Thekla Zanders geborene Rothschild, die am 18. Oktober 1893 in Kirschseiffen (Hellenthal) als Tochter von Hermann Rothschild und Julie Rothschild geborene Samuel geboren wurde. Das Ehepaar wohnte in Lobberich in der Bahnstr. 53 (heute Niedieckstraße 53) und hatte zwei Töchter, Ilse (geboren am 31. Oktober 1921 in Lobberich) und Helga (geboren am 25. April 1927 in Lobberich), die Berufe als Näherin (Ilse) bzw. Hausgehilfin (Helga) ausübten. Arthur Zanders arbeitete zur Zeit der Pogromnacht als Landwirt, war vom 17. November 1938 bis zum 19. Dezember 1938 in „Schutzhaft“ in Dachau, und war später als Bauarbeiter in Krefeld tätig. Am 11. Dezember 1941 wurden Arthur, Thekla, Ilse und Helga Zanders nach Riga deportiert; Thekla, Ilse und Helga wurden in Riga ermordet; Arthur ist in Kaunas bezeugt, wurde am 1. August 1944 nach Dachau und am 8. Oktober 1944 nach Auschwitz deportiert und dort ermordet.[286]
- Otto Zanders, geboren am 21. November 1886 in Lobberich, war ein Sohn von Max Zanders, Händler in Lobberich, und Sara Zanders, geborene Heumann; er arbeitete als Viehhändler und heiratete 1925 Johanna Zanders, geborene Strauß, die am 29. April 1891 in Herschbach als Tochter von Moses Strauß und Kätchen Simon geboren wurde und die Schwester von Selma Goldbach, geborene Strauß, war. Das Ehepaar wohnte in Lobberich auf der Süchtelner Str. 43 und hatte einen Sohn, Bruno (geboren am 13. April 1931 in Lobberich). Zur Zeit der Pogromnacht lebte Otto Zanders als landwirtschaftlicher Arbeiter in Lobberich, war dann vom 17. November 1938 bis zum 29. Dezember 1938 in „Schutzhaft“ in Dachau. Zuletzt war er als Bauarbeiter in Krefeld tätig. Am 11. Dezember 1941 wurden Otto, Thekla und Bruno Zanders ab Düsseldorf nach Riga deportiert, wo sie ermordet wurden.[287]
- Adele Harf, geborene Zanders, geboren am 19. Oktober 1888 Lobberich, Tochter von Max Zanders, Viehhändler in Lobberich, und Sara Zanders, geborene Heumann; sie heiratete 1922 in Lobberich den Wickrather Viehhändler Albert Harf, der am 7. Juni 1887 in Beckrath als Sohn von Salomon Harf und Sibilla Harf geborene Blech geboren wurde. Das Ehepaar hatte zwei Kinder, Rudi (geboren am 17. Januar 1924) und Irene (* 1926), die Familie wohnte vor dem Krieg in Herrath und dann am Emil-Esser-Platz 1 in Wickrath. Am 11. Dezember 1941 wurden Albert, Adele, Rudi und Irene Harf ab Düsseldorf nach Riga deportiert. Albert Harf wurde 1942 in Riga ermordet, Adele, Rudi und Irene Harf wurden am 1. Oktober 1944 nach Stutthof deportiert. Adele und Rudi Harf wurden in Stutthof ermordet. Irene Harf wurde befreit und überlebte den Holocaust; sie heiratete den KZ-Überlebenden Jakob Dahl (geboren am 10. Januar 1916) und bekam zwei Töchter; Jakob Dahl starb am 12. Oktober 1968, Irene Dahl geborene Harf am 11. August 2000; beide sind auf die jüdischen Friedhof in Dormagen bestattet.[288]
- Helene Zanders, geboren am 7. November 1892 in Lobberich, war eine Tochter von Max Zanders und Adele Zanders geborene Heumann; sie wohnte in Lobberich und war ledig, 1941 wird sie als Näherin bezeichnet; am 11. Dezember 1941 wurde sie ab Düsseldorf nach Riga deportiert, [1944] nach Stutthof, wo sie ermordet wurde.[289]

Die Stolpersteine für Albert, Adele, Rudi und Irene Harf liegen vor dem Haus Emil-Esser-Platz 1 in Mönchengladbach-Wickrath.
Die Stolpersteine für die Familie Sanders (Eva, Sally, Wilhelmine, Walter, Egon und Edith) wurden am 5. Dezember 2022 in Lobberich vor dem Haus Süchtelner Straße 20 verlegt. Die Stolpersteine für die Familie Zanders wurden am 5. Dezember 2022 in Lobberich vor dem Haus Süchtelner Straße 43 (Otto, Johanna und Bruno) bzw. vor dem Haus Niedieckstraße 53 (Arthur, Thekla, Ilse und Helga) verlegt. Die Stolpersteine für das Ehepaar Familie Rosenthal (Max und Martha) wurden am 5. Dezember 2022 in Lobberich vor dem Haus Hochstr. 39 verlegt.
Den Lobbericher Juden wurde bereits vor dem Stolpersteinprojeket durch eine Gedenktafel gedacht, die 13 Namen umfasst:
„Eheleute / Max Rosenthal + Frau Martha / Familie / Sally Sanders + Frau Mina + / Kinder – Egon + Edith / Familie / Arthur Zanders Frau Thekla / + Kinder – Ilse + Helga / Familie / Otto Zanders + Frau Johanna / Kind Bruno“. Die Gedenktafel befindet sich zwischen der Alten Kirche und dem Ingenhovenpark und wird auch weiterhin zum Gedenken an die Nettetaler Juden z. B. am Tag des Gedenkens an die Opfer des Nationalsozialismus (27. Januar) genutzt.

## Schaag
Eine größere jüdische Gruppe hat in Schaag nicht existiert, Ende der 1930er Jahre gehörten lediglich zwei Einwohner aus der Brachter und später Breyeller Familie Höflich (siehe oben) dem jüdischen Glauben an. Beide wurden von den Nationalsozialisten ermordet.
- Elisabeth Höflich, genannt Lisette, geboren am 23. Juni 1864 in Bracht, Tochter von Levi Höflich, Handelsmann in Bracht, dann Metzger in Breyell, und Anna Höflich geborene Levy, Schwester von Carl Höflich (siehe oben), ledig, Mutter von Regina Höflich, Händlerin; sie wohnte am 10. März 1939 in Breyell, Speck 48c (heute Schaag, Speck 80/82), zuletzt in Breyell, Vorbruch 3a; Sara/Lisette Höflich wurde am 25. Juli 1942 ab Düsseldorf nach Theresienstadt (Transport VII/2 Zug Da 71, Häftlingsnummer 540) und am 26. September 1942 nach Treblinka deportiert (Transport Br, Häftlingsnummer 626). Dort wurde sie wohl noch im gleichen Monat ermordet.[292]
- Regina Höflich, geboren am 8. Juni 1898 in Breyell, Tochter von Lisette Höflich, Näherin, ledig; sie wohnte am 10. März 1939 in Breyell, Speck 48c (heute Schaag, Speck 80/82), zuletzt in Breyell, Felderend 21; Regina Höflich wurde am 11. Dezember 1941 ab Düsseldorf nach Riga deportiert und dort ermordet.[293]

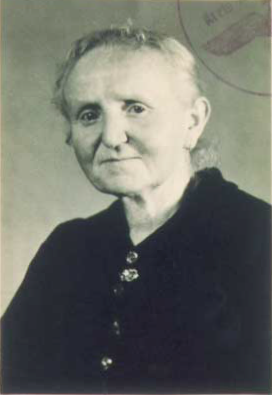
Lisette Höflich
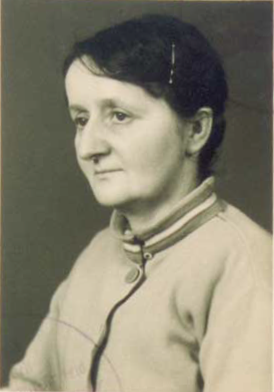
Regina Höflch

Die Stolpersteine für Lisette und Regina Höflich wurden am 10. Dezember 2013 vor dem Haus Speck 80/82 verlegt.